# Schlangen (Gemeinde)
Schlangen ist eine Gemeinde in Nordrhein-Westfalen, Deutschland und gehört zum Kreis Lippe. Die Gemeinde liegt in der Landschaft Senne und im Naturpark Teutoburger Wald/Eggegebirge. Der Truppenübungsplatz Senne bedeckt große Teile des Gemeindegebietes. Die Bewohner der Gemeinde werden als „Schlänger“ bezeichnet.

## Geografie

### Geografische Lage
Die Gemeinde liegt im Nordosten von Nordrhein-Westfalen rund 16 Kilometer südlich von Detmold am Rande der Senne und dehnt sich am Südhang des Teutoburger Waldes hinauf bis zu den Höhen des Gebirgszuges aus. Das Gemeindegebiet ist der nordöstliche Ausläufer der Hellwegbörde und somit Teil der Westfälischen Bucht. Neben Augustdorf ist Schlangen eine von zwei Gemeinden des Kreises Lippe, die südlich des Teutoburger Walds liegen. Weite Teile des Gebiets sind Heide- und Sandlandschaft.
Die Ortsteile Schlangen und Oesterholz-Haustenbeck verbindet die 2,5 km lange einstige Prachtstraße Fürstenallee. Sie ist die einzige vierreihige Allee in Lippe und mit ihrem jahrhundertealten Baumbestand besonders sehenswert. Sie führt weiter in Richtung des Passes Gauseköte nach Detmold. Die Siedlungsgebiete von Schlangen und dem südlich gelegenen Bad Lippspringe gehen annähernd übergangslos ineinander über. Einen großen Teil des Gemeindegebietes nimmt der Truppenübungsplatz Senne ein.
Nennenswerte Gewässer sind die im Gemeindegebiet als Strothe bezeichnete Thune, der Haustenbach, der Rote Bach und der Schlänger Bach. Alle Gewässer der Gemeinde fließen über die Lippe dem Rhein zu.
Der höchste Punkt der Gemeinde ist der Gipfel des 433 m ü. NN liegenden Hohlestein, der niedrigste Punkt liegt auf dem Gelände des Truppenübungsplatzes bei etwa 138 m ü. NN.

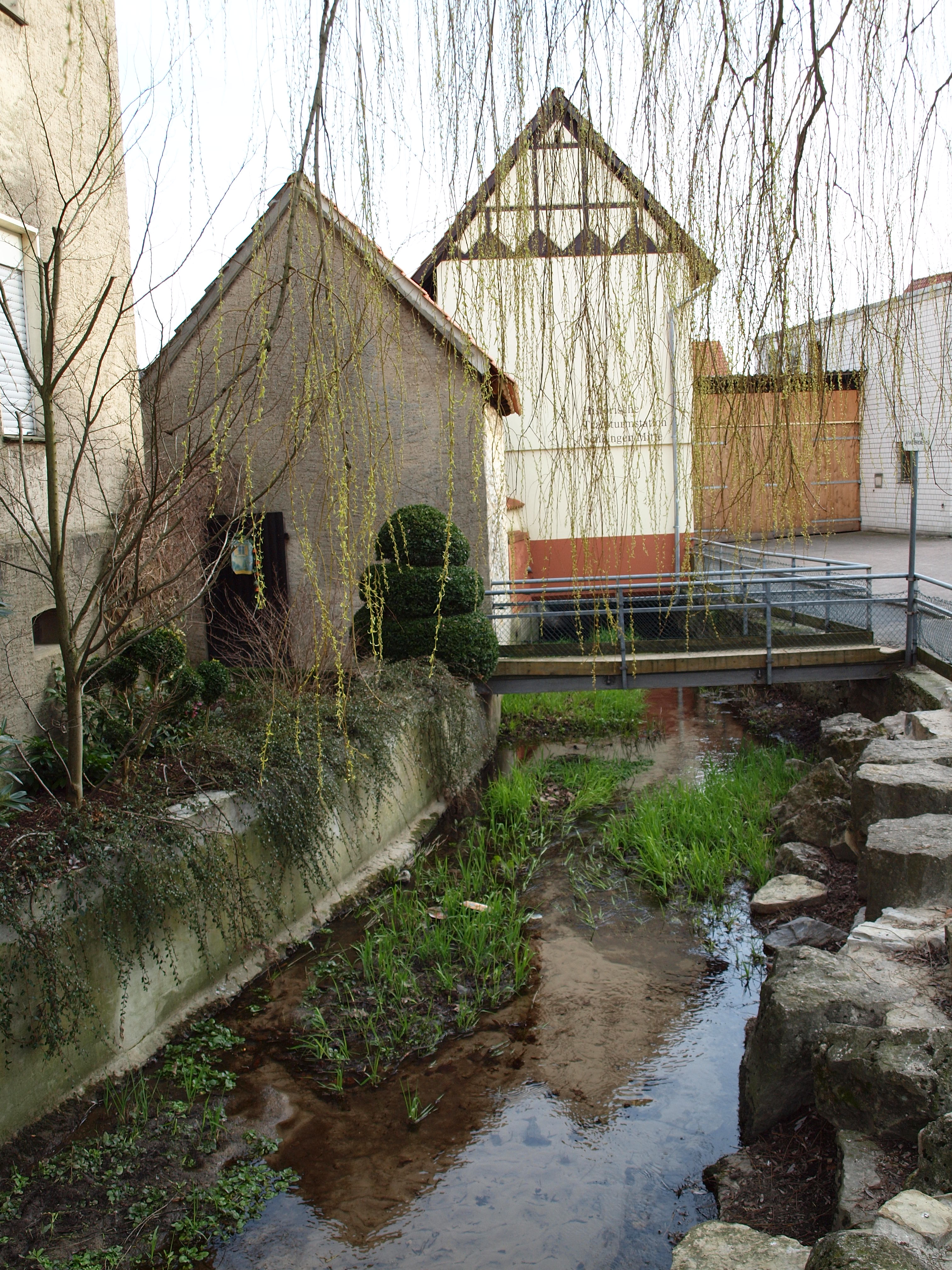
Schlänger Bach in der Ortsmitte
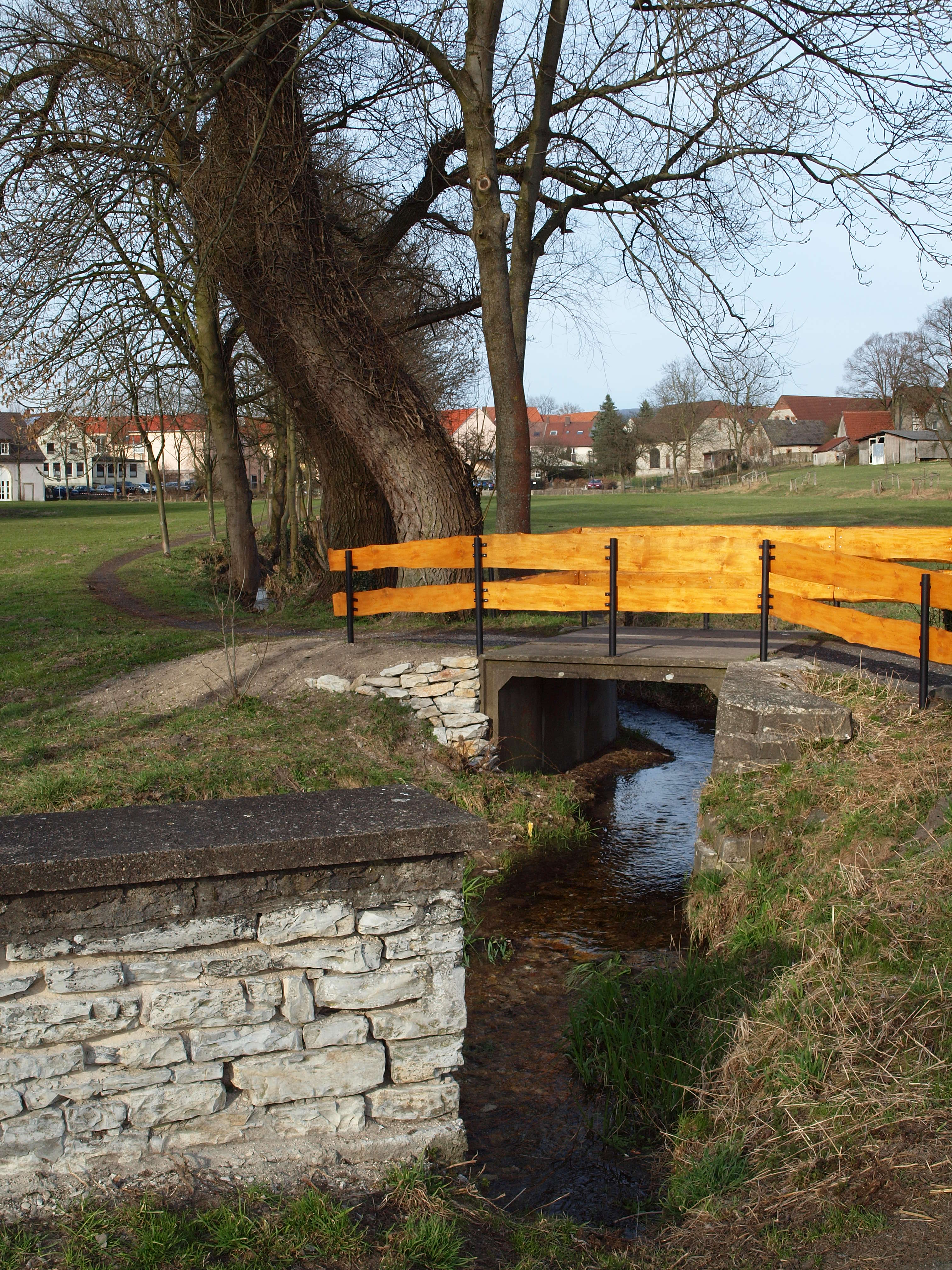
Schlänger Bach an den Flößwiesen
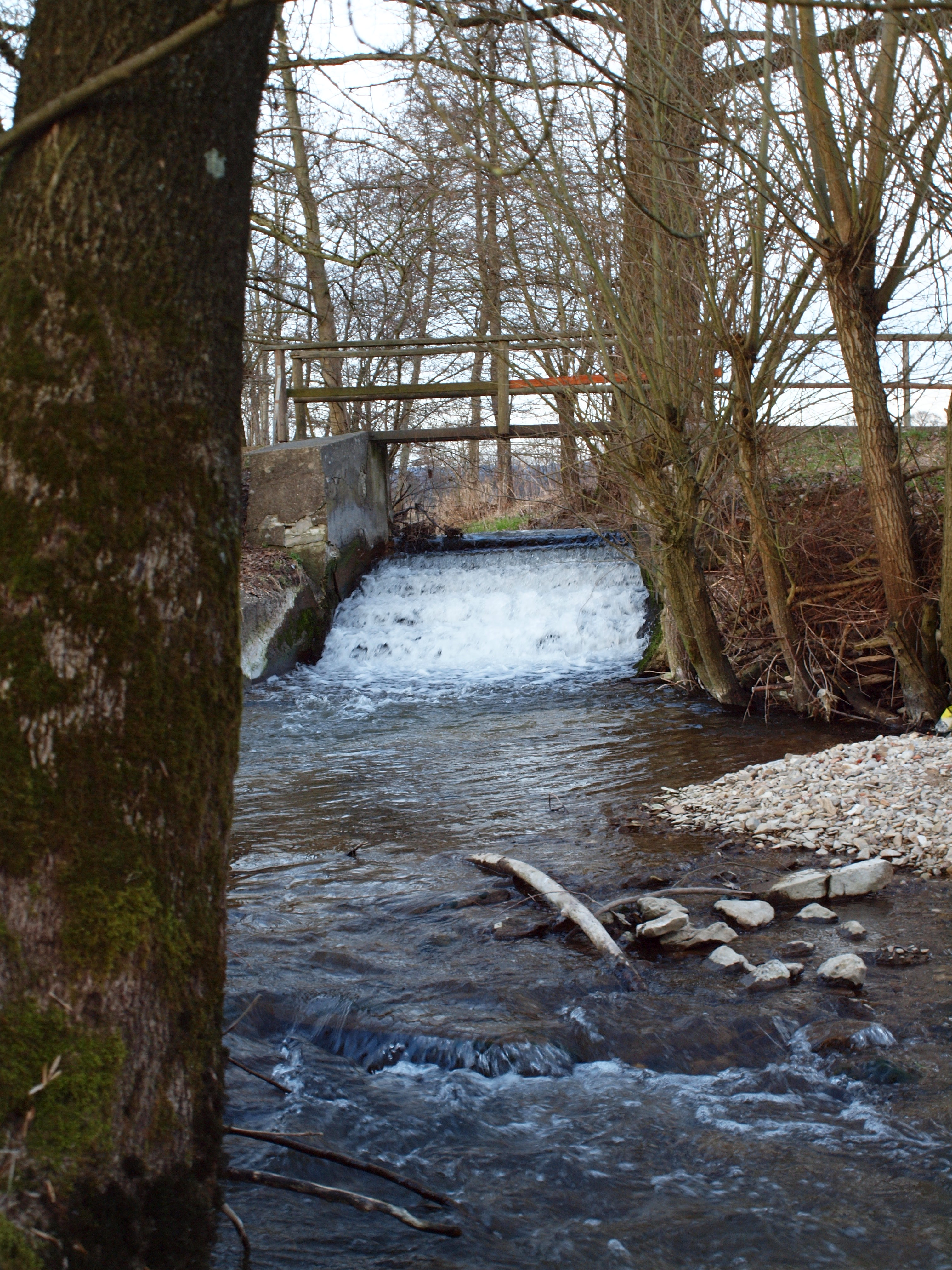
Strothe am Ochsensee
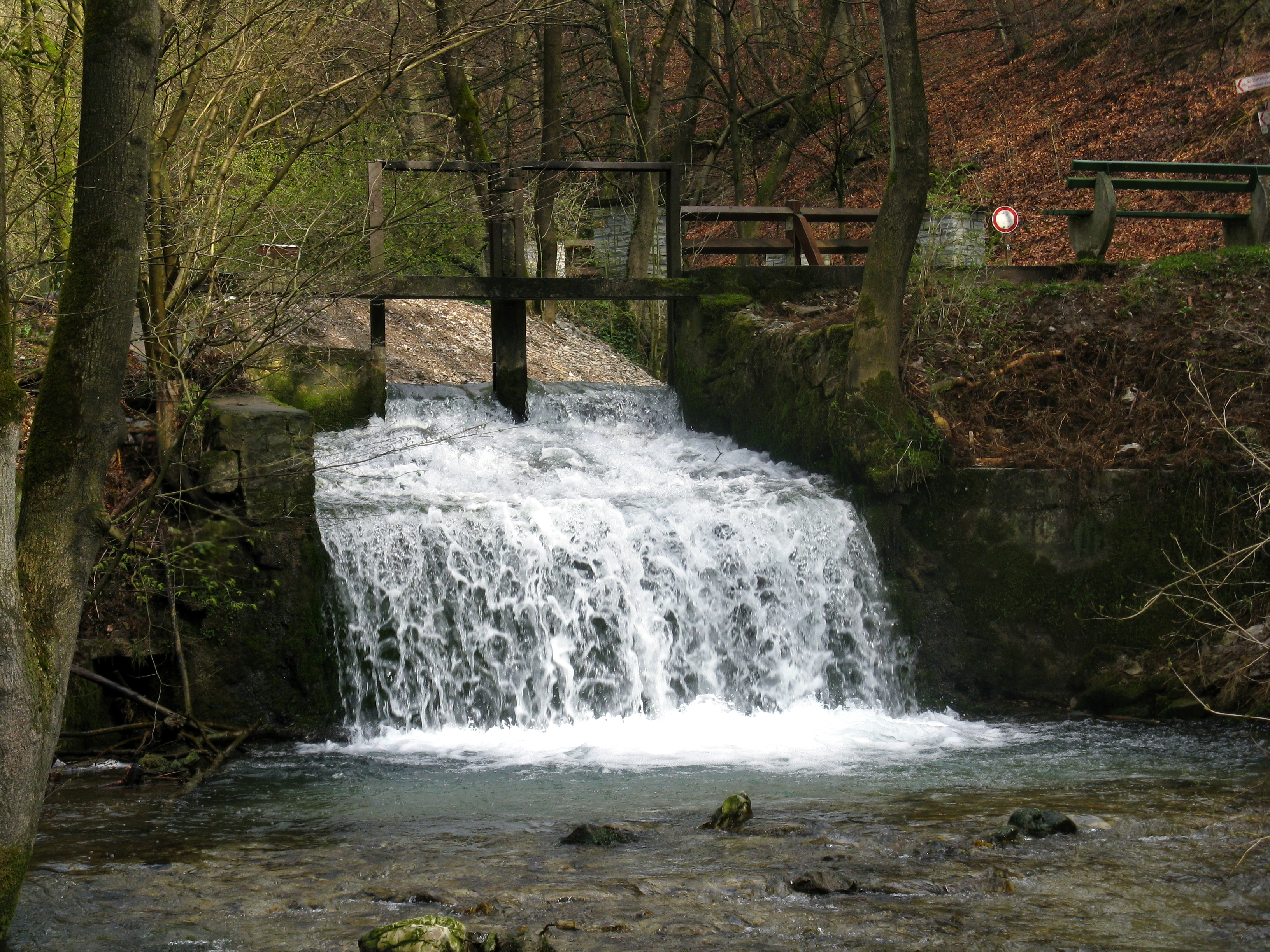
Strothe bei Kohlstädt
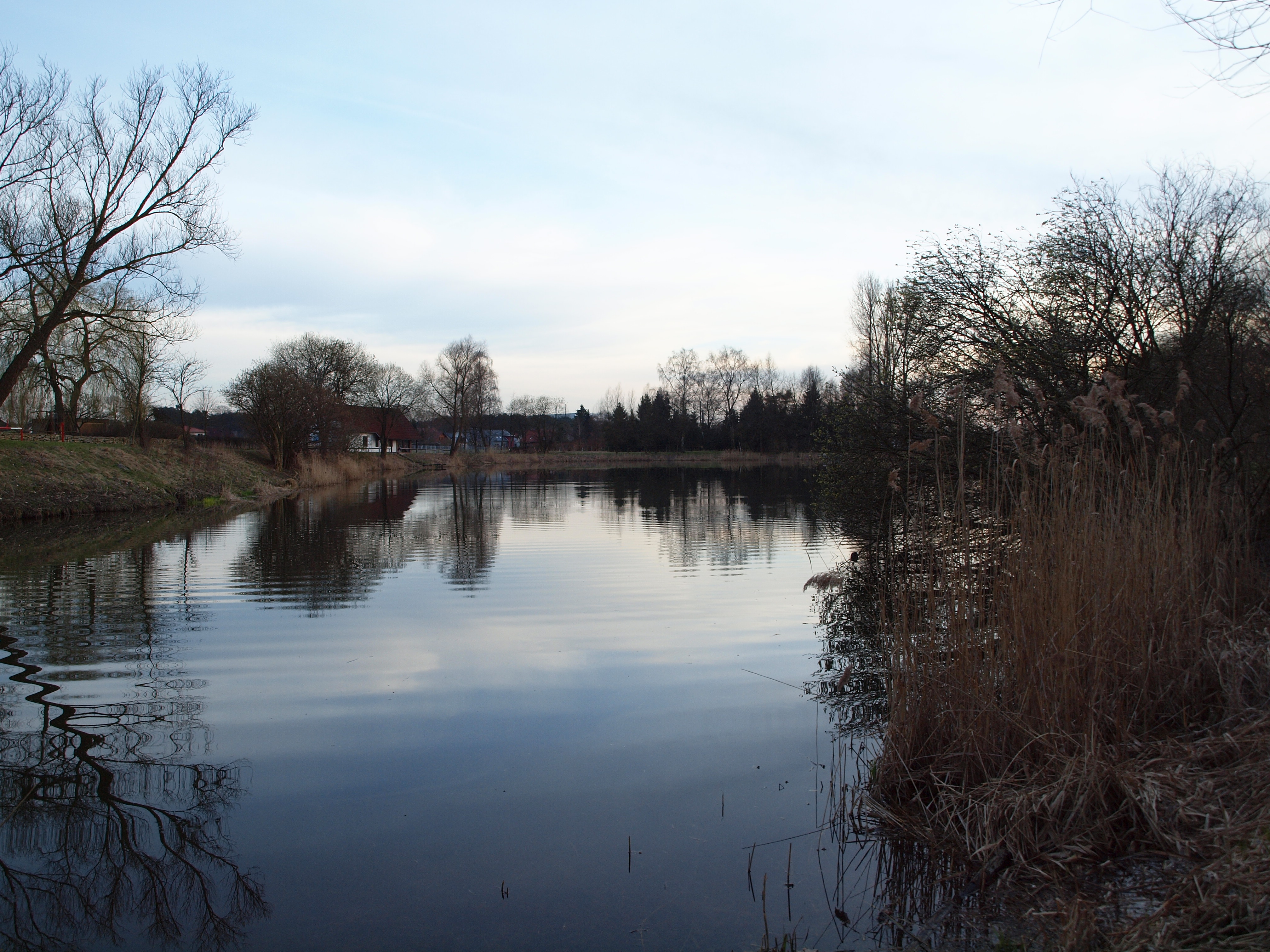
Ochsensee
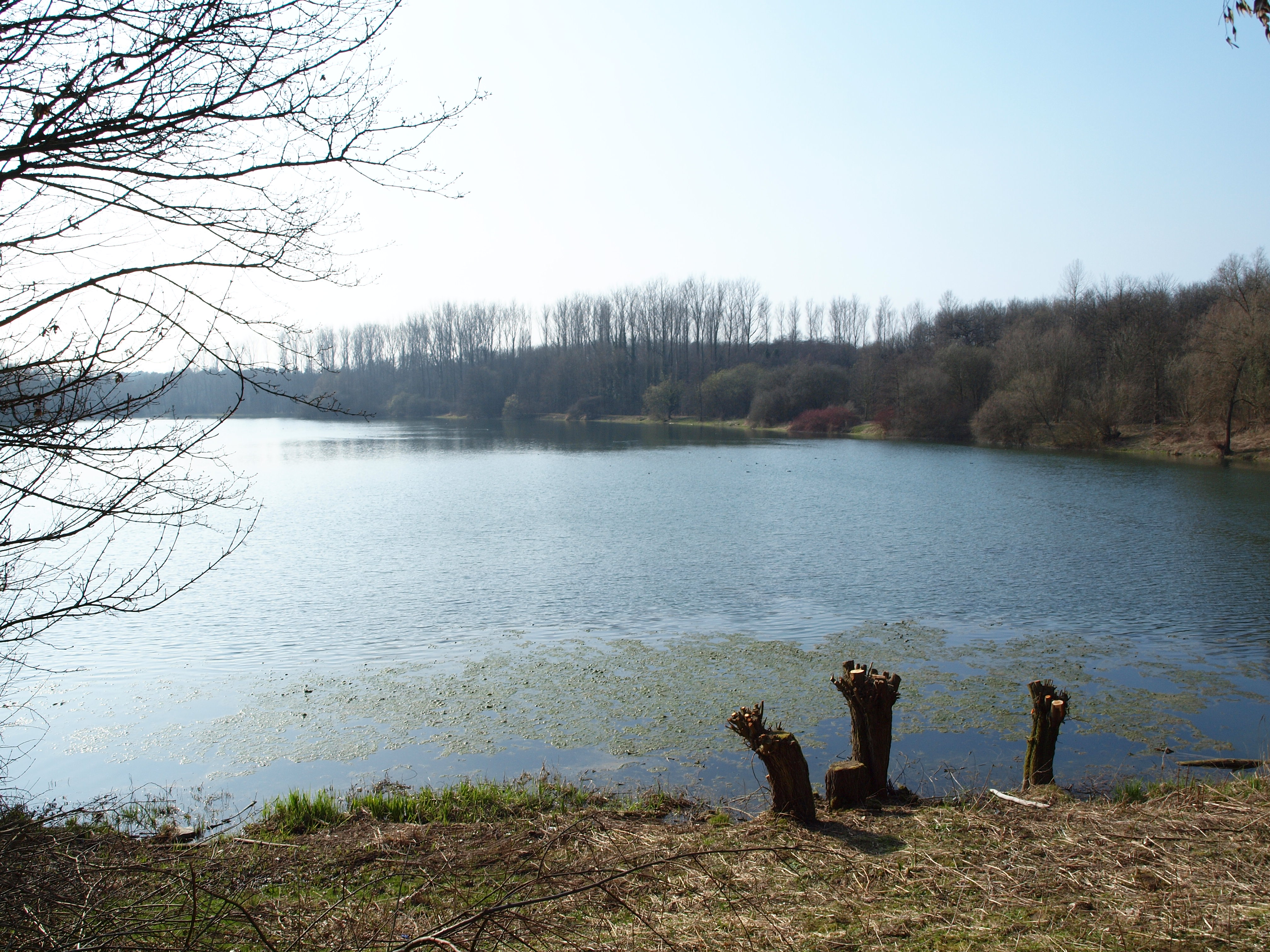
Haverkampsee

### Geologie

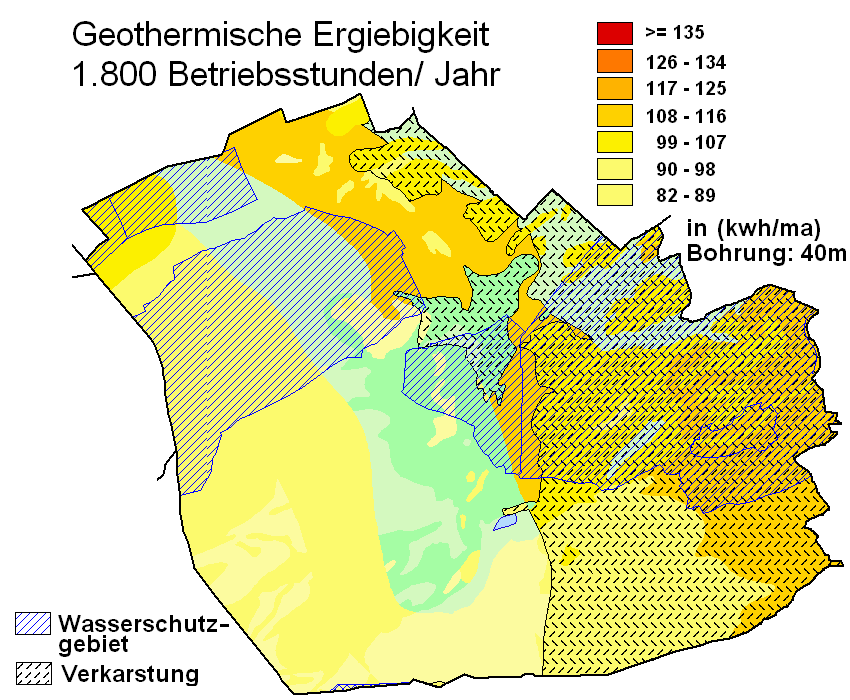
Geothermische Ergiebigkeit des Gemeindegebiets

Das zum Ostrand der westfälischen Bucht gehörende Vorland westlich des Eggegebirges im Gemeindegebiet besteht aus Mergel- und Kalksteinen der Oberkreide. Dieser rund 550 Metern starke Untergrund wurde im Lauf der Erdgeschichte herausgehoben und bildete eine leichte Neigung nach Westen. Dabei kam es infolge von Verkarstung in den Carbonatgesteinen auch zu Erdfällen und Höhlenbildungen.
Gesteine des Trias, seltener auch des Jura und des Erdaltertums sind im tiefer liegenden Festgesteinssockel zu finden. In der Senne werden weite Flächen durch aus dem Eiszeitalter stammende Kiese, Sande, Till und Löss bedeckt.
Für die Trinkwasserversorgung im Gemeindegebiet haben besonders die zum Teil verkarsteten Kalksteine der Oberkreide Bedeutung. Auch aus den Sanden und Kiesen der Senne wird Trinkwasser gewonnen.
Die aus dem Eiszeitalter stammenden Sande und Kiese werden zur Verwendung als Bausand, Betonkies und mitunter Formsand abgebaut.
Die Sande der Senne im Westen der Gemeinde sind sehr nährstoffarm und durchlässig. Auf ihnen haben sich mächtige Podsole entwickelt. Oft hat sich durch die Verlagerung und Verkittung von Humus und Eisen im unteren Teil des Bodens Orterde gebildet. Seltener finden sich durch Bewirtschaftung entstandene Eschböden. Noch seltener sind Gleye, die nur in schmalen Uferstreifen entlang der Bäche vorkommen.
Im Ostteil des Gemeindegebiets überwiegen auf den Carbonatgesteinen des Eggegebirges tiefgründige Parabraunerden und Braunerden, die sich aus dem während des Eiszeitalters abgelagerten Löss entwickelt haben. Dort wo kein Löss eingeweht oder wo er später erodiert wurde, bildeten sich flachgründige, steinige Rendzinen aus tonigem Lehm.
Die Bodennutzung ist vorrangig abhängig vom Geländeprofil. In flachen Lagen herrscht die Nutzung als Grün- und Ackerland vor, in den steileren aber auch in abgelegenen Lage wird Forstwirtschaft mit hohem Laubholzanteil betrieben.
Schlangen eignet sich in weiten Teilen nicht beziehungsweise nur eingeschränkt zur Nutzung von geothermischen Wärmequellen mittels Erdwärmesonde und Wärmegewinnung durch Wärmepumpenheizungen. Dies ist insbesondere in den Hauptsiedlungsgebieten der Fall. Im Gegensatz dazu ist vor allem auf den Höhenzügen die Nutzbarkeit gegeben (vgl. dazu die nebenstehende Karte).

### Ausdehnung und Nutzung des Gemeindegebiets
Die als „Große Landgemeinde“ klassifizierte Gemeinde erstreckt sich über eine Fläche von 75,98 km². Das Gemeindegebiet hat eine maximale Ausdehnung in Ost-West-Richtung von etwa 12 km und in Nord-Süd-Richtung von etwa 9,5 km. Bedingt durch den Gebietsanteil am Teutoburger Wald hat Schlangen einen doppelt so hohen Waldanteil wie im Durchschnitt des Landes Nordrhein-Westfalen. Der vergleichsweise hohe Anteil an Flächen sonstiger Nutzung ergibt sich aus dem hohen Anteil der Senne am Gemeindegebiet.
| Fläche nach Nutzungsart | Landwirtschaftsfläche | Waldfläche | Gebäude-, Frei- und Betriebsfläche | Verkehrsfläche | Wasserfläche | Sport- und Grünfläche | sonstige Nutzung |
| ----------------------- | --------------------- | ---------- | ---------------------------------- | -------------- | ------------ | --------------------- | ---------------- |
| Fläche in km²           | 20,64                 | 39,46      | 3,21                               | 3,57           | 0,23         | 0,48                  | 8,39             |
| Anteil an Gesamtfläche  | 27,17 %               | 51,93 %    | 4,22 %                             | 4,70 %         | 0,30 %       | 0,63 %                | 11,04 %          |

### Nachbargemeinden
Schlangen grenzt, angefangen im Nordwesten, an Augustdorf, Detmold und Horn-Bad Meinberg im Kreis Lippe, Altenbeken, Bad Lippspringe und Hövelhof im Kreis Paderborn und Schloß Holte-Stukenbrock im Kreis Gütersloh (im Uhrzeigersinn).

### Gemeindegliederung

Ortsteile von Schlangen

Schlangen besteht aus den drei Ortsteilen Schlangen, Kohlstädt und Oesterholz-Haustenbeck. Der ehemalige Ort Haustenbeck musste ab 1937 fast komplett geräumt werden, um dem Truppenübungsplatz Senne zu weichen. Heute existiert er faktisch nicht mehr und der Ortskern des gesamten Ortsteils Oesterholz-Haustenbeck befindet sich in Oesterholz.
Ortschaften:
- Kohlstädt
- Oesterholz-Haustenbeck
- Schlangen

### Klima
Klimadaten für Schlangen sind nicht verfügbar, daher werden zur Darstellung die Daten der nur etwa vier Kilometer südlich angrenzenden und nur geringfügig tiefer gelegenen Gemeinde Bad Lippspringe herangezogen.
Schlangen gehört der gemäßigten Klimazone Mitteleuropas an und liegt im Bereich des subatlantischen Seeklimas. Die Winter sind unter atlantischem Einfluss meist mild und die Sommer mäßig warm. Die Jahresmitteltemperatur liegt bei ca. 8,5–9 °C.
Durch die Lage im subatlantischen Seeklima herrscht ganzjährig ein humides Klima mit relativ gleich verteilten Niederschlägen vor. Insgesamt fallen an der südlich von Schlangen gelegenen Messstation Bad Lippspringe im langjährigen Mittel 867 mm Niederschlag jährlich.
|                        | Jan  | Feb  | Mär  | Apr  | Mai  | Jun  | Jul  | Aug  | Sep  | Okt  | Nov  | Dez  |   |       |
| Mittl. Temperatur (°C) | 0,9  | 1,6  | 4,3  | 7,9  | 12,4 | 15,3 | 16,8 | 16,7 | 13,8 | 10,1 | 5,2  | 2,3  | ⌀ | 9     |
|                        |      |      |      |      |      |      |      |      |      |      |      |      |   |       |
| Niederschlag (mm)      | 79,6 | 55,4 | 70,5 | 66,6 | 78,2 | 89,7 | 88,6 | 82,9 | 70,4 | 59,5 | 79,4 | 92,8 | Σ | 913,6 |
|                        |      |      |      |      |      |      |      |      |      |      |      |      |   |       |
| Sonnenstunden (h/d)    | 1,4  | 2,6  | 3,3  | 4,9  | 6,3  | 6,2  | 5,9  | 5,9  | 4,3  | 3,5  | 1,7  | 1,2  | ⌀ | 3,9   |

|  |

|  |

|  |

|  |

|  |

|  |

|  |

|  |

|  |

|  |

|  |

|  |

|  |

|  |

|  |

|  |

|  |

|  |

|  |

|  |

|  |

|  |

|  |

|  |

Niederschlagsdiagramm Bad Lippspringe

Zum Klima in der Region Ostwestfalen-Lippe, zu der die Gemeinde gehört, siehe auch den Artikel Klima in Ostwestfalen-Lippe.

## Geschichte

### Frühgeschichte und erste Nennung
Zahlreiche Funde belegen, dass die Gegend um Schlangen im Neolithikum besiedelt war. Aus der Bronzezeit stammen Grabhügelgruppen aus Plaggen und Grassoden nahe der lippischen Grenze im Strohetal. Ausgrabungen von Fundamenten aus dem 9. Jahrhundert unter dem Kilianpatrozinium der jetzigen reformierten Kirche beweisen, dass Schlangen schon zu dieser Zeit bestanden hat. Die alte romanische Kirche stand an der Kreuzung alter Fernstraßen. Schlangen wird gemeinsam mit seinen Ortsteilen Kohlstädt und Oesterholz-Haustenbeck in der Lebensbeschreibung des Bischofs Meinwerk von Paderborn erstmals erwähnt. Die Nonne Oda zu Geseke übergab damals ihr Erbgut in den Dörfern Lanchel (Schlangen), Astanholte (Oesterholz) und Colstidi (Kohlstädt) an die Kirche zu Paderborn.
Im von Fehden gekennzeichneten späten Mittelalter waren die Besitzverhältnisse im Gebiet um Schlangen undurchsichtig. Abgabepflichtig waren die ansässigen Bauern sowohl an den Bischof von Paderborn, als auch an das Domkapitel. Auch die Klöster Corvey, Busdorf, Gokirchen, Neuenheerse und Hardehausen tauchen zeitweilig in den alten Urkunden auf. Außerdem mussten Abgaben an die weltlichen Herren, wie die Grafen von Schwalenberg, die Edelherren zur Lippe und andere geleistet werden.

### Reformation
Schlangen lag nicht nur an wichtigen Fernstraßen, sondern war auch Grenzort zwischen der Grafschaft Lippe und dem Hochstift Paderborn. Am alten Versammlungsplatz an der Grenze bei Lippspringe trafen sich wiederholt Abgesandte des Grafen zur Lippe und des Bischofs von Paderborn, um über Grenzstreitigkeiten zu verhandeln (vgl. auch Lippspringischer Originalvergleich). Im Vertrag von Schlangen 1558 wurde Graf Bernhard VIII. mit der Grafschaft Pyrmont-Spiegelberg durch den Bischof von Paderborn belehnt. Im Gegenzug mussten dem katholischen Bischof jedoch wichtige geistliche Rechte im protestantischen Lippe eingeräumt werden. „In dieser von religiösem Fanatismus erfüllten Zeit, wo jeder das glauben musste, was sein Landesherr befahl, ist in unserem Heimatland Duldsamkeit geübt worden gegen die katholischen Einwohner. Keiner der Altgläubigen ist, gemäß den Bestimmungen des Vertrags, seines Glaubens wegen verfolgt oder bedrückt worden. Die Klöster und geistlichen Stiftungen haben fortbestanden, bis die letzten Insassen verstorben waren. Wäre die Verpflichtung auch für Paderborn verbindlich gewesen, dann, wahrlich, wäre der Vertrag ein Vorbild gewesen.“ Während der Gegenreformation zu Beginn des 17. Jahrhunderts in Paderborn suchten viele Anhänger des evangelischen Glaubens in der Kirche zu Schlangen Zuflucht. Die vom Bischof ausgesandten Jesuiten klagten über den unfruchtbaren Acker und den verfluchten Schlangensumpf.
Schlangen war 1586–1615 von Hexenverfolgungen betroffen. Sieben Frauen und zwei Männer gerieten in Hexenprozesse. Mindestens vier Personen wurden hingerichtet, so Mette Deppe, bei zwei anderen Fällen ist eine Hinrichtung wahrscheinlich. In Kohlstädt wurden 1615 zwei Männer wegen Hexerei hingerichtet. Am 1. Oktober 2015 hat der Rat der Gemeinde Schlangen beschlossen, die Opfer der Hexenprozesse zu rehabilitieren.

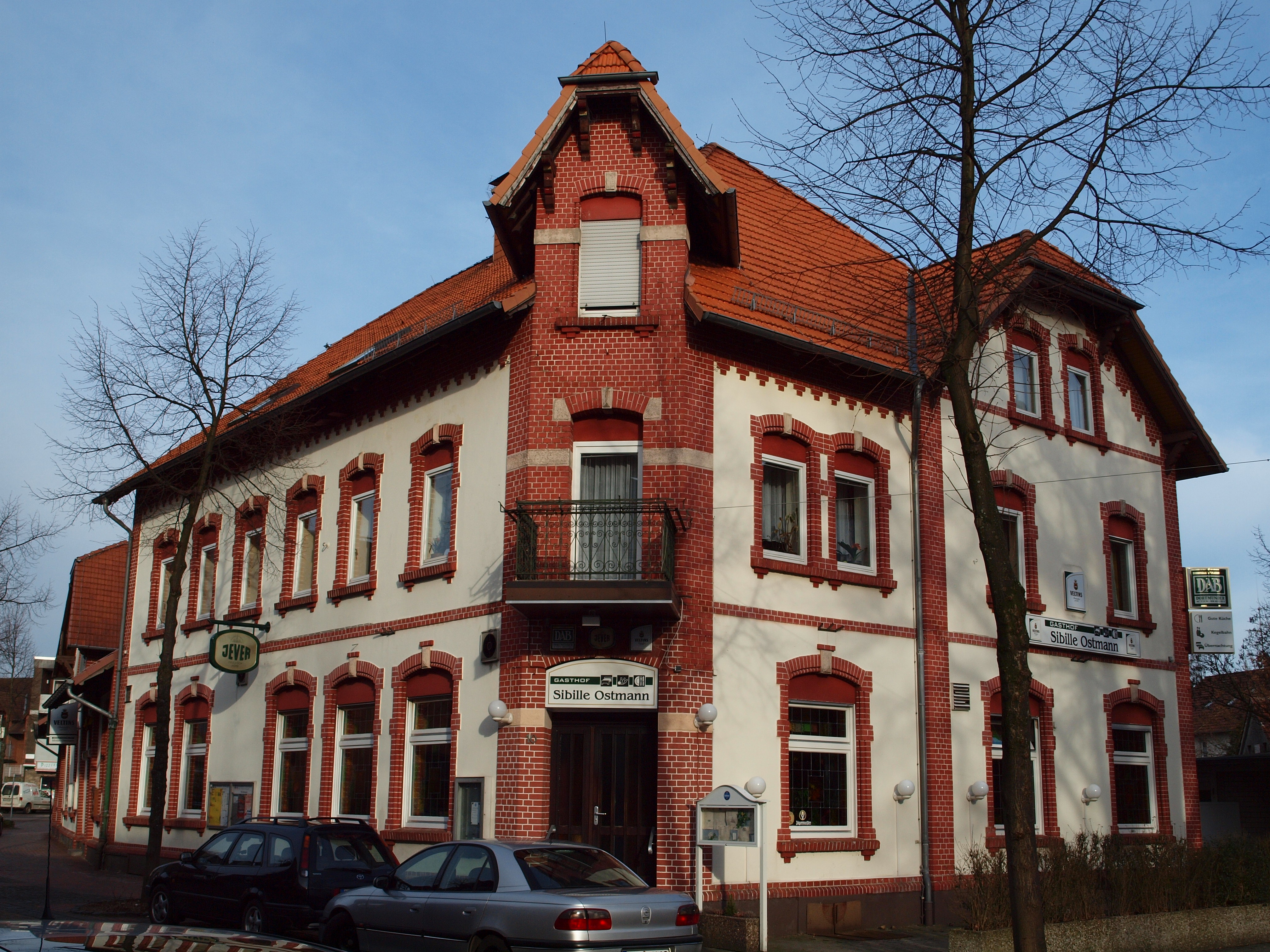
Gasthof Sibille-Ostmann

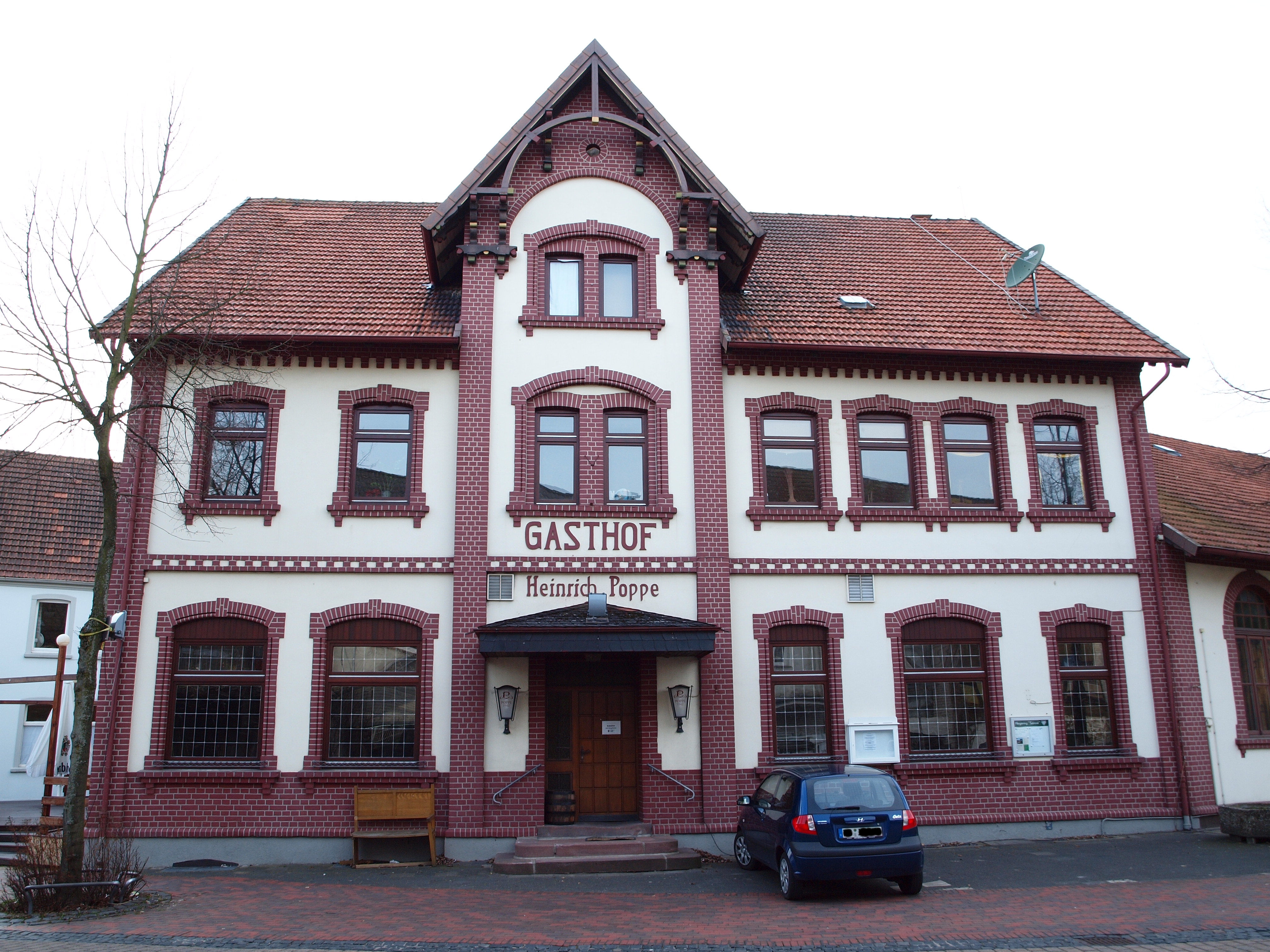
Gasthof Heinrich Poppe (Abriss 2014)

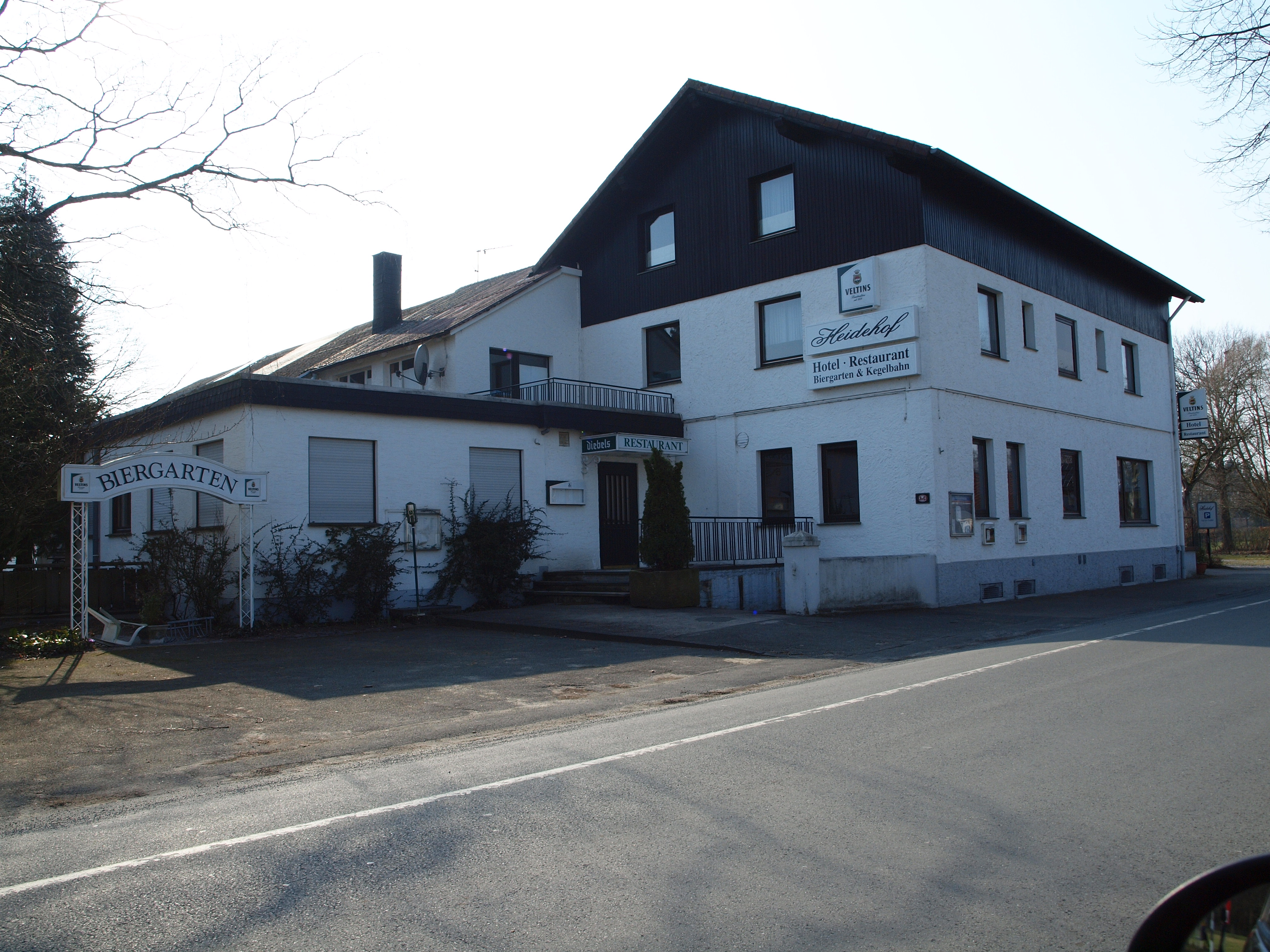
Hotel und Restaurant Heidehof in Oesterholz-Haustenbeck

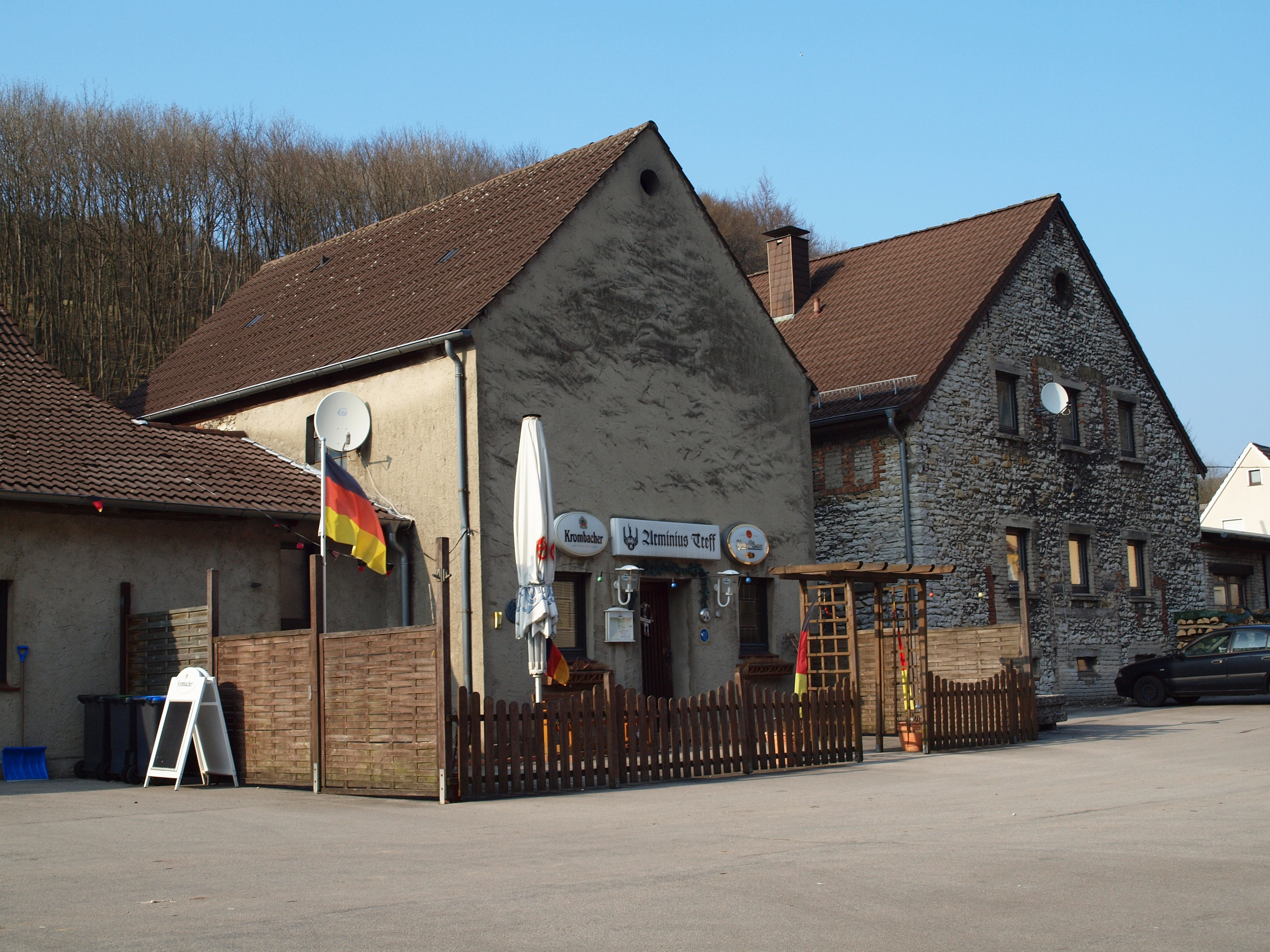
Ehemalige Brauerei, heute Gasthof Arminius Treff, in Kohlstädt

### Kriegszeiten
Durch die exponierte Lage Schlangens an einer belebten Fernstraße hatte die Bevölkerung im Dreißigjährigen Krieg (1618–1648) schwere Verluste zu erleiden. 1622 besetzte Christian von Braunschweig Schlangen und Lippspringe. 1634 wurden sieben Häuser im Dorf durch plündernde Soldaten eingeäschert. 1646 wurden die Orte durch schwedische und weimarische Truppen unter General Königsmarck heimgesucht. Danach wurden Schlangen und Kohlstädt eine Zeitlang zur Wüstung. Die überlebenden Bauern hatten sich mit dem wenigen verbliebenen Vieh in die Wälder geflüchtet. Wenn die Menschen nicht dem Krieg zum Opfer gefallen waren, hatten sie die schwarzen Blattern, die Pest und der Typhus dahingerafft.
Nach Ende des Krieges 1648 wurden die verlassenen Bauernhöfe und Kötterstätten nur zögernd besiedelt, so dass es noch vier Jahre später rund 30 freie Hausstätten in Schlangen gab. Auch im Siebenjährigen Krieg (1756–1763) war Schlangen wiederholt Durchmarschgebiet der einen oder anderen militärischen Seite. Auf der Heide bei Dedinghausen zwischen Schlangen und Lippspringe lagerten mehrmals Tausende von Soldaten. Diese wollten nicht nur mit Lebensmitteln versorgt werden, sondern verlangten zusätzlich Fuhrdienste und Hilfe bei Schanzarbeiten.

### Aufhebung der Leibeigenschaft und der Schäferkrieg
Im Jahr 1808 hob Fürstin Pauline zur Lippe die Leibeigenschaft der Landbevölkerung auf. Durch Fleiß und Sparsamkeit konnten es nun die Grundbesitzer in Schlangen zu einem gewissen Wohlstand bringen. Sie waren in den dreißiger und vierziger Jahren des 19. Jahrhunderts in der Lage, von den benachbarten Lippspringern größere Ackerflächen zu erwerben. Damit wurde bei der Flurbereinigung der Lippspringer Feldmark (1846–1852) die Grenze Schlangens wesentlich nach Lippspringe hin verschoben. Allerdings galt diese neue Freiheit nicht für alle Bewohner, denn das Dreiklassenwahlrecht wurde in Lippe erst 1918 abgeschafft. Die allen Stättebesitzern gemeinsam gehörende Hudefläche, die sogenannte Gemeinheit, reichte für rund 700 Schafe. Es gab jedoch 1.200 Schafe in Schlangen, denn die Schafhaltung war für wohlhabende Bauern ein lukratives Geschäft. Damit war kein Weideland mehr für anderes Vieh vorhanden. Für Kleinbauern war es aber wichtiger, eine oder zwei Kühe durchzufüttern, als Schafe zu halten. Im Herbst 1818 wurde deshalb auf einer Versammlung aller Hudeinteressenten mit großer Mehrheit beschlossen, alle Schafe abzuschaffen. Die Schafbesitzer weigerten sich und vom Amt Horn kam die Weisung, es bis zur endgültigen Entscheidung bei der alten Regelung zu lassen. Der Streit eskalierte und Fürstin Pauline sah sich veranlasst, Leutnant Krücke und 40 Soldaten mit je fünf Schuss scharfer Munition nach Schlangen in Marsch zu setzen und dort Quartier zu nehmen. Das hatte allerdings zur Folge, dass die Schlänger nicht nur für die Verpflegung der Soldaten sorgen mussten, sondern zusätzlich Quartiergeld und eine Strafe zahlen musste. Diese Episode ging unter dem Namen Schäferkrieg in die Geschichte Schlangens ein.

### Wanderarbeiter und Feuersbrünste
Viele Einwohner Schlangens waren um 1850 vom Niedergang der Hausweberei betroffen. Auch später konnte die lippische Wirtschaft die wachsende Bevölkerung nicht aufnehmen und musste etwa einem Drittel der männlichen Bevölkerung einen Arbeitsplatz versagen. Viele Männer waren gezwungen, sich Arbeit außerhalb Lippes zu suchen. Sie wurden Wanderziegler und später auch Maurer, um den Lebensunterhalt für ihre Familien in den großen Städten und im Ruhrgebiet zu verdienen. Nach der Rückkehr der Wanderarbeiter im späten Herbst wurde gemeinsam der Schlänger Markt gefeiert. Jahrhundertelang prägte die Landwirtschaft das öffentliche Leben in Schlangen. Im Laufe der Zeit kamen auch Handwerksberufe dazu, wie Schmied, Stellmacher, Zimmermann, Müller, Schneider, Schuhmacher, Köhler und Glasbläser.
Am 18. August 1904 wurde Schlangen von einem verheerenden Feuer heimgesucht, das 80 Häuser völlig zerstörte und 11 beschädigte. Die vom Brand Geschädigten erlebten eine große Hilfsbereitschaft nicht nur aus Lippe. Schon in früheren Jahren war es wiederholt zu Brandkatastrophen gekommen, so in den Jahren 1678 und 1741. Da es noch keine Wasserleitung gab, musste das Wasser mit Eimern und anderen Behältern in Handwagen und Schubkarren aus mehr als einem Kilometer Entfernung herangeschafft werden. Erst 1927 erhielt Schlangen ein Wasserleitungsnetz und 1971/1972 erfolgte eine Tiefbohrung, mit der das Grundwasser der Senne angezapft wurde.
Am 31. März 1912 eröffnete die PESAG die Straßenbahnlinie Bad Lippspringe – Schlangen – Kohlstädt – Horn, die ab 1920 nach Detmold weiterführte. Am 17. März 1953 fuhr die letzte Straßenbahn zwischen Horn und Schlangen, und 1959 wurde die Strecke zwischen Schlangen und Paderborn Hbf stillgelegt.

### Truppenübungsplatz Senne
1892 wurde der heutige Truppenübungsplatz Senne als Kavallerieübungsplatz für die Garnisonen Paderborn und Neuhaus westlich von Schlangen angelegt und 1938 auf rund 42 km² vergrößert. Das hatte zur Folge, dass 1939 das alte Dorf Haustenbeck aufgegeben werden musste. Von 1937 bis 1939 wurden die Bewohner Haustenbecks umgesiedelt. Die Mehrheit fand in der Siedlung Moorlage in Horn-Bad Meinberg eine neue Heimat. Heute ist der Truppenübungsplatz 116 km² groß und wird von den Britischen Streitkräften in Deutschland in Paderborn gemäß NATO-Truppenstatut betrieben.

### Kriegsende, Nachkriegszeit und kommunale Neuordnung
Am 4. April 1945 erreichten die amerikanische Verbände über die Reichsstraße 1 Bad Lippspringe und sollten bei Horn den Teutoburger Wald überqueren. Sie nahmen Bad Lippspringe und kurz danach Schlangen kampflos ein. Die 83. US-Infanteriedivision teilte sich daraufhin. Eine Einheit stieß über die Gauseköte durch den Teutoburger Wald, eine zweite überquerte auf der Reichsstraße 1 den Gebirgszug in Richtung Horn, während eine dritte bei Feldrom und Leopoldstal die Berge überschritt. Am Abend des 4. April 1945 hatten die amerikanischen Verbände den Teutoburger Wald in der gesamten Ausdehnung überwunden. Für die Bewohner Schlangens war damit der Zweite Weltkrieg beendet. Bereits nach wenigen Tagen zogen sich die Amerikaner zurück und die Briten übernahmen das Kommando und belegten das Sennelager bei Schlangen.
1970 trat die kommunale Neuordnung des Landes Nordrhein-Westfalen in Kraft und Schlangen, Kohlstädt und Oesterholz-Haustenbeck wurden zu einer neuen Gemeinde Schlangen zusammengefasst. Doch bereits vier Jahre später sollte Schlangen bei der Neuordnung des Raums im Hochstift Paderborn der Stadt Lippspringe zugeordnet werden und damit die Zugehörigkeit zu Lippe verlieren. Dagegen wehrten sich die Einwohner Schlangens erfolgreich: Die Gemeinde blieb selbständig und im Kreis Lippe.

### Religionen
Von den 9453 Einwohnern gehörten zum Jahreswechsel 2019 44 % (insgesamt 4160 Mitglieder) die evangelisch-reformierten Kirchengemeinde an. Ein Jahr zuvor waren es noch 4244 gewesen. Die Evangelisch-reformierte Kirchengemeinde Schlangen umfasst das gesamte Gemeindegebiet, teilt sich in die beiden Pfarrbezirke Ost und West und gehört zur Klasse Blomberg der Landeskirche.
Eine Minderheit der Bevölkerung ist katholisch. Die Katholische Pfarrgemeinde Sankt Marien Schlangen ist Teil des Pastoralverbundes Bad Lippspringe-Schlangen im Dekanat Paderborn des Erzbistums Paderborn.
Ferner existieren in Schlangen mehrere freie Christengemeinden. So sind etwa eine Adventgemeinde, eine Evangeliums Christengemeinde und die Zeugen Jehovas mit eigenen Räumlichkeiten vertreten.

### Friedhöfe
Jeweils in Schlangen, Oesterholz, Haustenbeck (Wüstung) und Kohlstädt gibt es einen christlichen Friedhof. In Schlangen sind zudem ein jüdischer Friedhof sowie ein Ehrenhain für die Gefallenen der beiden Weltkriege aufzufinden.

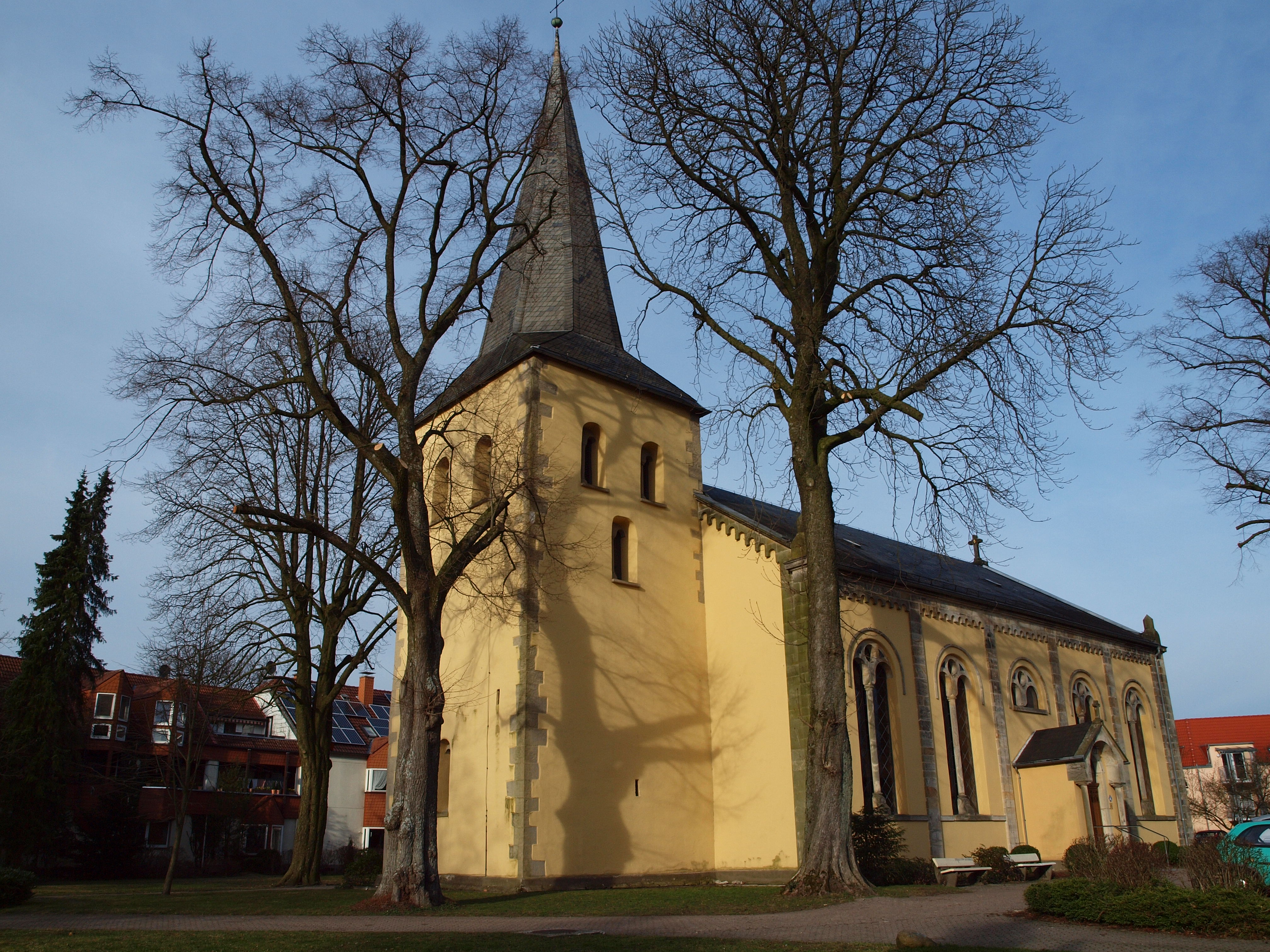
Evangelisch-reformierte Kirche
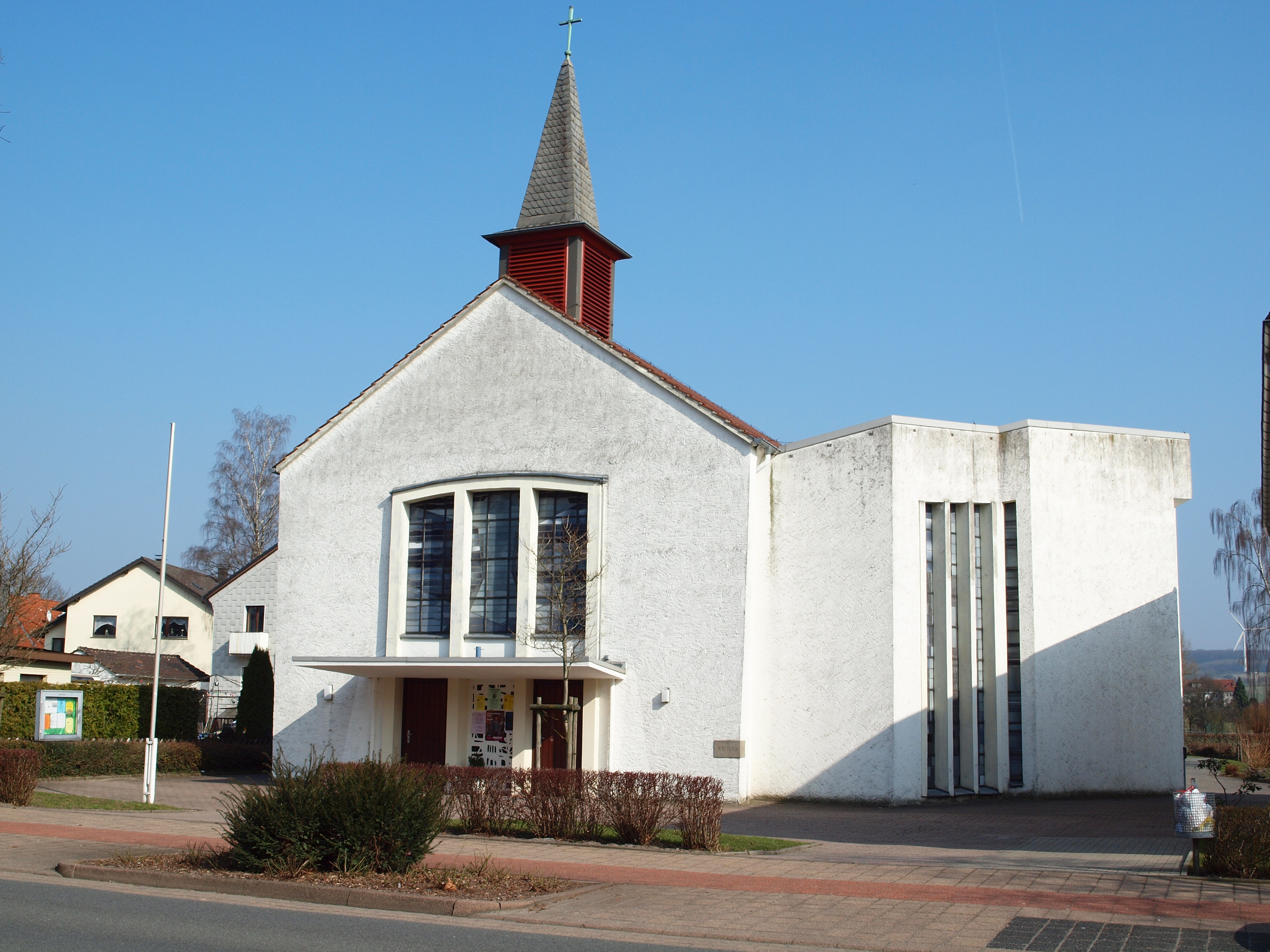
Kath. Kirche St. Marien
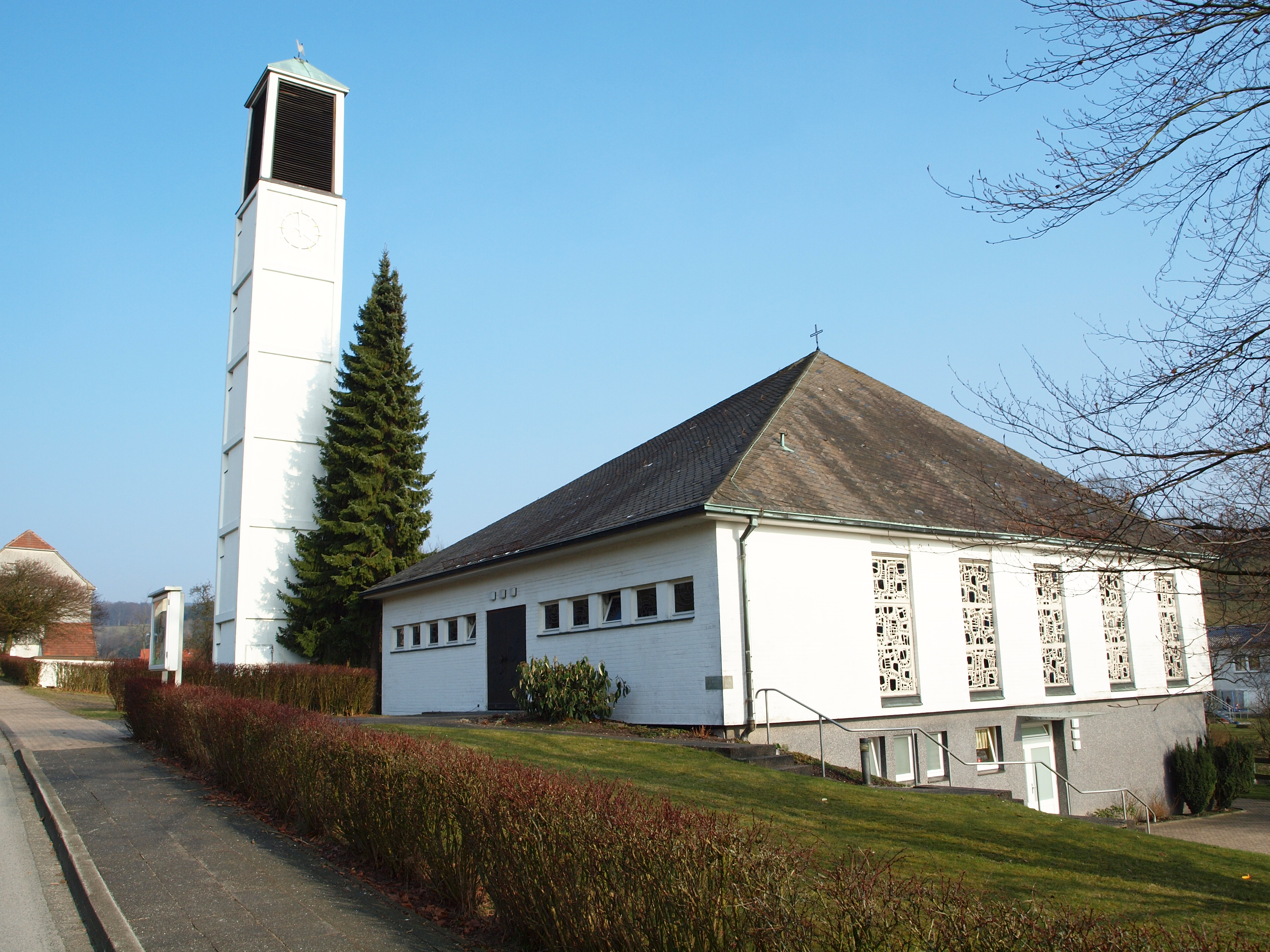
Ev.-ref. Kirche in Kohlstädt
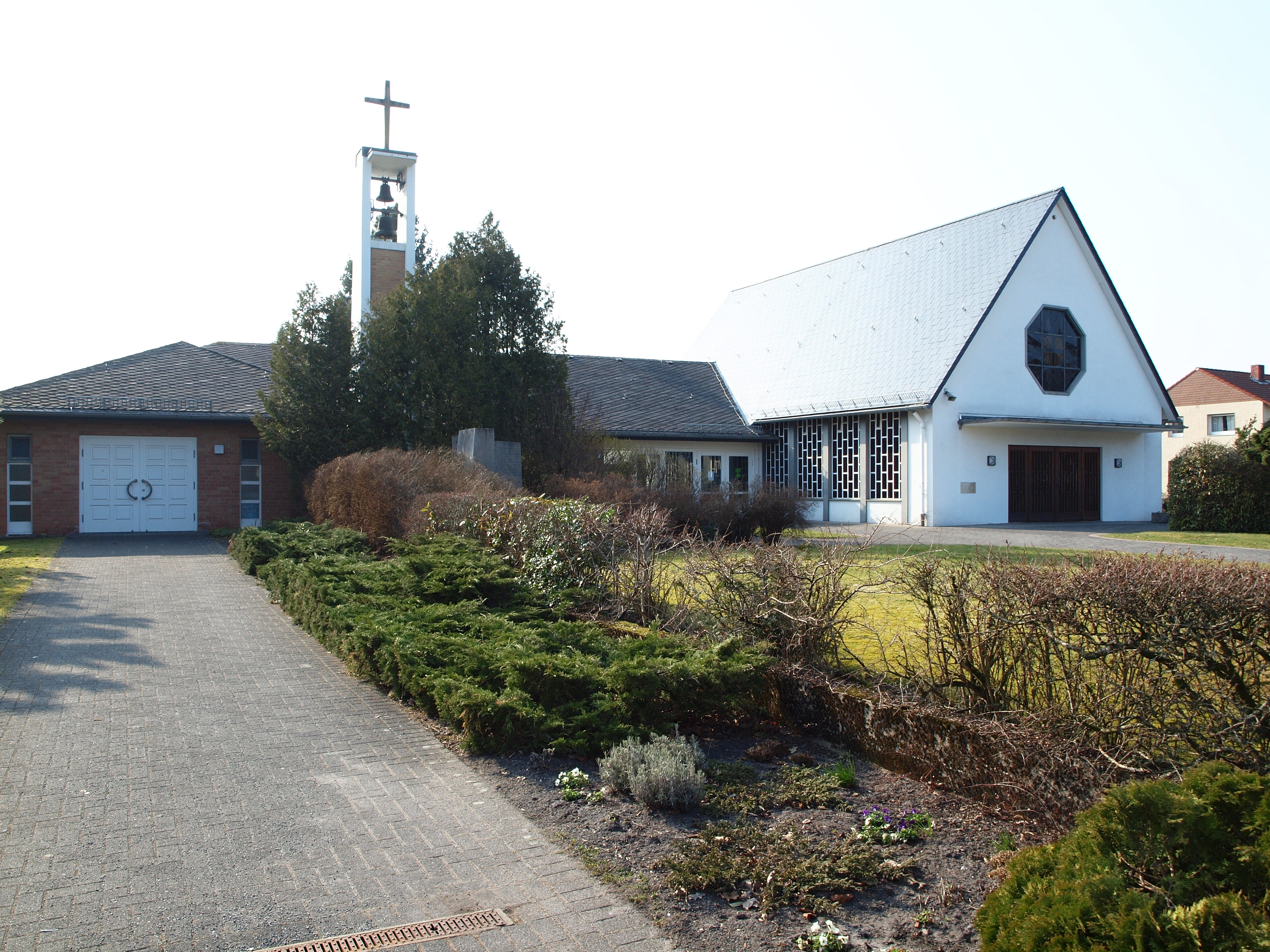
Ev.-ref. Kirche in Oesterholz-Haustenbeck
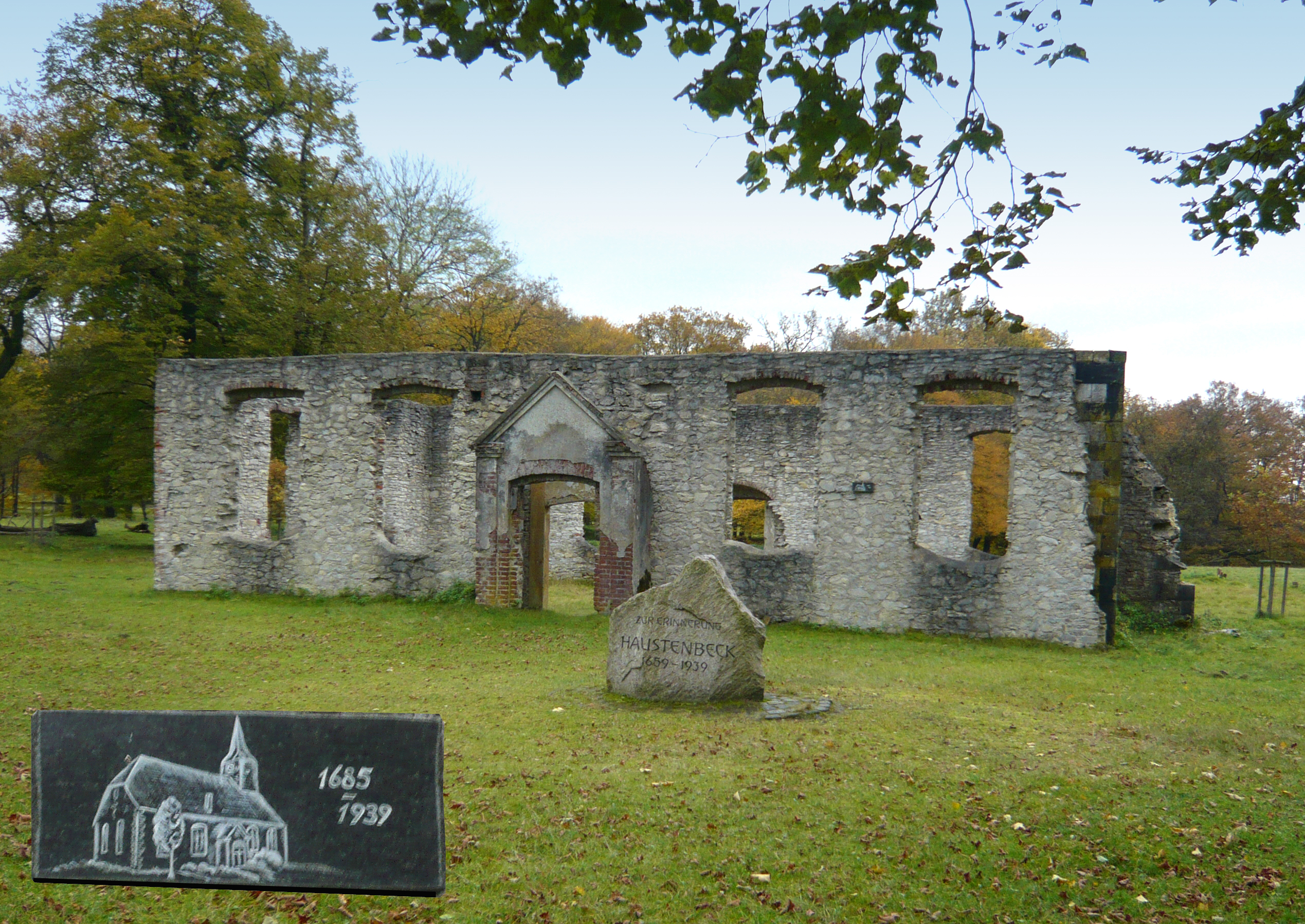
Ruine der Kirche in der Wüstung Haustenbeck
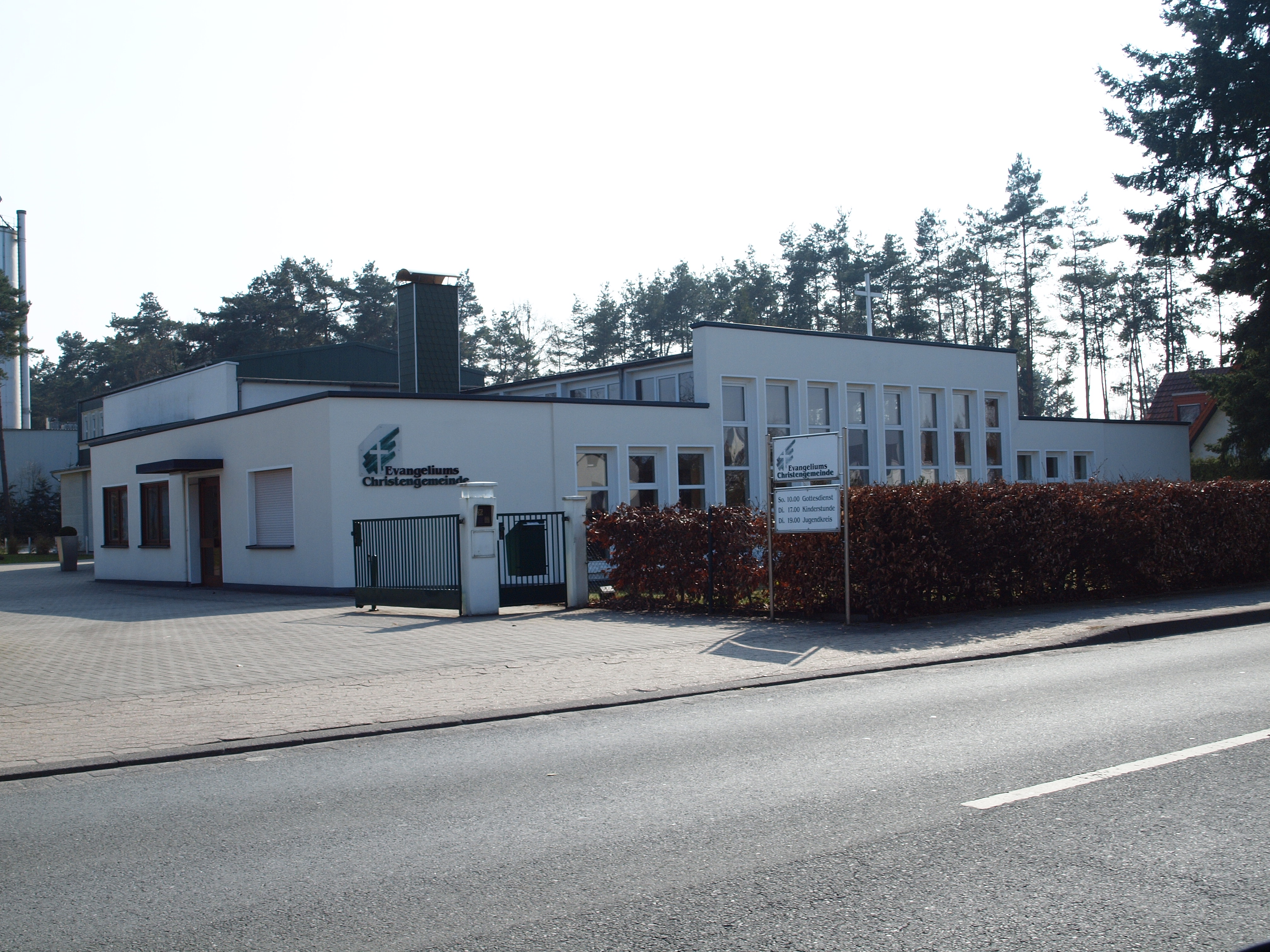
Evangeliums Christengemeinde
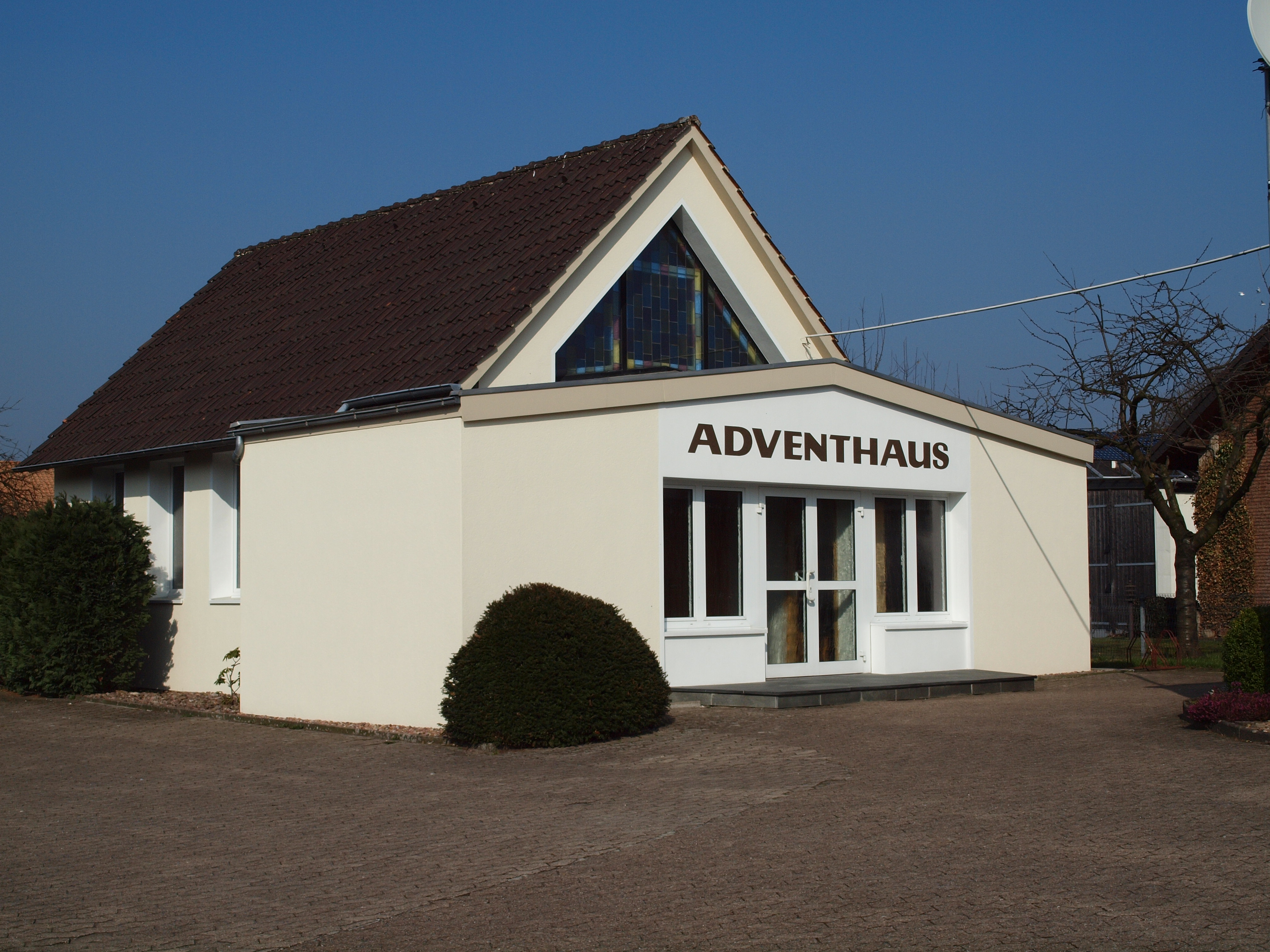
Gebäude der Adventgemeinde
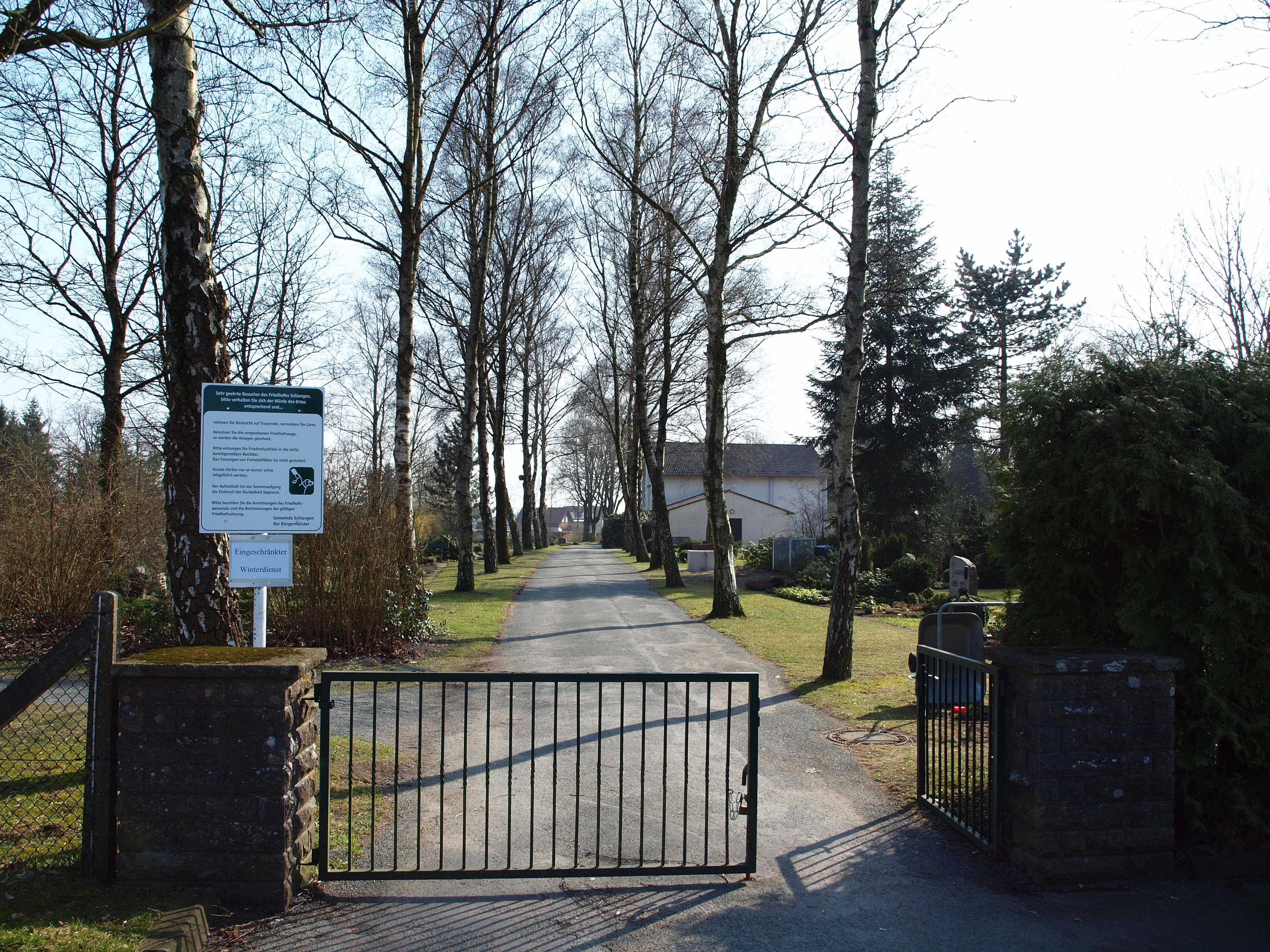
Eingang zum christlichen Friedhof
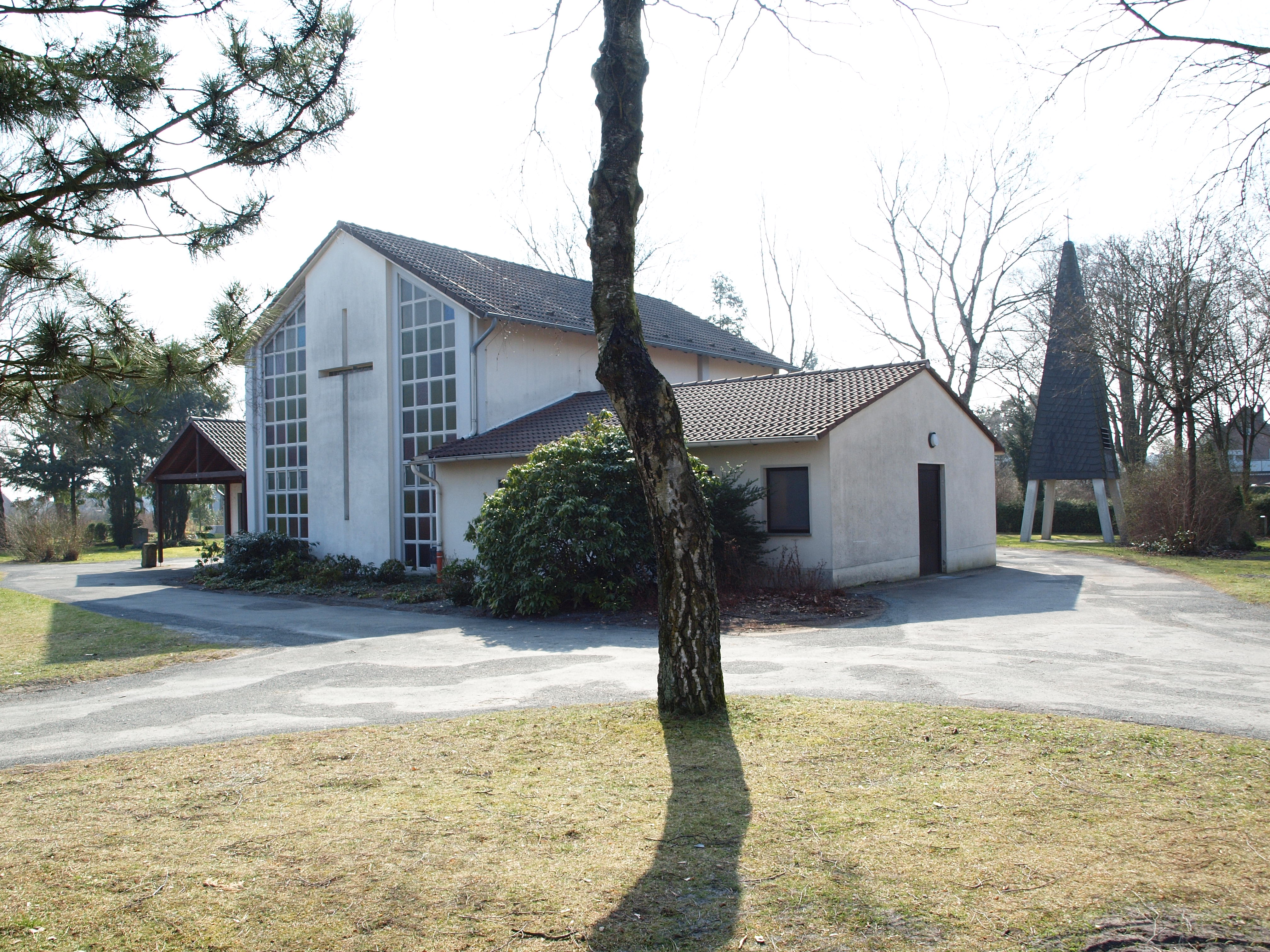
Friedhofskapelle
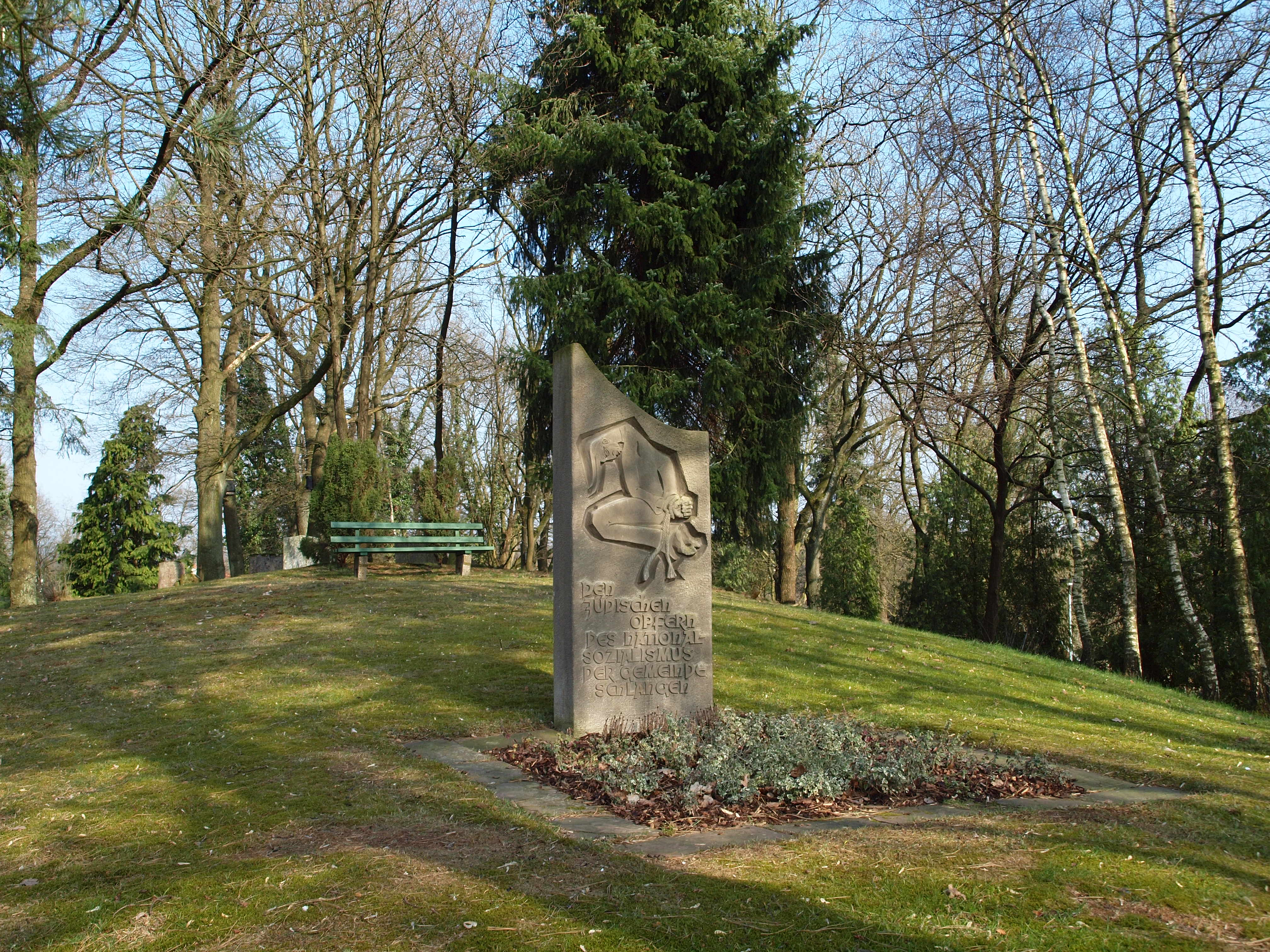
Jüdischer Friedhof

### Eingemeindungen
1939 wurde die bisherige Gemeinde Haustenbeck zur Erweiterung des Truppenübungsplatzes aufgelöst, das Gemeindegebiet der benachbarten Gemeinde Oesterholz (Oesterholz-Haustenbeck) zugeschlagen.
Nach § 4 des Gesetzes zur Neugliederung des Kreises Detmold vom 2. Dezember 1969 wurden zum 1. Januar 1970 die bisherigen Gemeinden Schlangen, Kohlstädt und Oesterholz-Haustenbeck zu einer neuen Gemeinde zusammengeschlossen. Die Gemeinde erhielt den Namen Schlangen. Am 1. Januar 1975 kam aus der Gemeinde Bad Lippspringe noch eine Fläche von 2 ha mit damals 36 Einwohnern hinzu.

### Einwohnerentwicklung
Die folgende Übersicht zeigt die Einwohnerentwicklung von Schlangen seit 1975 im jeweiligen Gebietsstand. Bei den Zahlen handelt es sich ab 1975 um amtliche Fortschreibungen des Landesbetriebs Information und Technik NRW, Geschäftsbereich Statistik, die Angabe für 1987 ist ein Volkszählungsergebnis und die Zahlen ab 1990 sind Fortschreibungen auf Basis der Ergebnisse der Volkszählung von 1987, ab 2012 Fortschreibungen auf Basis des Zensus 2011. Die Angaben beziehen sich vor 1985 auf die Wohnbevölkerung und ab diesem Zeitpunkt auf die Bevölkerung am Ort der Hauptwohnung.
Am 1. Januar 2023 zählte die Gemeinde Schlangen 9512 Einwohner, davon wohnen 6235 in Schlangen selbst, 2033 Einwohner in Oesterholz-Haustenbeck und 1244 Einwohner in Kohlstädt.

Bevölkerungsentwicklung seit 1975

| Jahr | Einwohner |
| ---- | --------- |
| 1975 | 7.166     |
| 1980 | 7.435     |
| 1985 | 7.362     |
| 1987 | 7.217     |
| 1990 | 7.635     |
| 1995 | 8.194     |
| 2000 | 8.845     |
| 2005 | 9.080     |
| 2008 | 8.833     |

| Jahr | Einwohner |
| ---- | --------- |
| 2012 | 8.943     |
| 2013 | 9.029     |
| 2014 | 9.052     |
| 2015 | 9.298     |
| 2016 | 9.411     |
| 2017 | 9.454     |
| 2018 | 9.442     |
| 2022 | 9.512     |

## Politik
- PARTEI: 4
- SPD: 8
- Grüne: 4
- CDU: 10

### Gemeinderat

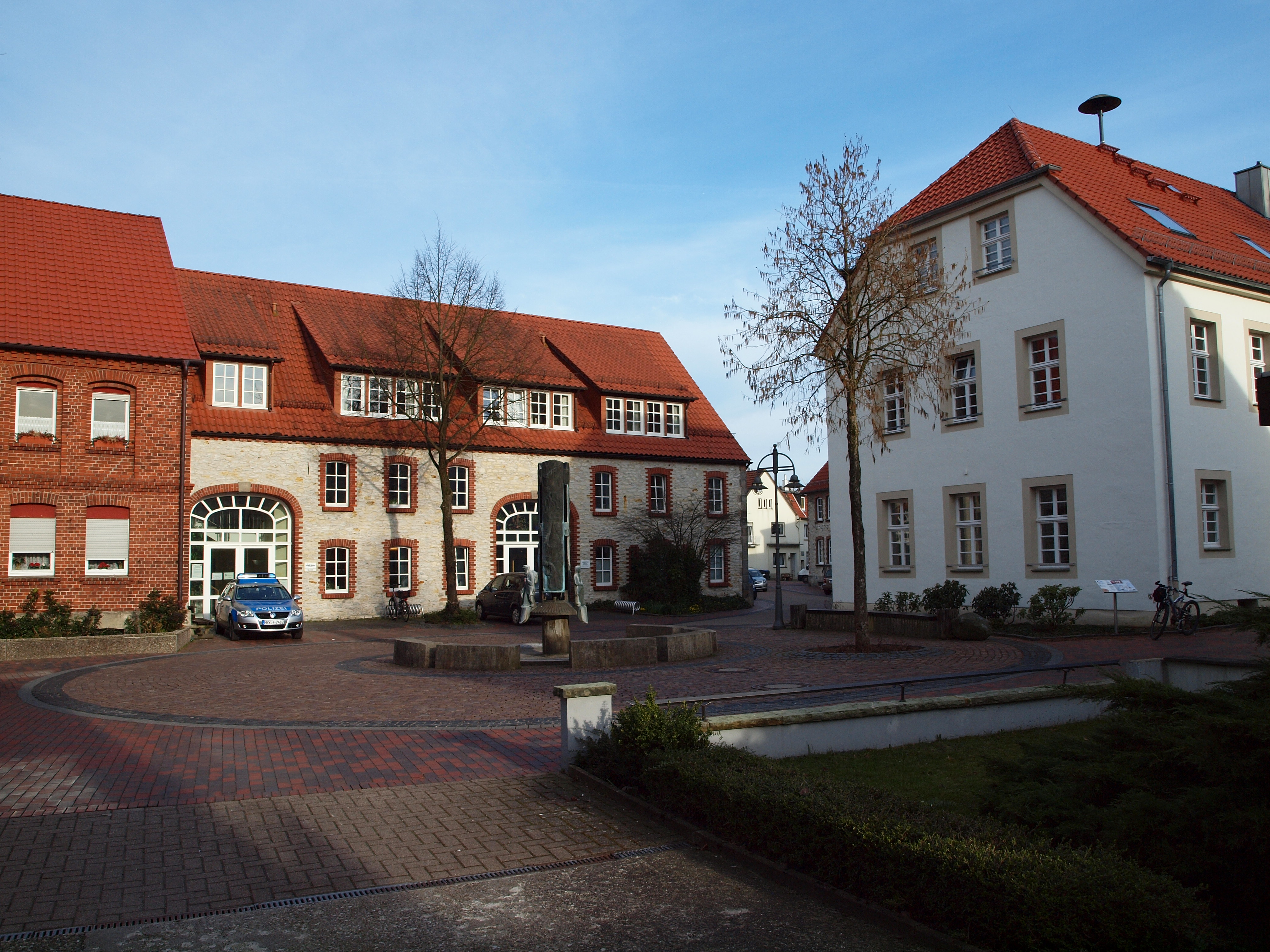
Dorfplatz mit Rathaus, Brunnen und Polizei

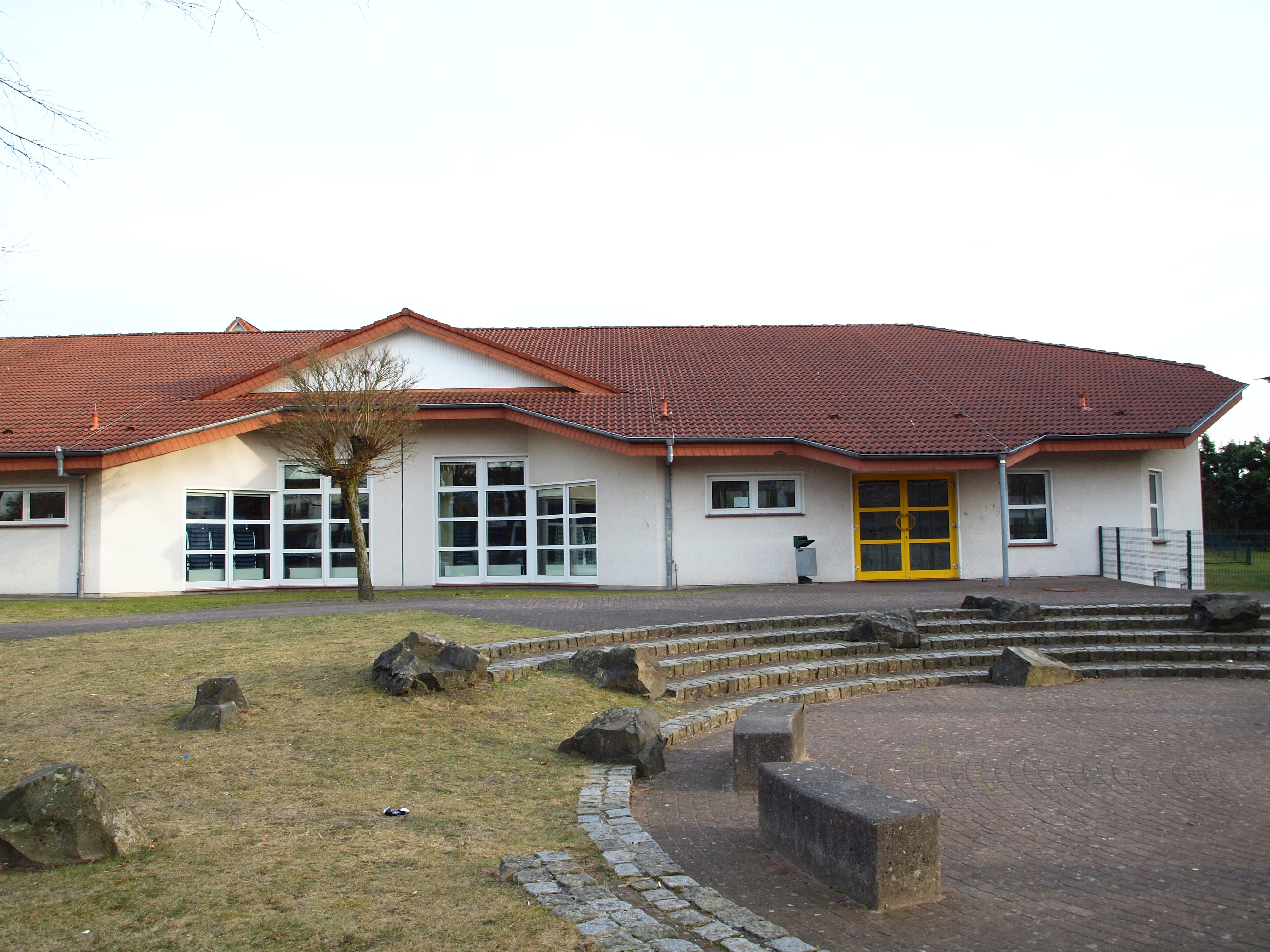
Bürgerhaus mit Sälen für Veranstaltungen

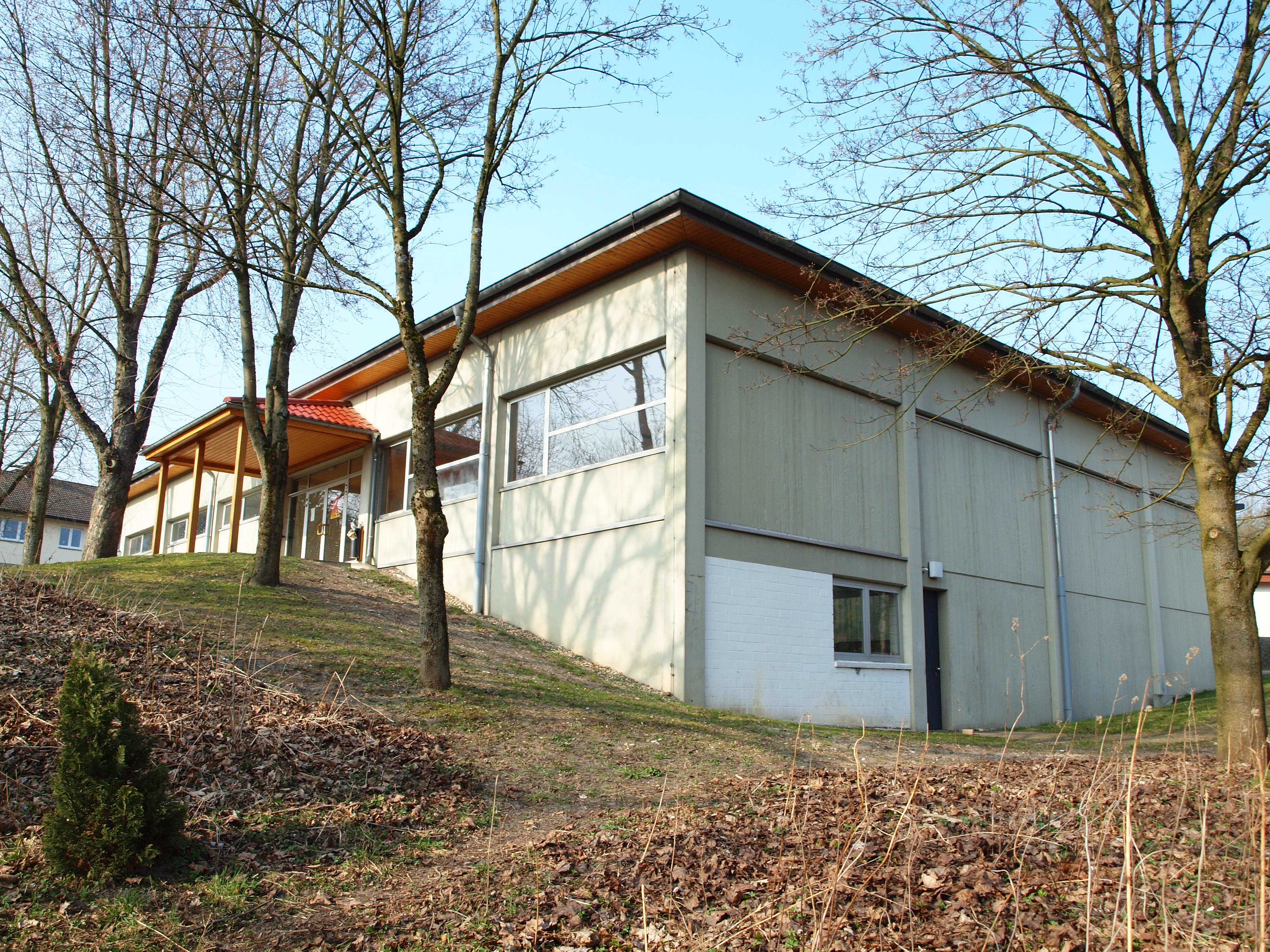
Strothetalhalle in Kohlstädt

Der Gemeinderat von Schlangen hat 26 Mitglieder. Hinzu kommt der Bürgermeister als Ratsvorsitzender.
Das Ergebnis der Kommunalwahl am 13. September 2020 führte zu der nebenstehend dargestellten Sitzverteilung.
| Rat der Gemeinde Schlangen: Wähleranteil und Gemeinderäte seit 1975                      | Rat der Gemeinde Schlangen: Wähleranteil und Gemeinderäte seit 1975 | Rat der Gemeinde Schlangen: Wähleranteil und Gemeinderäte seit 1975 | Rat der Gemeinde Schlangen: Wähleranteil und Gemeinderäte seit 1975 | Rat der Gemeinde Schlangen: Wähleranteil und Gemeinderäte seit 1975 | Rat der Gemeinde Schlangen: Wähleranteil und Gemeinderäte seit 1975 | Rat der Gemeinde Schlangen: Wähleranteil und Gemeinderäte seit 1975 | Rat der Gemeinde Schlangen: Wähleranteil und Gemeinderäte seit 1975 | Rat der Gemeinde Schlangen: Wähleranteil und Gemeinderäte seit 1975 | Rat der Gemeinde Schlangen: Wähleranteil und Gemeinderäte seit 1975 | Rat der Gemeinde Schlangen: Wähleranteil und Gemeinderäte seit 1975 | Rat der Gemeinde Schlangen: Wähleranteil und Gemeinderäte seit 1975 | Rat der Gemeinde Schlangen: Wähleranteil und Gemeinderäte seit 1975 | Rat der Gemeinde Schlangen: Wähleranteil und Gemeinderäte seit 1975 | Rat der Gemeinde Schlangen: Wähleranteil und Gemeinderäte seit 1975 | Rat der Gemeinde Schlangen: Wähleranteil und Gemeinderäte seit 1975 | Rat der Gemeinde Schlangen: Wähleranteil und Gemeinderäte seit 1975 | Rat der Gemeinde Schlangen: Wähleranteil und Gemeinderäte seit 1975 | Rat der Gemeinde Schlangen: Wähleranteil und Gemeinderäte seit 1975 | Rat der Gemeinde Schlangen: Wähleranteil und Gemeinderäte seit 1975 | Rat der Gemeinde Schlangen: Wähleranteil und Gemeinderäte seit 1975 | Rat der Gemeinde Schlangen: Wähleranteil und Gemeinderäte seit 1975 | Rat der Gemeinde Schlangen: Wähleranteil und Gemeinderäte seit 1975 | Rat der Gemeinde Schlangen: Wähleranteil und Gemeinderäte seit 1975 | Rat der Gemeinde Schlangen: Wähleranteil und Gemeinderäte seit 1975 | Rat der Gemeinde Schlangen: Wähleranteil und Gemeinderäte seit 1975 | Rat der Gemeinde Schlangen: Wähleranteil und Gemeinderäte seit 1975 | Rat der Gemeinde Schlangen: Wähleranteil und Gemeinderäte seit 1975 | Rat der Gemeinde Schlangen: Wähleranteil und Gemeinderäte seit 1975 | Rat der Gemeinde Schlangen: Wähleranteil und Gemeinderäte seit 1975 | Rat der Gemeinde Schlangen: Wähleranteil und Gemeinderäte seit 1975 | Rat der Gemeinde Schlangen: Wähleranteil und Gemeinderäte seit 1975 |
| ---------------------------------------------------------------------------------------- | ------------------------------------------------------------------- | ------------------------------------------------------------------- | ------------------------------------------------------------------- | ------------------------------------------------------------------- | ------------------------------------------------------------------- | ------------------------------------------------------------------- | ------------------------------------------------------------------- | ------------------------------------------------------------------- | ------------------------------------------------------------------- | ------------------------------------------------------------------- | ------------------------------------------------------------------- | ------------------------------------------------------------------- | ------------------------------------------------------------------- | ------------------------------------------------------------------- | ------------------------------------------------------------------- | ------------------------------------------------------------------- | ------------------------------------------------------------------- | ------------------------------------------------------------------- | ------------------------------------------------------------------- | ------------------------------------------------------------------- | ------------------------------------------------------------------- | ------------------------------------------------------------------- | ------------------------------------------------------------------- | ------------------------------------------------------------------- | ------------------------------------------------------------------- | ------------------------------------------------------------------- | ------------------------------------------------------------------- | ------------------------------------------------------------------- | ------------------------------------------------------------------- | ------------------------------------------------------------------- | ------------------------------------------------------------------- |
|                                                                                          | CDU Nordrhein-Westfalen                                             | CDU Nordrhein-Westfalen                                             | SPD Nordrhein-Westfalen                                             | SPD Nordrhein-Westfalen                                             | FDP Nordrhein-Westfalen                                             | FDP Nordrhein-Westfalen                                             | Bündnis 90/Die Grünen                                               | Bündnis 90/Die Grünen                                               | Die PARTEI                                                          | Die PARTEI                                                          | Gesamt                                                              | Gesamt                                                              | Wahl- beteiligung                                                   |                                                                     |                                                                     |                                                                     |                                                                     |                                                                     |                                                                     |                                                                     |                                                                     |                                                                     |                                                                     |                                                                     |                                                                     |                                                                     |                                                                     |                                                                     |                                                                     |                                                                     |                                                                     |
| Wahlperiode                                                                              | %                                                                   | ¹                                                                   | %                                                                   | Mandate                                                             | %                                                                   | Mandate                                                             | %                                                                   | Mandate                                                             | %                                                                   | Mandate                                                             | %²                                                                  | ³                                                                   | %                                                                   |                                                                     |                                                                     |                                                                     |                                                                     |                                                                     |                                                                     |                                                                     |                                                                     |                                                                     |                                                                     |                                                                     |                                                                     |                                                                     |                                                                     |                                                                     |                                                                     |                                                                     |                                                                     |
| 1975–1979                                                                                | 39,25                                                               | 10                                                                  | 50,65                                                               | 14                                                                  | 10,10                                                               | 3                                                                   | –                                                                   | –                                                                   | –                                                                   | –                                                                   | 100                                                                 | 27                                                                  | 86,68                                                               |                                                                     |                                                                     |                                                                     |                                                                     |                                                                     |                                                                     |                                                                     |                                                                     |                                                                     |                                                                     |                                                                     |                                                                     |                                                                     |                                                                     |                                                                     |                                                                     |                                                                     |                                                                     |
| 1979–1984                                                                                | 36,89                                                               | 10                                                                  | 52,30                                                               | 14                                                                  | 10,81                                                               | 3                                                                   | –                                                                   | –                                                                   | –                                                                   | –                                                                   | 100                                                                 | 27                                                                  | 78,04                                                               |                                                                     |                                                                     |                                                                     |                                                                     |                                                                     |                                                                     |                                                                     |                                                                     |                                                                     |                                                                     |                                                                     |                                                                     |                                                                     |                                                                     |                                                                     |                                                                     |                                                                     |                                                                     |
| 1984–1989                                                                                | 34,68                                                               | 09                                                                  | 59,19                                                               | 17                                                                  | 06,13                                                               | 1                                                                   | –                                                                   | –                                                                   | –                                                                   | –                                                                   | 100                                                                 | 27                                                                  | 72,43                                                               |                                                                     |                                                                     |                                                                     |                                                                     |                                                                     |                                                                     |                                                                     |                                                                     |                                                                     |                                                                     |                                                                     |                                                                     |                                                                     |                                                                     |                                                                     |                                                                     |                                                                     |                                                                     |
| 1989–1994                                                                                | 37,73                                                               | 11                                                                  | 45,99                                                               | 13                                                                  | 04,66                                                               | 0                                                                   | 11,62                                                               | 3                                                                   | –                                                                   | –                                                                   | 100                                                                 | 27                                                                  | 72,30                                                               |                                                                     |                                                                     |                                                                     |                                                                     |                                                                     |                                                                     |                                                                     |                                                                     |                                                                     |                                                                     |                                                                     |                                                                     |                                                                     |                                                                     |                                                                     |                                                                     |                                                                     |                                                                     |
| 1994–1999                                                                                | 48,74                                                               | 14                                                                  | 40,99                                                               | 11                                                                  | –                                                                   | –                                                                   | 10,26                                                               | 2                                                                   | –                                                                   | –                                                                   | 100                                                                 | 27                                                                  | 84,44                                                               |                                                                     |                                                                     |                                                                     |                                                                     |                                                                     |                                                                     |                                                                     |                                                                     |                                                                     |                                                                     |                                                                     |                                                                     |                                                                     |                                                                     |                                                                     |                                                                     |                                                                     |                                                                     |
| 1999–2004                                                                                | 46,08                                                               | 12                                                                  | 45,18                                                               | 12                                                                  | –                                                                   | –                                                                   | 8,74                                                                | 2                                                                   | –                                                                   | –                                                                   | 100                                                                 | 26                                                                  | 68,15                                                               |                                                                     |                                                                     |                                                                     |                                                                     |                                                                     |                                                                     |                                                                     |                                                                     |                                                                     |                                                                     |                                                                     |                                                                     |                                                                     |                                                                     |                                                                     |                                                                     |                                                                     |                                                                     |
| 2004–2009                                                                                | 48,16                                                               | 13                                                                  | 38,44                                                               | 10                                                                  | –                                                                   | –                                                                   | 13,41                                                               | 3                                                                   | –                                                                   | –                                                                   | 100                                                                 | 26                                                                  | 63,14                                                               |                                                                     |                                                                     |                                                                     |                                                                     |                                                                     |                                                                     |                                                                     |                                                                     |                                                                     |                                                                     |                                                                     |                                                                     |                                                                     |                                                                     |                                                                     |                                                                     |                                                                     |                                                                     |
| 2009–2014                                                                                | 33,03                                                               | 09                                                                  | 40,87                                                               | 11                                                                  | 13,02                                                               | 3                                                                   | 13,08                                                               | 3                                                                   | –                                                                   | –                                                                   | 100                                                                 | 26                                                                  | 52,88                                                               |                                                                     |                                                                     |                                                                     |                                                                     |                                                                     |                                                                     |                                                                     |                                                                     |                                                                     |                                                                     |                                                                     |                                                                     |                                                                     |                                                                     |                                                                     |                                                                     |                                                                     |                                                                     |
| 2014–2020                                                                                | 36,68                                                               | 10                                                                  | 43,80                                                               | 11                                                                  | 07,14                                                               | 2                                                                   | 12,38                                                               | 3                                                                   | –                                                                   | –                                                                   | 100                                                                 | 26                                                                  | 47,94                                                               |                                                                     |                                                                     |                                                                     |                                                                     |                                                                     |                                                                     |                                                                     |                                                                     |                                                                     |                                                                     |                                                                     |                                                                     |                                                                     |                                                                     |                                                                     |                                                                     |                                                                     |                                                                     |
| 2020                                                                                     | 39,55                                                               | 10                                                                  | 29,93                                                               | 08                                                                  | –                                                                   | –                                                                   | 17,07                                                               | 4                                                                   | 13,45                                                               | 4                                                                   | 100                                                                 | 26                                                                  | 59,82                                                               |                                                                     |                                                                     |                                                                     |                                                                     |                                                                     |                                                                     |                                                                     |                                                                     |                                                                     |                                                                     |                                                                     |                                                                     |                                                                     |                                                                     |                                                                     |                                                                     |                                                                     |                                                                     |
| ¹ = Mandate; ² ohne Berücksichtigung von Rundungsdifferenzen; ³ = Sitze im Rat. Quellen: |                                                                     |                                                                     |                                                                     |                                                                     |                                                                     |                                                                     |                                                                     |                                                                     |                                                                     |                                                                     |                                                                     |                                                                     |                                                                     |                                                                     |                                                                     |                                                                     |                                                                     |                                                                     |                                                                     |                                                                     |                                                                     |                                                                     |                                                                     |                                                                     |                                                                     |                                                                     |                                                                     |                                                                     |                                                                     |                                                                     |                                                                     |

### Bürgermeister
Bürgermeister von Schlangen ist nach der Wahl am 13. September 2020 Marcus Püster (CDU). Sein Vorgänger war Ulrich Knorr (SPD). Überregionale Aufmerksamkeit erhielt die Wahl von Maximilian Scholz (Die PARTEI) zum zweiten stellvertretenden Bürgermeister. Es ist das erste Mal, dass ein Mitglied dieser Partei ein solches Amt bekleidet.
Bürgermeister der Gemeinde Schlangen
| Amtszeit  | Bürgermeister      | Partei | % 3   |
| --------- | ------------------ | ------ | ----- |
| 1994–1999 | Friedel Heuwinkel  | CDU    |       |
| 1999–2004 | Werner Schmidt     |        | 51,70 |
| 2004–2008 | Thorsten Paulussen |        | 58,40 |
| 2008–2014 | Ulrich Knorr       | SPD    | 50,00 |
| 2014–2020 | Ulrich Knorr       | SPD    | 85,89 |
| 2020–0000 | Marcus Püster      | CDU    | 56,97 |

### Land und Bund
Schlangen gehört zum Landtagswahlkreis Lippe III (99), in dem bei der Landtagswahl 2017 Dennis Maelzer (SPD) als Direktkandidat gewählt wurde. Auf Bundesebene gehört Schlangen zum Bundestagswahlkreis Höxter – Lippe II (137), in dem 2017 Christian Haase (CDU) als Direktkandidat gewählt wurde.

### Wappen
| Wappen der der Gemeinde Schlangen | Blasonierung: „In Silber (Weiß) eine S-förmig gebogene blaue Schlange, die oben eine gestielte goldene (gelbe) Eichel mit zwei grünen Eichenblättern, unten eine fünfblättrige Rose mit goldenen (gelben) Butzen und Kelchblättern umschlingt.“ |
| Wappen der der Gemeinde Schlangen | Wappenbegründung: Mit Urkunde des Regierungspräsidenten in Detmold vom 16. Juli 1970 ist der Gemeinde Schlangen das Recht verliehen worden, ein Wappen, eine Flagge und ein Dienstsiegel zu führen. Die Schlange gibt eine „redende“ und die Eichel mit Eichenblättern eine historische Deutung des Ortsnamens „Lanchel“ als Langeloh, langes Gehölz bzw. lange Niederung (Senke). Die lippische Rose weist auf die Zugehörigkeit zum ehemaligen Land Lippe hin. |

### Flagge und Banner
|  | 00Hissflagge: „Die Flagge ist blau-weiß-blau-weiß blau geteilt im Verhältnis 1:1:2:1:1 mit dem Wappen in der Mitte der vorderen Hälfte.“ |

|  | 00Banner: „Das Banner ist blau-weiß-blau-weiß blau gespalten im Verhältnis 1:1:2:1:1 mit dem Wappen in der Mitte der oberen Hälfte.“ |

### Städtepartnerschaften
Viitasaari
Die Deutsch-Finnische Gesellschaft (DFG) machte 1995 unter allen 450 Städten und Gemeinden in Finnland eine Umfrage, ob Interesse an einer Partnerschaft mit einer deutschen Stadt oder Gemeinde bestünde. 21 hatten gesteigertes Interesse. Schlänger Bürger hatten bereits Kontakt zur DFG, schließlich waren bereits finnische Künstler mehrfach in Schlangen aufgetreten.

Die DFG schlug der Gemeinde eine Partnerschaft mit einer finnischen Kommune vor, was positiv aufgenommen wurde. Man wählte Viitasaari in Mittelfinnland als Partnerstadt, da die Einwohnerzahlen und die wirtschaftliche Struktur mit vornehmlich holzverarbeitenden Betrieben ähnlich war. Am 6. April 1998 beschloss der Rat der Stadt Viitasaari die Partnerschaft, am 29. Oktober des Jahres zog der Gemeinderat Schlangen nach. Im März 1999 besuchte man die finnische Partnerstadt bei der auch die Partnerschaftsurkunden unterschrieben wurden. Der Gegenbesuch mit Unterzeichnung einer weiteren Urkunde folgte im August des Jahres. Seitdem finden unregelmäßige Besuche von Vereinen und Bürgern der verbundenen Kommunen statt.
Stężyca
Im Jahr 2000 zog das Ehepaar Franz und Maria von Prondzinski aus Szymbark (Schönberg), einem von 18 Ortsteilen der polnischen Stadt Stężyca (Stendsitz) in Kaschubien, nach Kohlstädt. Durch ihr Mitwirken im Kohlstädter Spielmannszug entstand ein Kontakt zur Folkloregruppe aus Szymbark. Daraufhin kam es zu Besuchen und Gegenbesuchen, die einen freundschaftlichen Austausch begründeten. Die Ratsvertreter sprachen sich rasch für eine Städtepartnerschaft aus, da die beiden Orte Ähnlichkeiten in Fläche und Einwohnerzahl aufweisen und unter 1000 Kilometer voneinander entfernt liegen. Die Bürgermeister Ulrich Knorr und Tomasz Brzoskowski unterzeichneten den Vertrag zur Städtepartnerschaft zunächst am 9. Juli 2011 in Schlangen. Am 8. Oktober 2011 erfolgte die beidseitige Unterzeichnung in Stężyca.

## Kultur und Sehenswürdigkeiten

### Theater
Schlangen verfügt über kein eigenes Theater. Die nächstgelegenen Theater sind das Landestheater Detmold, die westfälischen Kammerspiele in Paderborn und das Theater Bielefeld.

### Museen

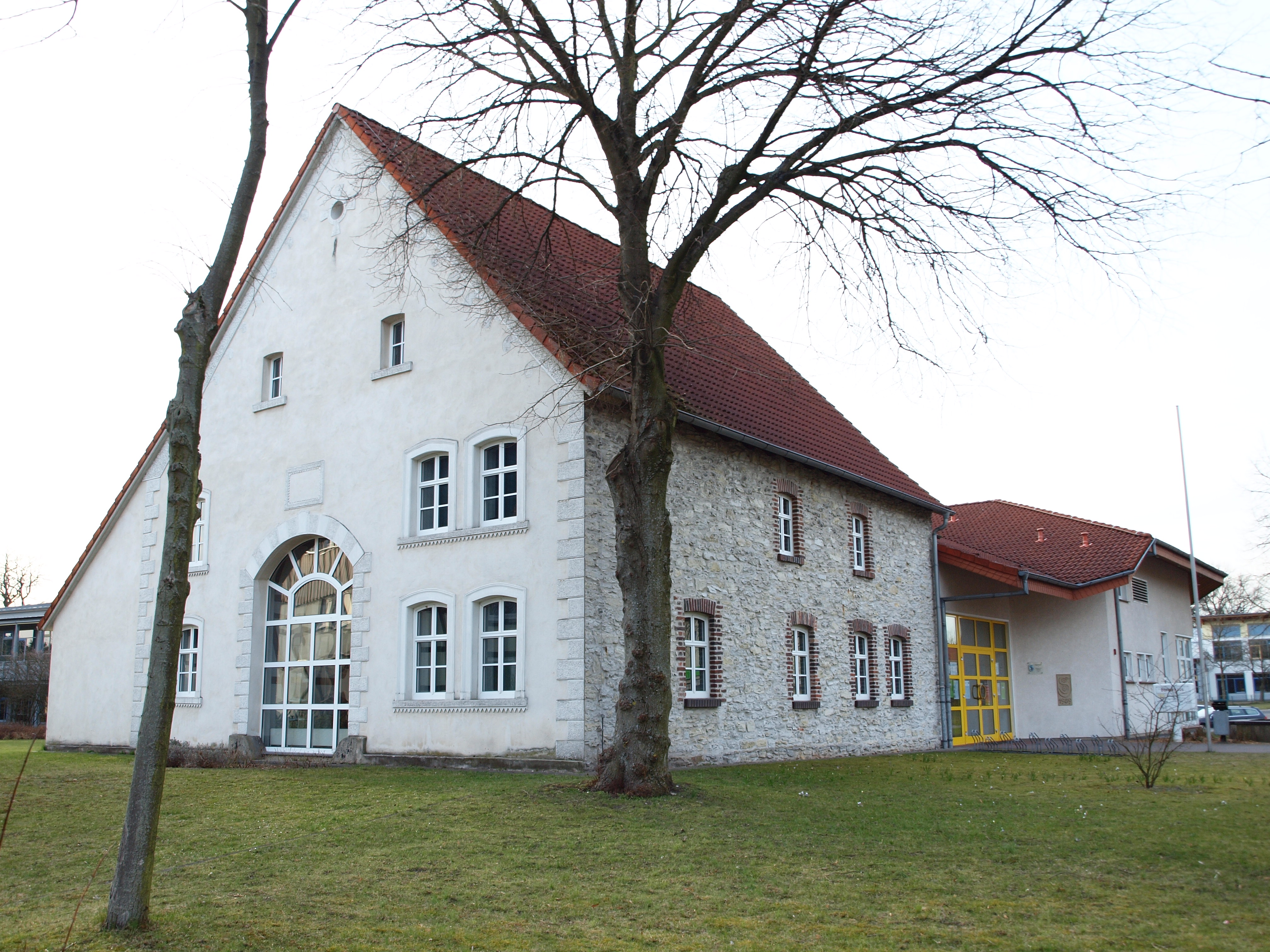
Das Dorfmuseum im Haus Fischer

Im Bürgerhaus ist seit 1993 das Dorfmuseum Schlangen eingerichtet. Das ehemalige Haus Fischer wurde 1889 aus Kalk-Bruchstein erbaut. Über 5.000 Exponate, die die Lebensbedingungen und Arbeitsweisen der Schlänger Vorfahren dokumentieren, können besichtigt werden. Die Exponate sind den Themengebieten der Landwirtschaft, Hausschlachtung, Handwerk und zur Textilherstellung zugehörig. Aber auch Einrichtungsgegenstände für Stube, Küche und Schlafzimmer sind zu sehen.
Die Schmiede Mötz wurde 1814 gegründet. Sie war bis 1975 in Betrieb und wurde erst 2005 zu einem Museum umgebaut. Die ursprüngliche Einrichtung und Ausstattung ist noch erhalten und kann besichtigt werden.
Das Heimathaus Oesterholz-Haustenbeck im gleichnamigen Ortsteil ist in einer etwa 210 Jahre alten Hofanlage eingerichtet. Im Haustenbecker-Zimmer wird die 1150-jährige Geschichte des 1939 aufgelösten Dorfes Haustenbeck (heute Truppenübungsplatz) erzählt.
In Schlangen ist außerdem die Rotkreuzgeschichtliche Sammlung in Westfalen-Lippe öffentlich zugänglich.
Das Strommuseum Trafoturmstation über dem Schlänger Bach in der Ortsmitte macht die Anfänge des elektrischen Stroms im dörflichen Raum deutlich und zeigt die Entwicklung und den Fortschritt der Elektrifizierung „vor Ort“.

### Musik
Das musikalische Angebot in der Gemeinde bietet drei Gesangsvereine und Chorgruppen, zwei Spielmannszüge und einen Musikzug der Freiwilligen Feuerwehr. Weiterhin gibt es ein Akkordeonorchester und einen Posaunenchor. Zur Ausbildung von Musikern gibt es die im Jahr 2005 privatisierte Musikschule Schlangen.

### Bauwerke
Die Evangelische Kirche Schlangen geht mit ihren Ursprüngen in das 9. oder 10. Jahrhundert zurück. Auf den bei Grabungen im Kirchenschiff 1969 gefundenen Fundamenten einer älteren Kirche aus dieser Zeit wurde um 1200 ein Kirchengebäude im romanischen Stil errichtet. Das Südschiff der Kirche wurde im Jahre 1590 angebaut, wie aus einer Inschrift hervorgeht. Nach Abbruch und Neuerrichtung des Kirchenschiffes 1878 erhielt die Kirche durch den Baumeister Ferdinand Ludwig August Merckel ihr heutiges Gesicht. Unter alten Farbschichten im Kirchturm stieß man 1970 auf ein Wandbild des Christopherus aus dem 13. Jahrhundert, der ältesten Darstellung des Christopherus in ganz Westfalen.
Die Burgruine Kohlstädt wurde um 1050 im romanischen Stil, vermutlich von den Grafen von Schwalenberg, als Herrenburg errichtet. Man nimmt an, dass sie zur Kontrolle der Passstraße entlang der Strothe an der Egge diente. Die Burg wurde Ende des 14. Jahrhunderts verlassen und ist seitdem verfallen. Heute sind von der Ruine noch die Reste des 12 m hohen Wehrturmes und die Fundamente eines Nebengebäudes erhalten.
Ende des 16. Jahrhunderts ließ Graf Simon VI. das Jagdschloss Oesterholz errichten. Erhalten ist das Wohnhaus des Schlosses. Der zweigeschossige Fachwerkbau wird seit 1929 als Altenheim genutzt. Mitte des 17. Jahrhunderts wurde das Schloss von Hermann Adolf erweitert. Bereits 1770 wurden diese Neubauten wieder abgerissen. Die Reste dieser Gebäude wurden für den Bau des Kurhauses „Zur Rose“ in Bad Meinberg verwendet.
Zu Beginn des 18. Jahrhunderts wurde dem Oberjäger Hermann Konrad Kruse das Krugprivileg verliehen, woraufhin er im Forsthaus den Kreuzkrug eröffnete. Die Nebengebäude der Schankwirtschaft dienten den Waldarbeitern als Quartier. 1782 musste die verschuldete Familie Kruse das Gebäude an die lippische Rentkammer verkaufen. Im 19. Jahrhundert trennte man Forst- und Schankwirtschaft voneinander und der Kreuzkrug wurde nur noch als Forsthaus genutzt. Das jetzige Gebäude wurde 1812 nach Verlegung des Kruges als Traufenhaus neu erbaut.
In der Mühlenstraße steht ein Bauernhaus, welches vermutlich zu Beginn des 19. Jahrhunderts entstanden ist. Das Fachwerk ist mit Putzausfachungen versehen und von einem Satteldach mit Pfannen gedeckt. Der Wirtschaftsgiebel, dessen verbrettertes Giebeldreieck auf Baldkenköpfen hervor ragt, liegt auf der Nordseite. Das Tor ist vierteilig, die Deele hoch und hat einen großen Querschnitt. Der originale Dachstuhl hat Kehlbalken. Im Süden erfolgte eine Erweiterung um etwa drei Meter. Seit 1998 wird das Gebäude als Café und Restaurant sowie als Wohnung genutzt.
Die Wassermühle Kohlstädt ist das einzige original erhaltene Fachwerkhaus im Schlänger Ortsteil. Das Hauptgebäude ist eingeschossig und aus unterkellertem Fachwerk. Der Keller ist auf der Wasserseite ebenfalls in Fachwerk ausgeführt. Das Wasserrad am südöstlichen Giebel wird mit Ober- und Unterwasser betrieben, welches durch eine Rinne zum Rad fließt.
Auf dem Gebiet von Haustenbeck steht etwa 500 Meter nordöstlich vom ehemaligen Ortskern der Haustenbecker Turm. Er wurde erst 1941 als Beobachtungsturm für das übende Militär gebaut. Heute dient er auch dem Vogelschutz und bietet verschiedenen Greifvögeln Nistplätze. Er ist dem Kirchturm der St.-Kilian-Kirche in Büren-Brenken nachempfunden.
Der völkische Laienforscher Wilhelm Teudt, dessen Hauptinteresse dem Raum südlich von Detmold galt, lehrte, dass am Ort des Hofs Gierke in Oesterholz eine germanische Kultburg oder Gelehrtenschule bestanden habe. Dort sei auch der Ort des Klosters Hethi zu finden. Teudt behauptete weiterhin, die Hünenkirche in Kohlstädt sei germanischen Ursprungs. Möglicherweise handele es sich um den Turm der von Tacitus genannten Seherin Veleda. Von der Fachwissenschaft werden Teudts Lehren abgelehnt.

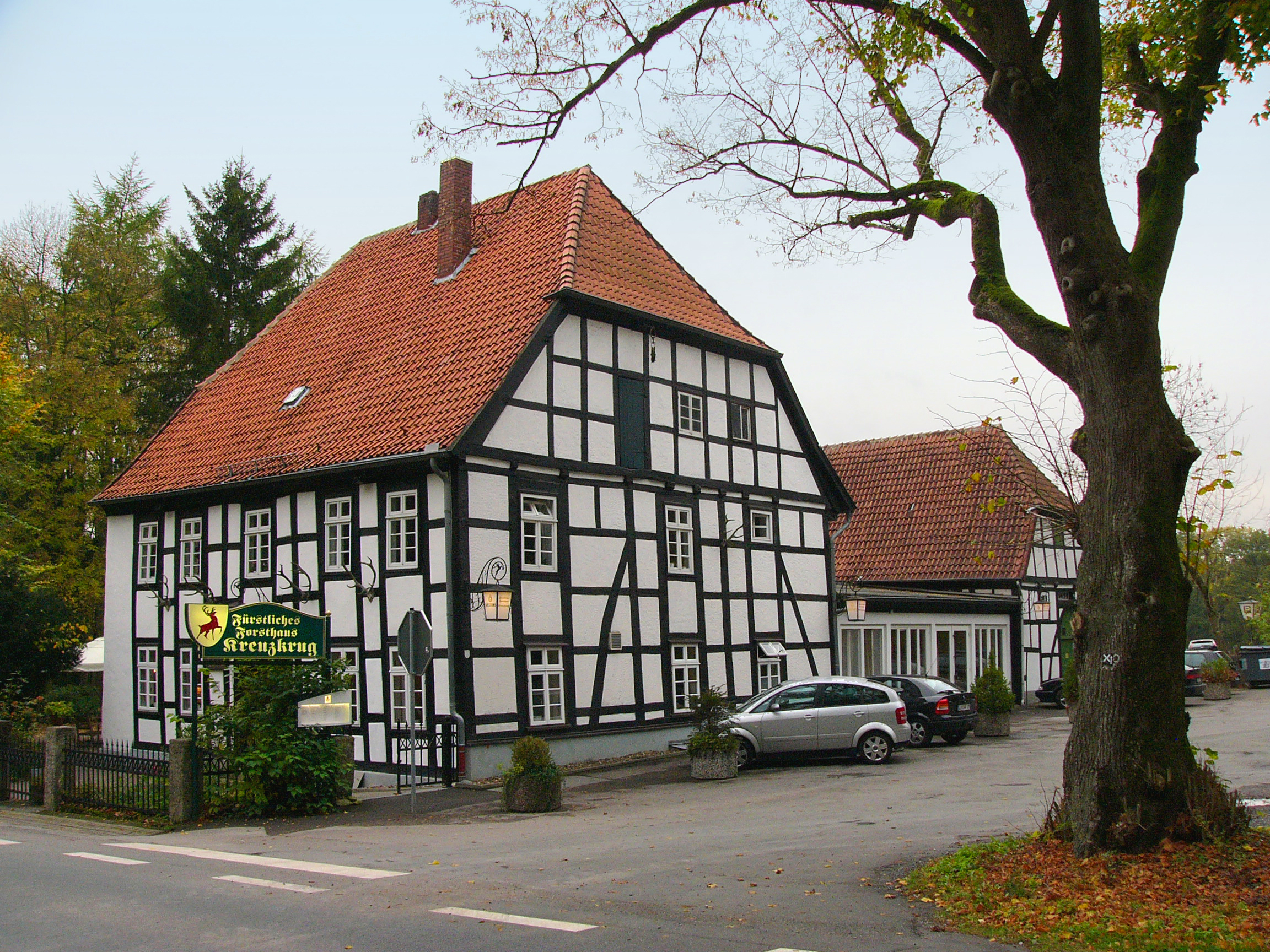
Forsthaus Kreuzkrug
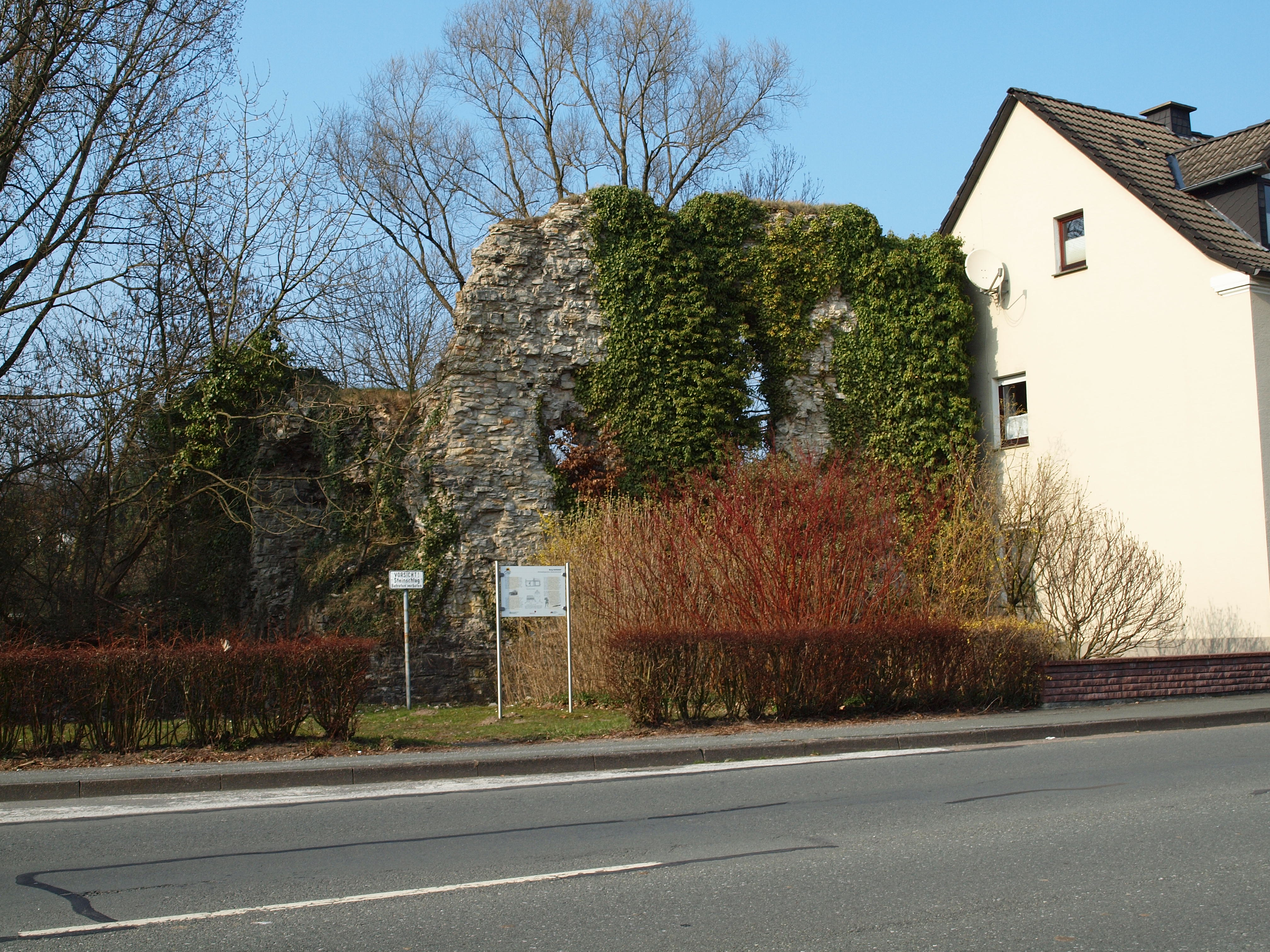
Burgruine Kohlstädt
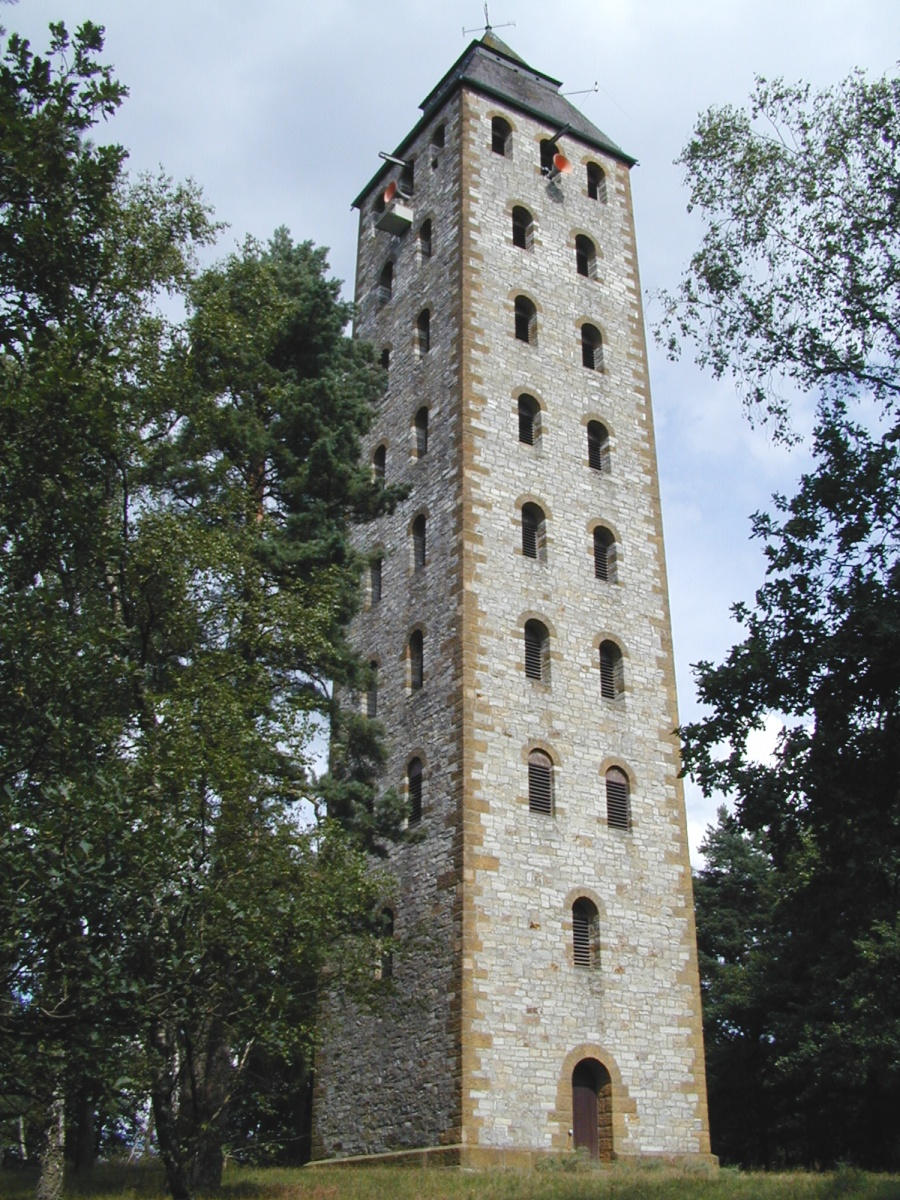
Haustenbecker Turm
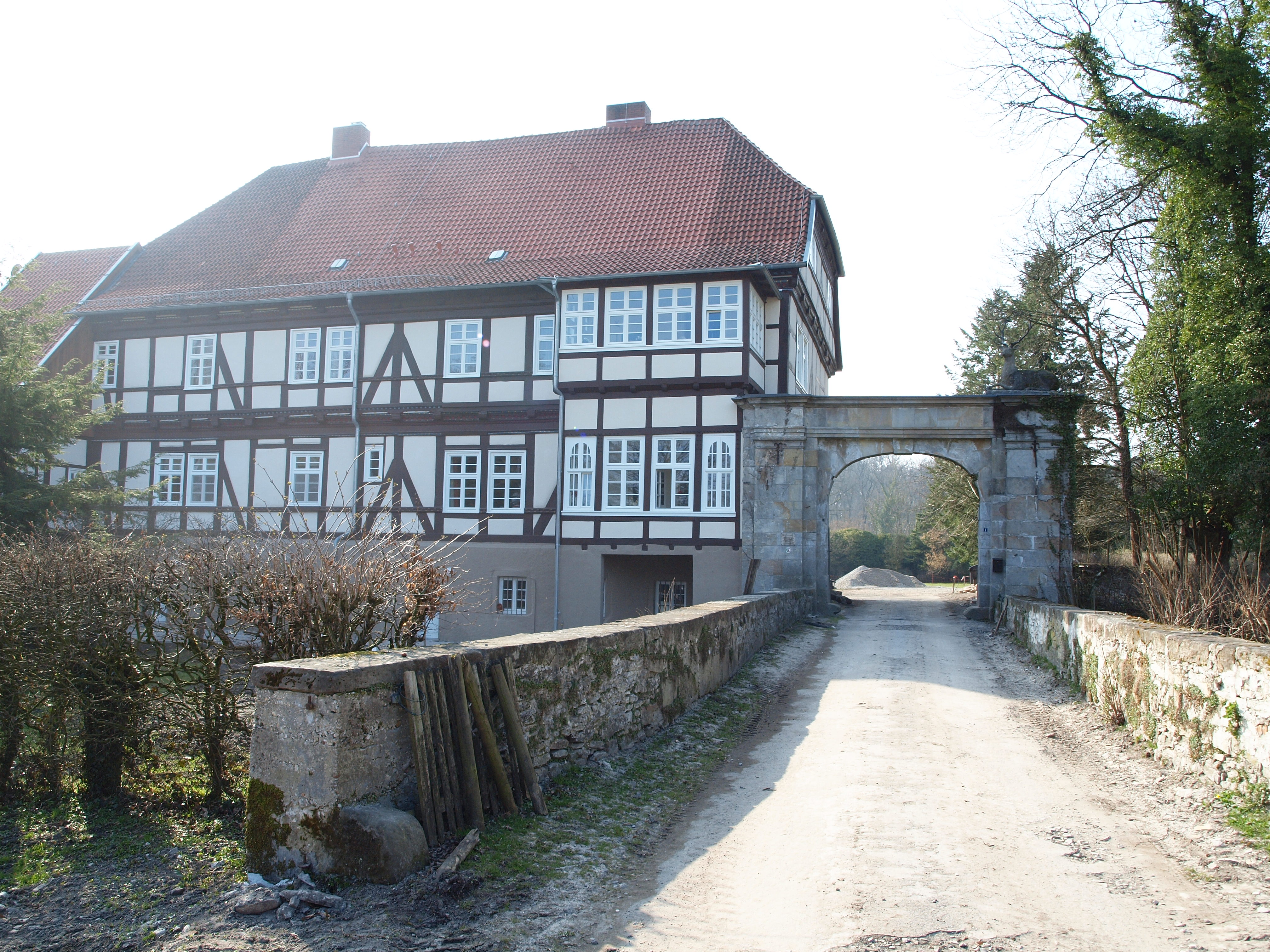
Ehem. Jagdschloss, heute Kreisaltenheim, in Schlangen
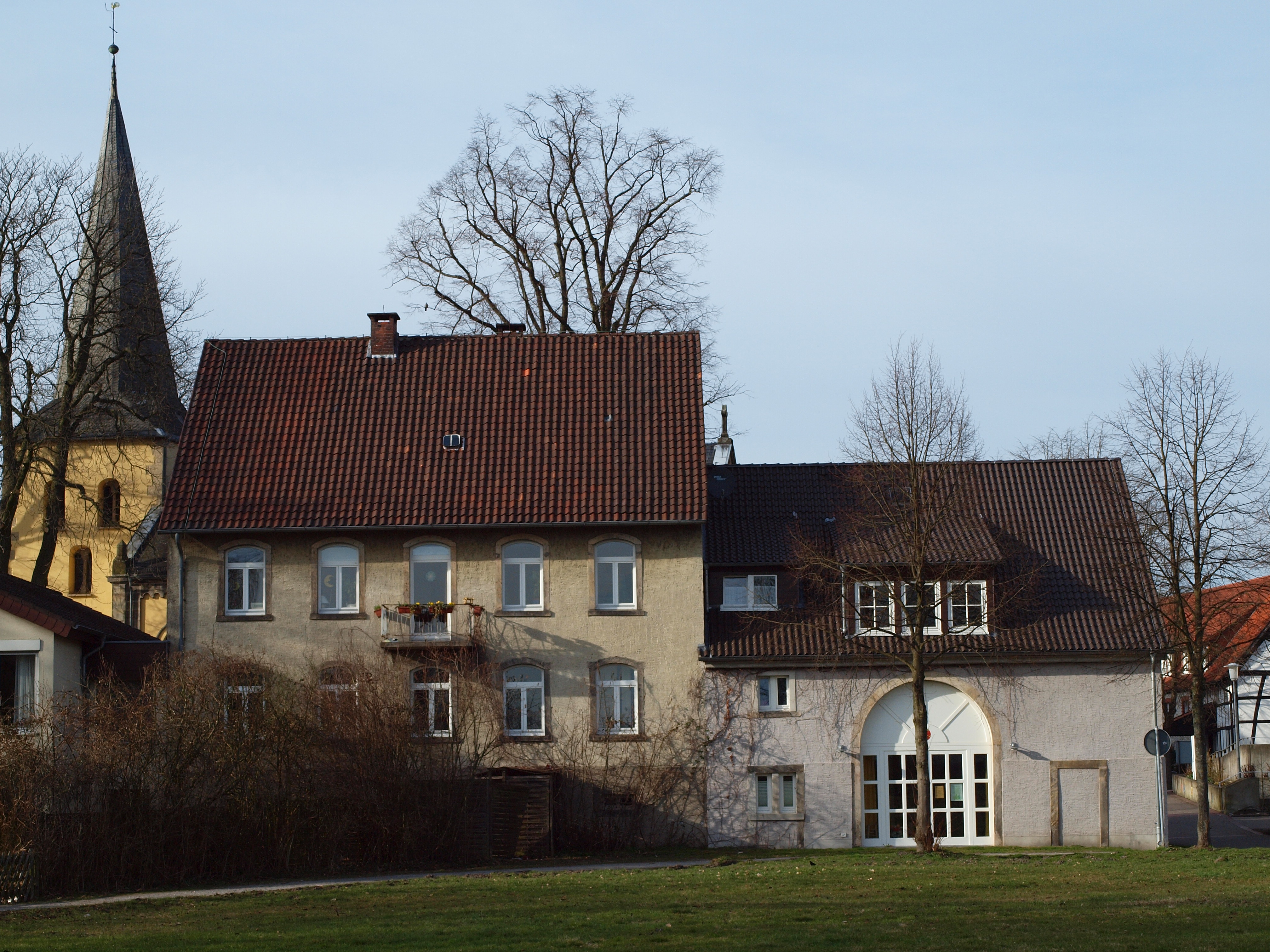
Alte Pastorenhäuser und evangelisch-reformierte Kirche
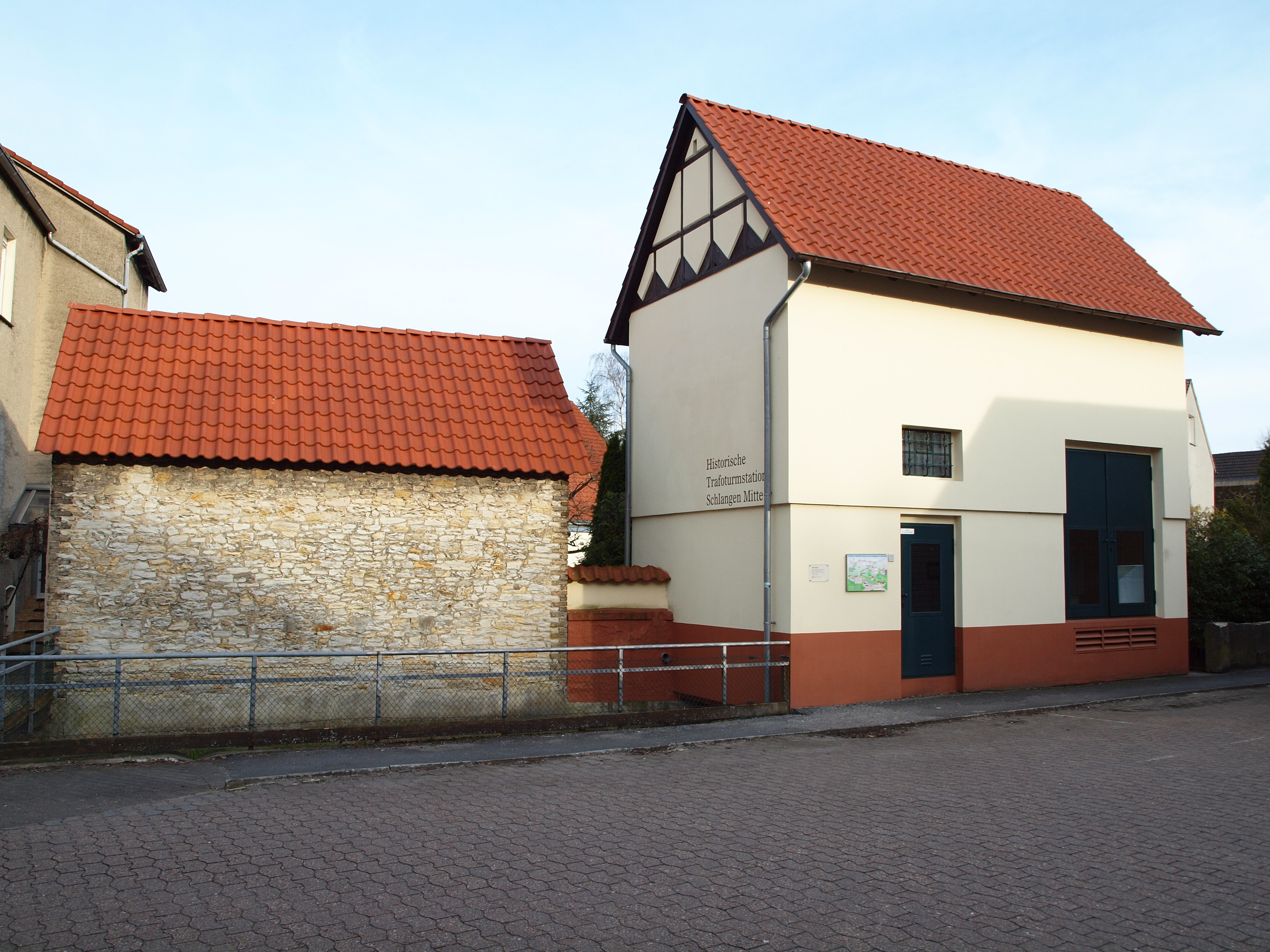
Historische Trafoturmstation in der Ortsmitte
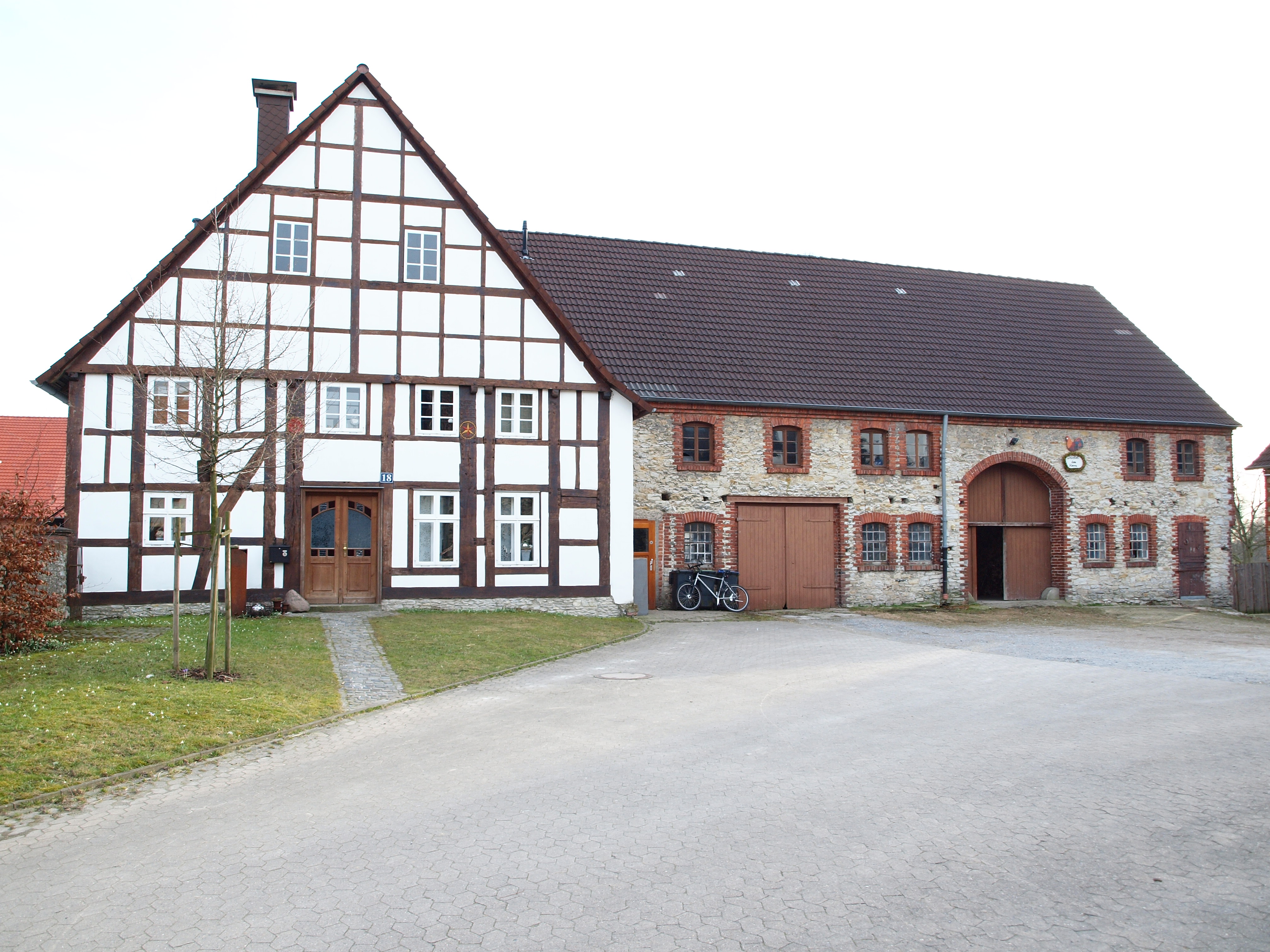
Historisches Bauernhaus
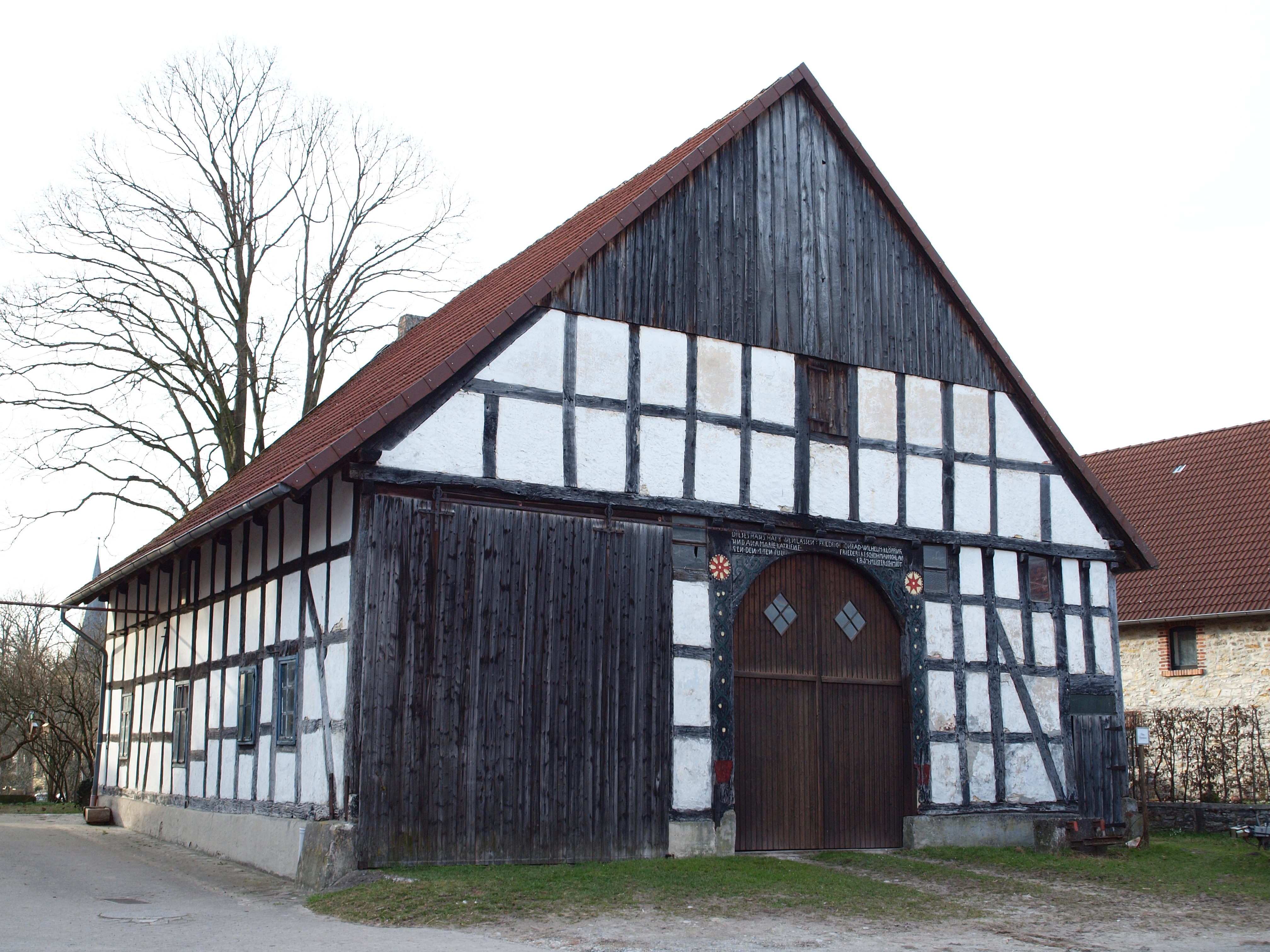
Alte Scheune
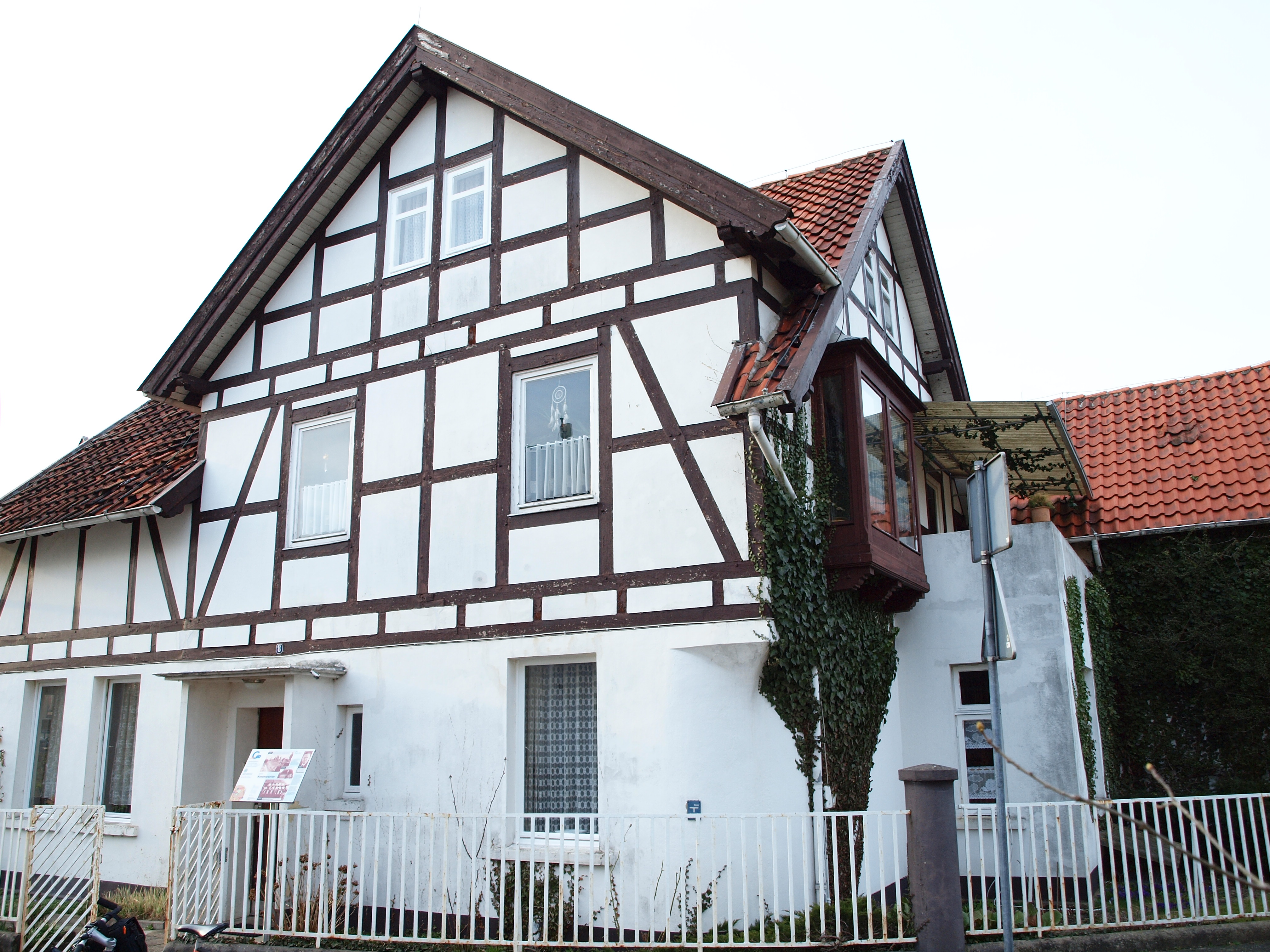
Haus Fleege-Althoff
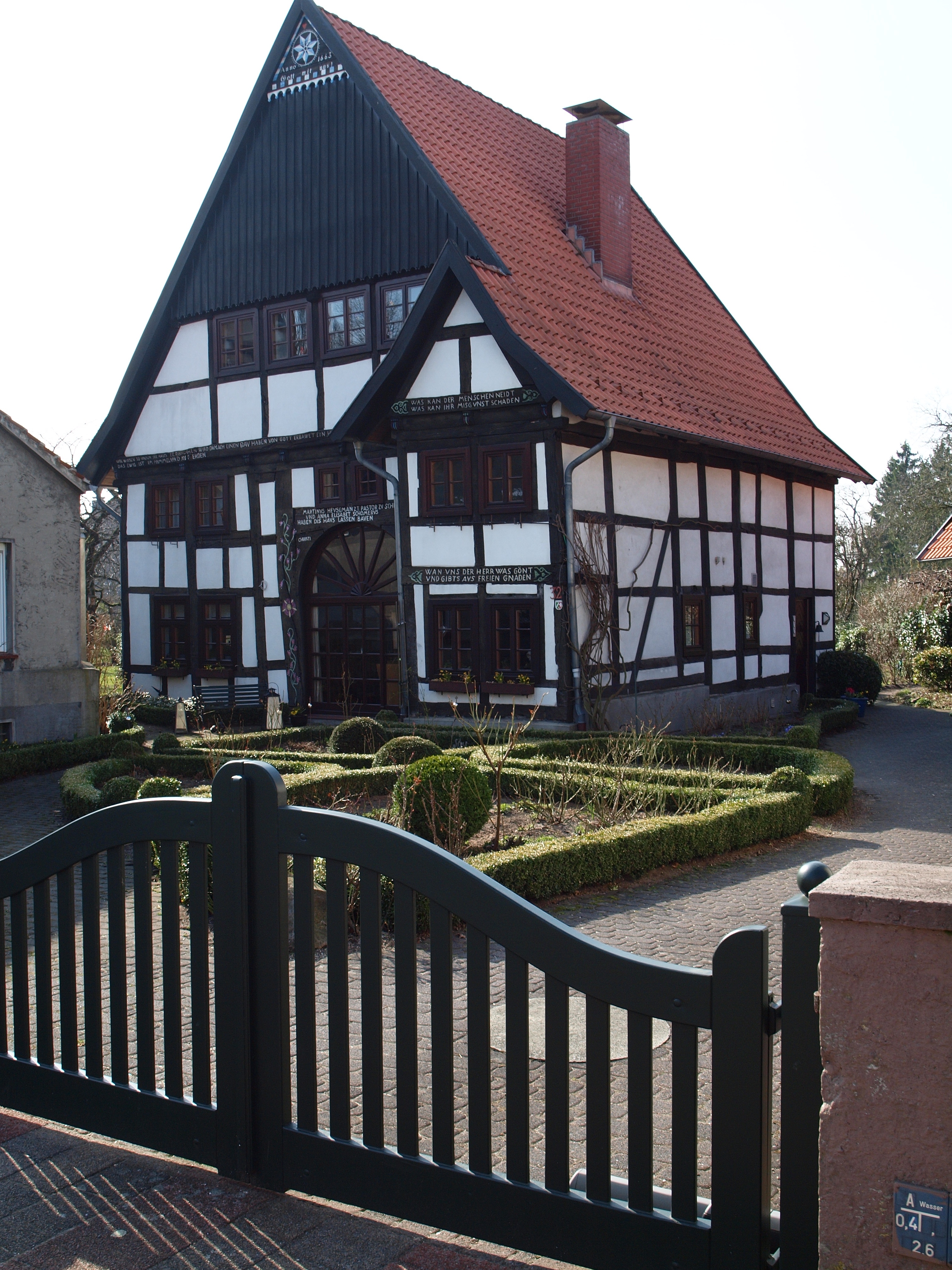
Altes Fachwerkhaus an der Hauptstraße

### Parks

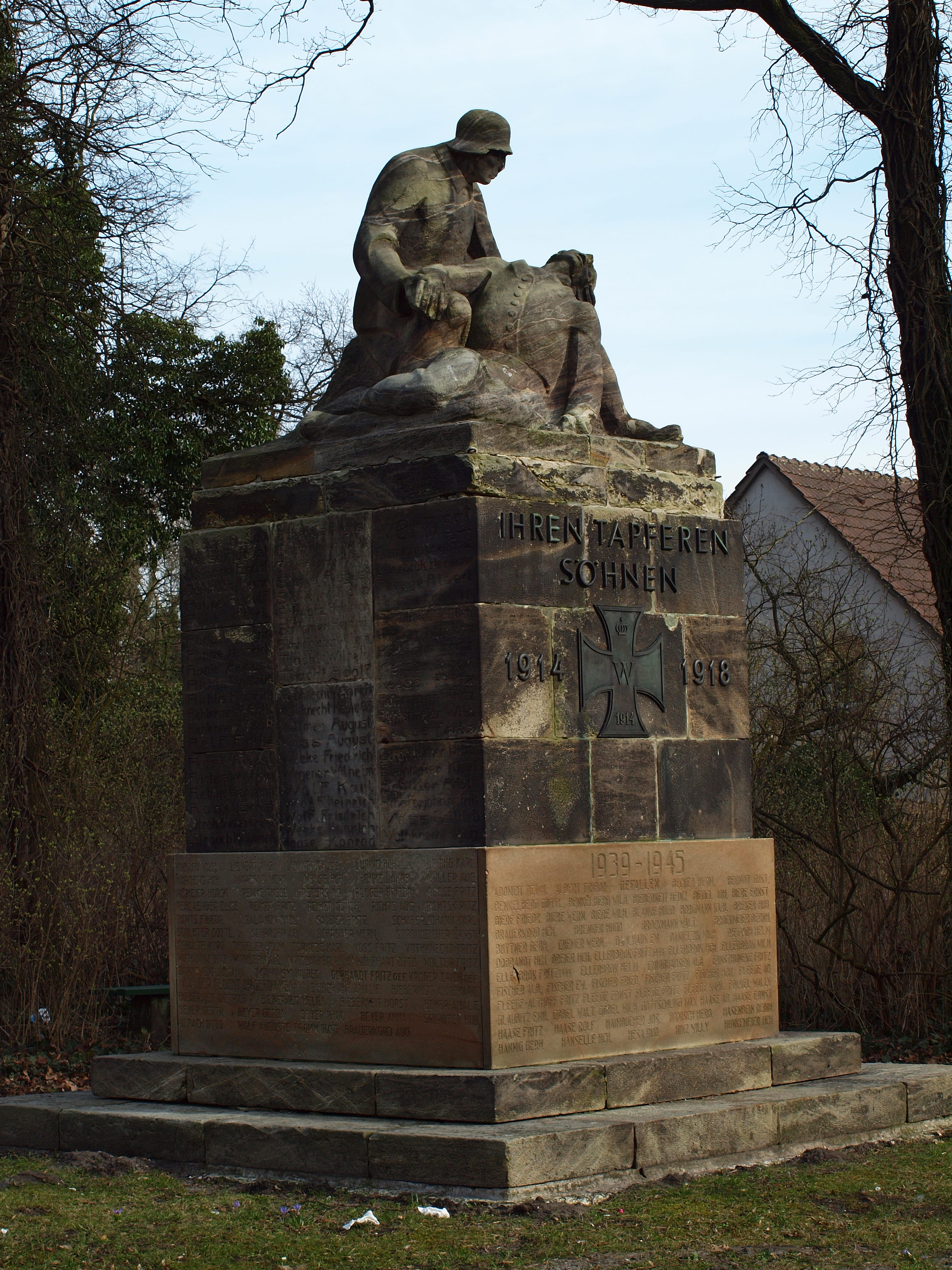
Das Gefallenmahnmal im Ehrenhain

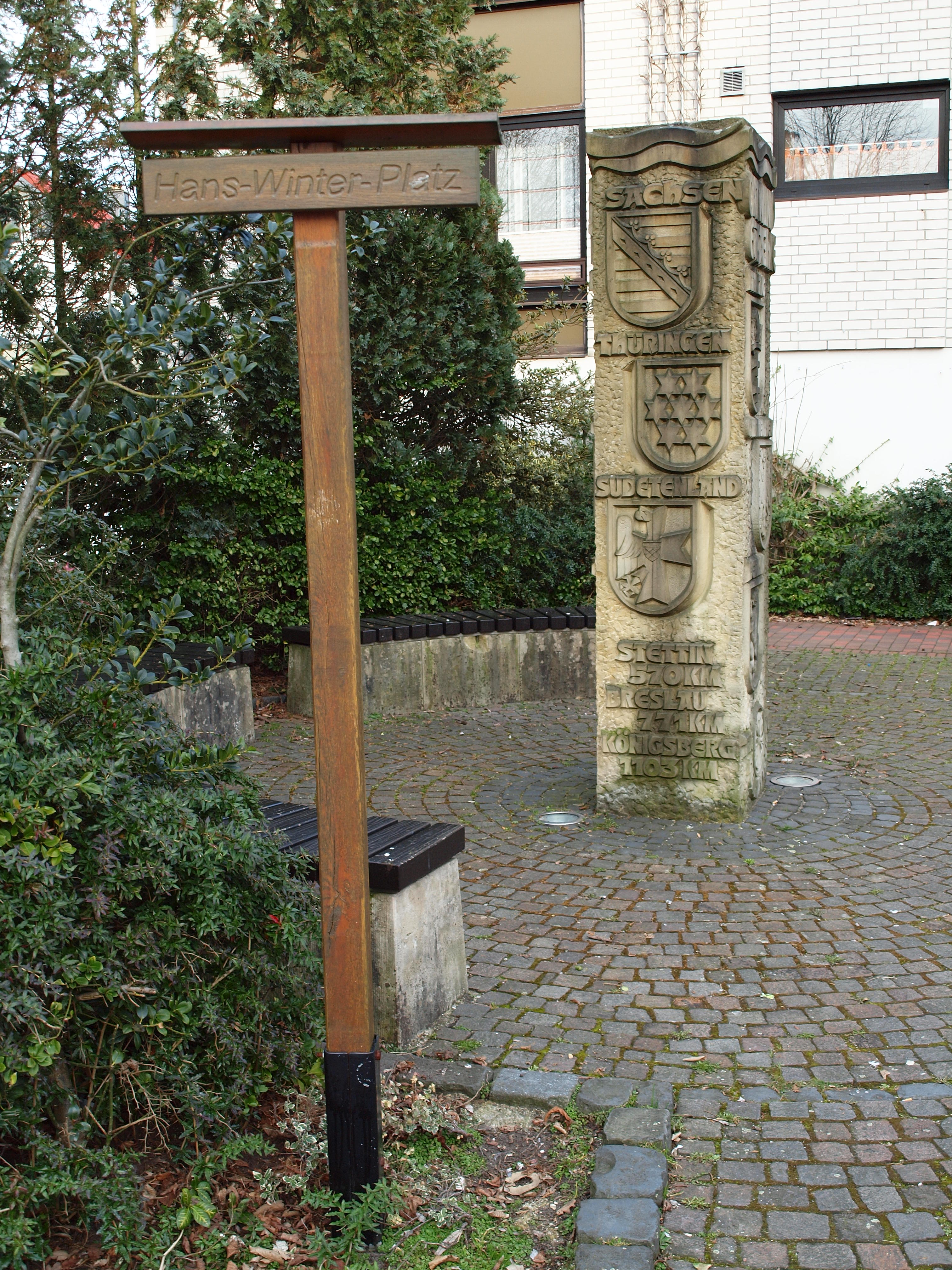
Hans-Winter-Platz mit Wappensäule

Im Gemeindegebiet liegen drei Parkanlagen. Dies sind der Gutspark Sternhof, eine nicht öffentlich zugängliche Anlage mit etwa 7.5 ha Größe, die ebenfalls nicht zugänglichen Gärten am Jagdschloss Oesterholz mit einem ha Größe, sowie die Fürstenallee (siehe Naturdenkmäler).
Darüber hinaus liegt die Gemeinde im Naturpark Teutoburger Wald / Eggegebirge.

### Naturdenkmäler und Naturschutzgebiete
Die Fürstenallee, ein Abschnitt der Landesstraße 937, gilt als die schönste Eichenallee im Lippischen Land. Sie ist sowohl als Naturdenkmal als auch als Park ausgewiesen. Als Besonderheit ist zu vermerken, dass die innere Baumreihe dem Landesbetrieb Straßenbau NRW gehört, während die äußere Baumreihe im Eigentum des Landesverbands Lippe steht.
Die als Naturdenkmal und Naturschutzgebiet ausgewiesene Hohlsteinhöhle ist eine ca. 185 Meter lange, natürliche Klufthöhle. Der Eingangsbereich ist mit einem 4 m hohen und 0,5 bis 1,5 m breiten Gitter versehen und weist einen abfallenden, geröllbedeckten Boden auf. Eine nach 30 Metern folgende Engstelle erweitert die Höhle in zwei Kammern, welche in hinteren und schwer zugänglichen Teilen Tropfsteinbildungen enthalten. Dem Zutritt der Öffentlichkeit bleibt sie bis auf wenige Ausnahmen verwehrt, da sie als Naturdenkmal und Zufluchtsort für Fledermausarten gilt.
Auf dem Gemeindegebiet von Schlangen sind insgesamt acht Naturschutzgebiete ausgewiesen, die vollständig auf dem Gemeindegebiet liegen oder an denen Schlangen Anteil hat. Dies sind neben der bereits genannten Hohlsteinhöhle die Strohte-Niederung (ca. 95,8 ha), das Schlänger Moor (ca. 8,4 ha), das Emkental (ca. 20,7 ha), die Senne nördlich Oesterholz (ca. 18 ha), der Oesterholzer Bruch mit Schwedenschanze (ca. 38,8 ha), die Schwedenschanze selbst (ca. 0,8 ha) und der östliche Teutoburger Wald (rund 2323 ha).
In Oesterholz wurde im Naturpark Teutoburger Wald / Eggegebirge 1982 ein archäologischer Lehrpfad eingerichtet, ein kurzer Rundweg über ein bronzezeitliches Hügelgräberfeld. Er zeigt zehn Grabhügel, von denen einige kaum noch sichtbar sind. An den erkennbaren Grabstellen und an zwei nachgebildete Hügelgräbern sind Hinweistafeln aufgestellt, die einen Einblick von bronzezeitlichen Bestattungen geben.

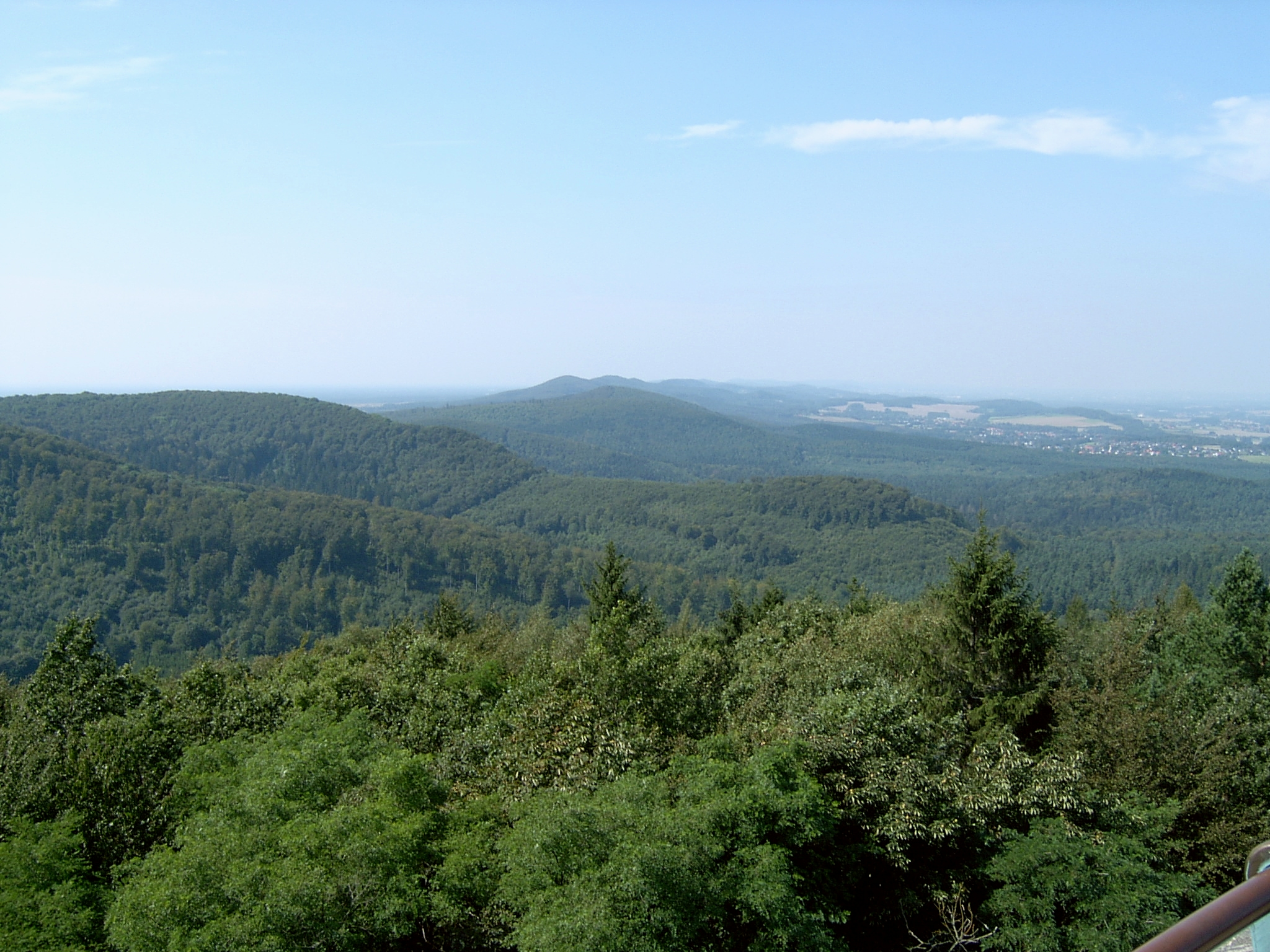
Teutoburger Wald
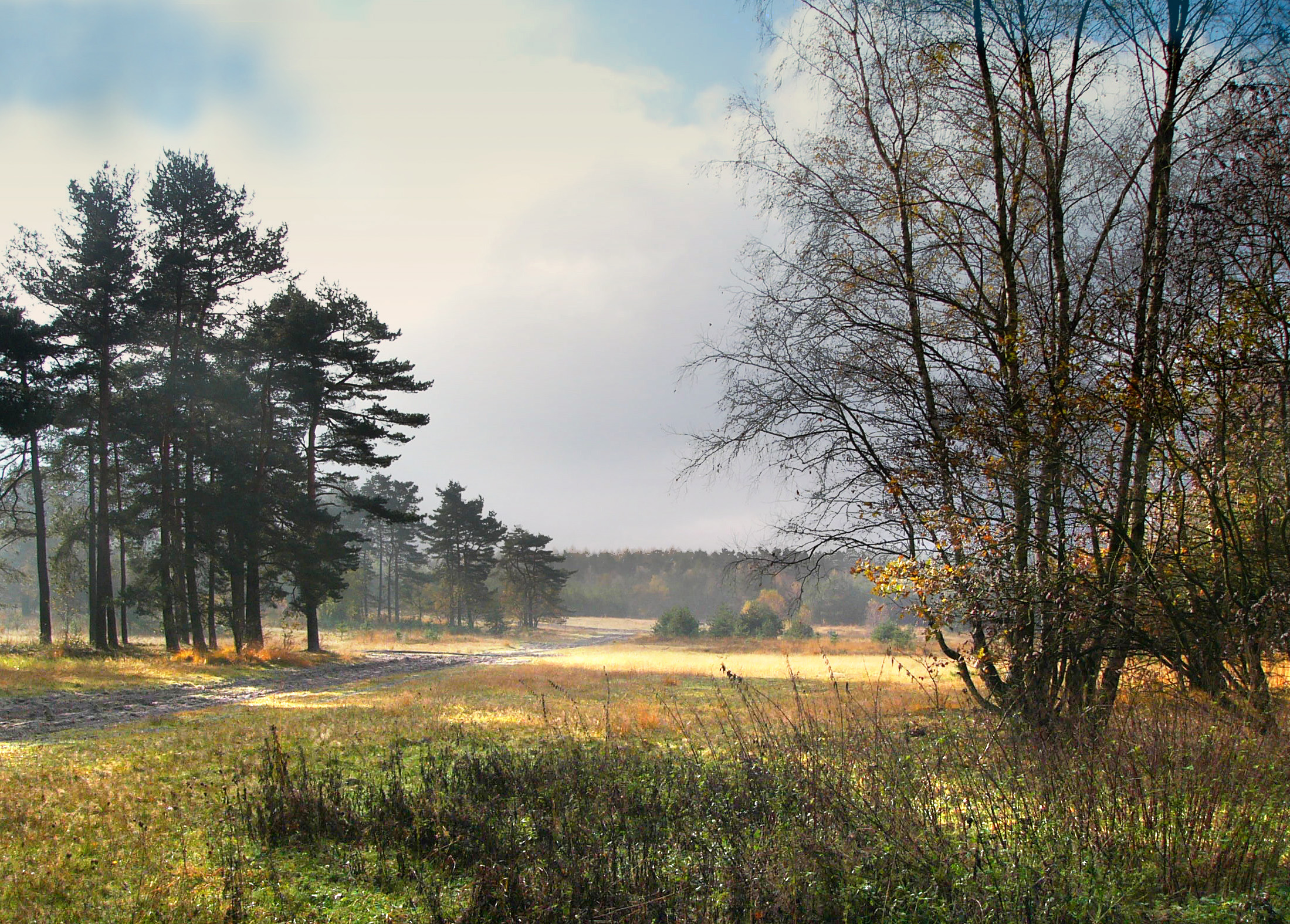
Sennelandschaft
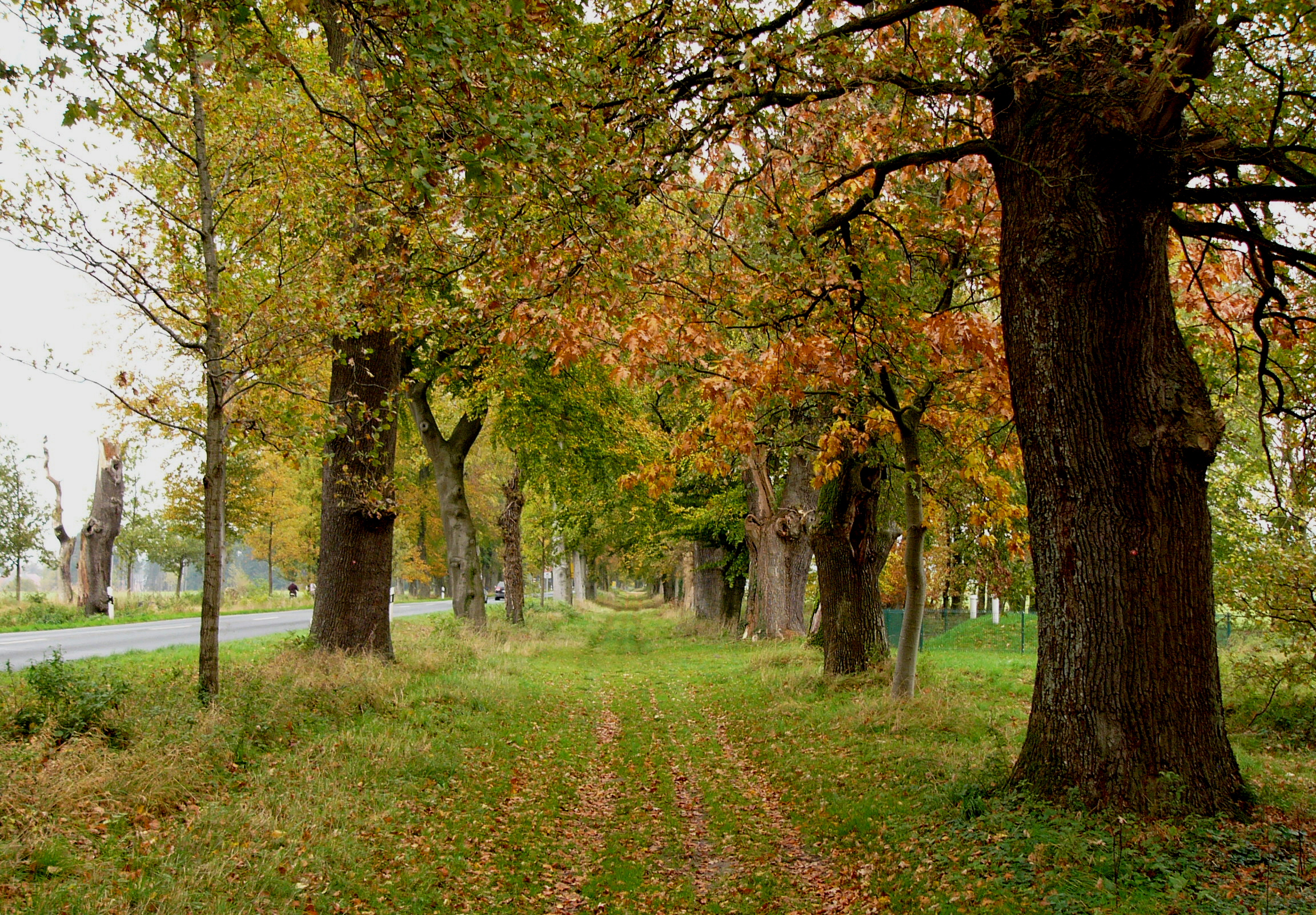
Fürstenallee
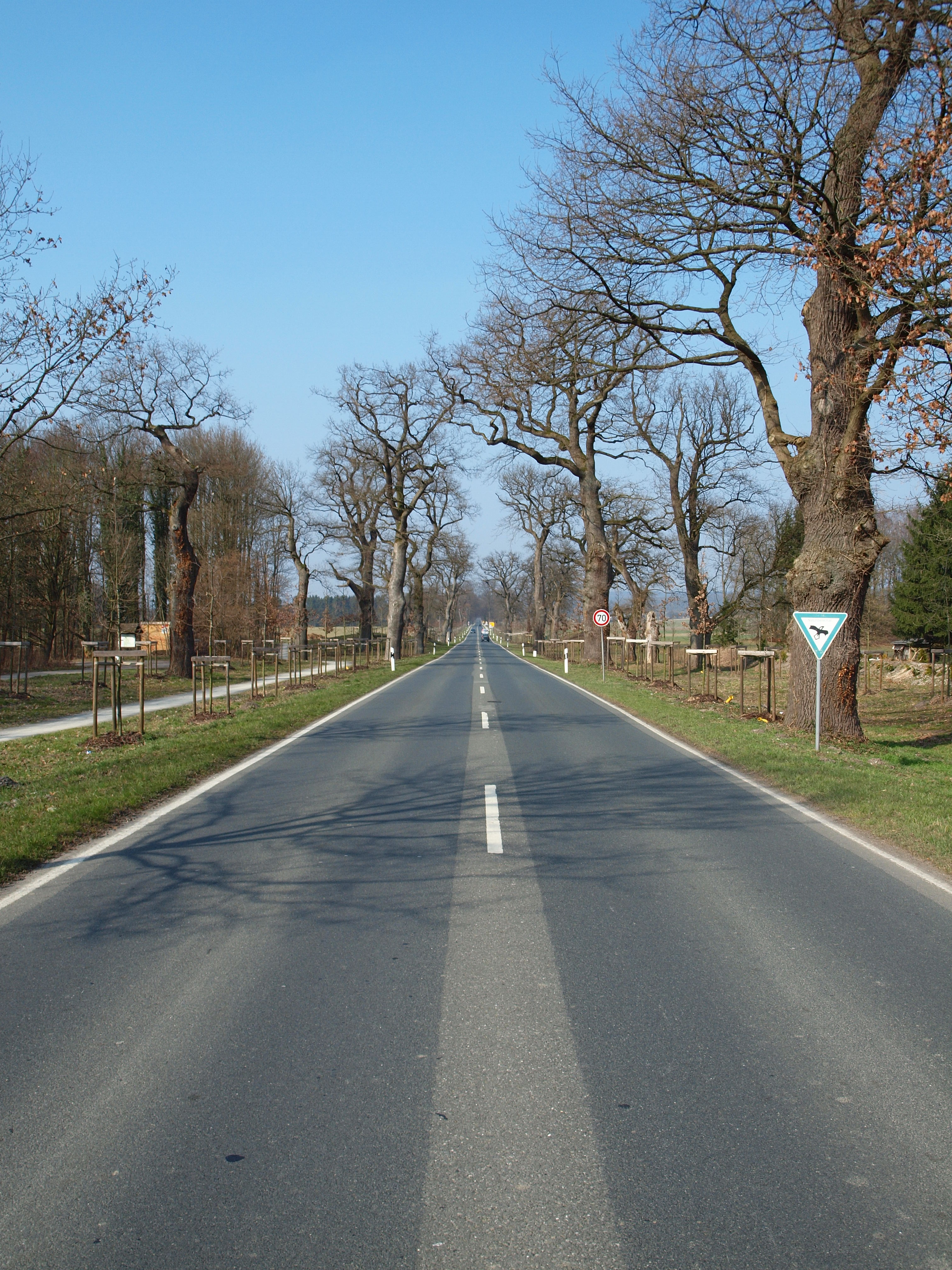
Fürstenallee mit jungen und alten Eichen
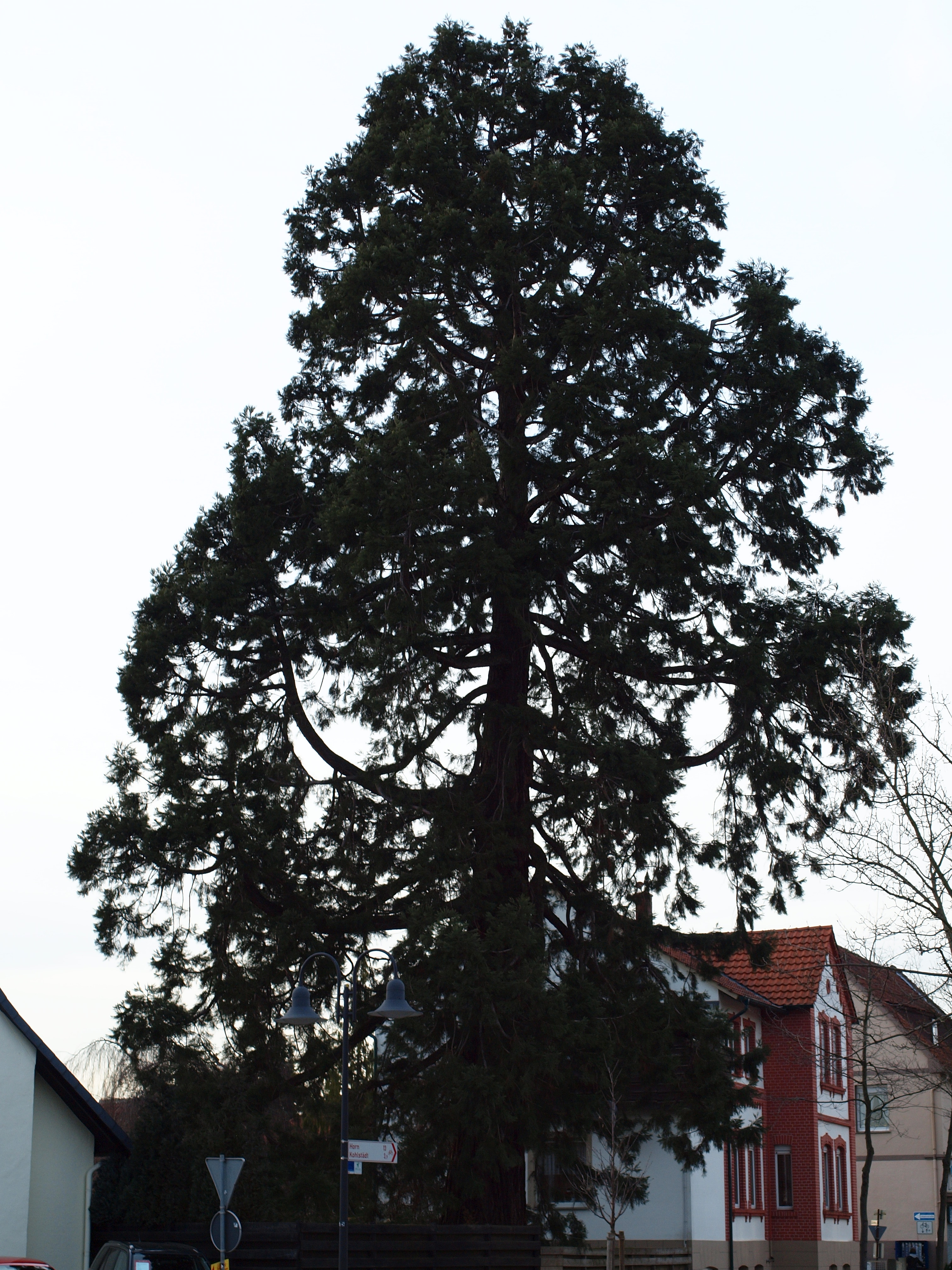
Als Naturdenkmal eingetragener Mammutbaum. Gefällt am 27. Oktober 2017.
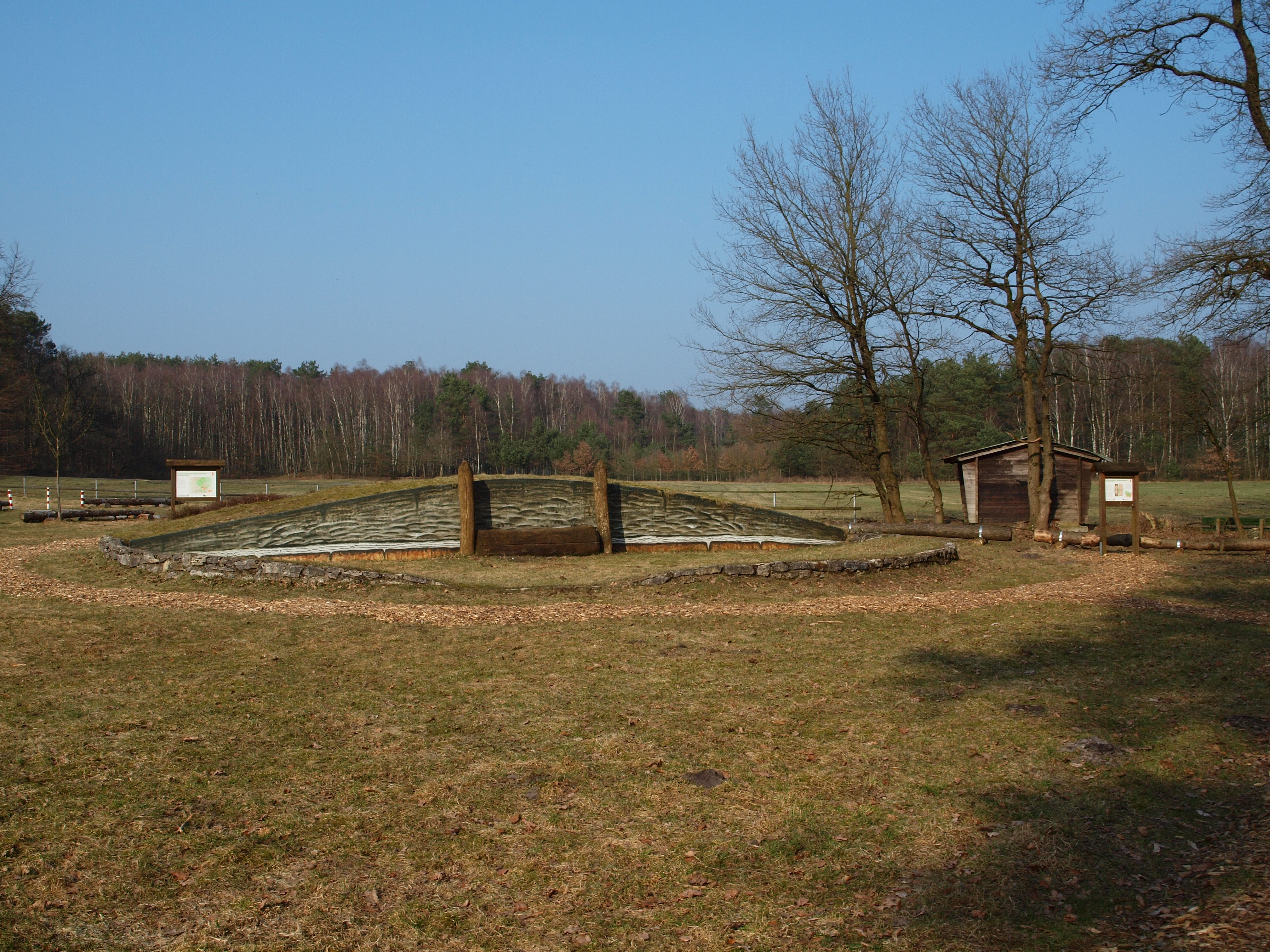
Hügelgrab am archäologischen Lehrpfad in Oesterholz-Haustenbeck
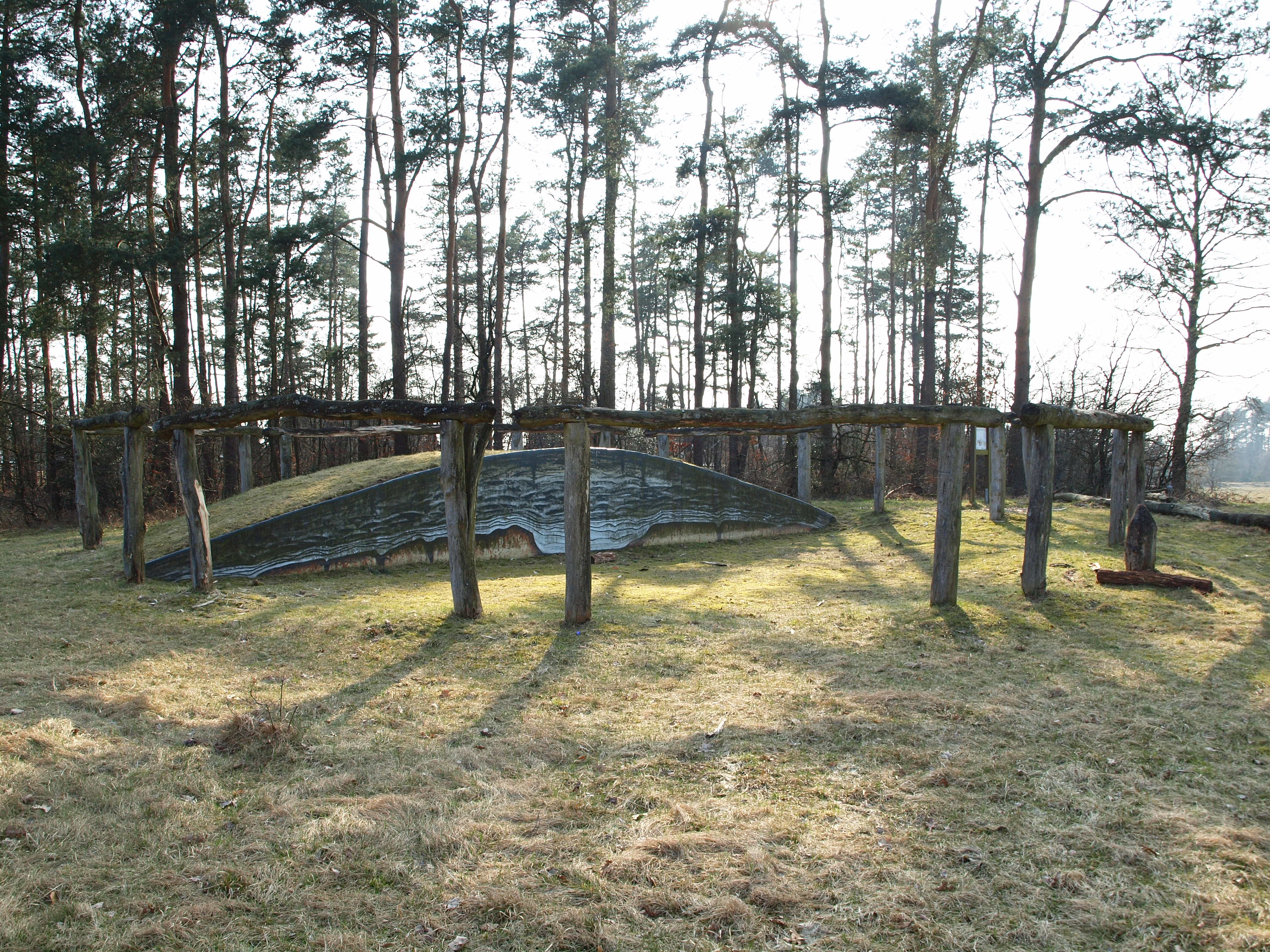
Hügelgrab am archäologischen Lehrpfad in Oesterholz-Haustenbeck

### Sport

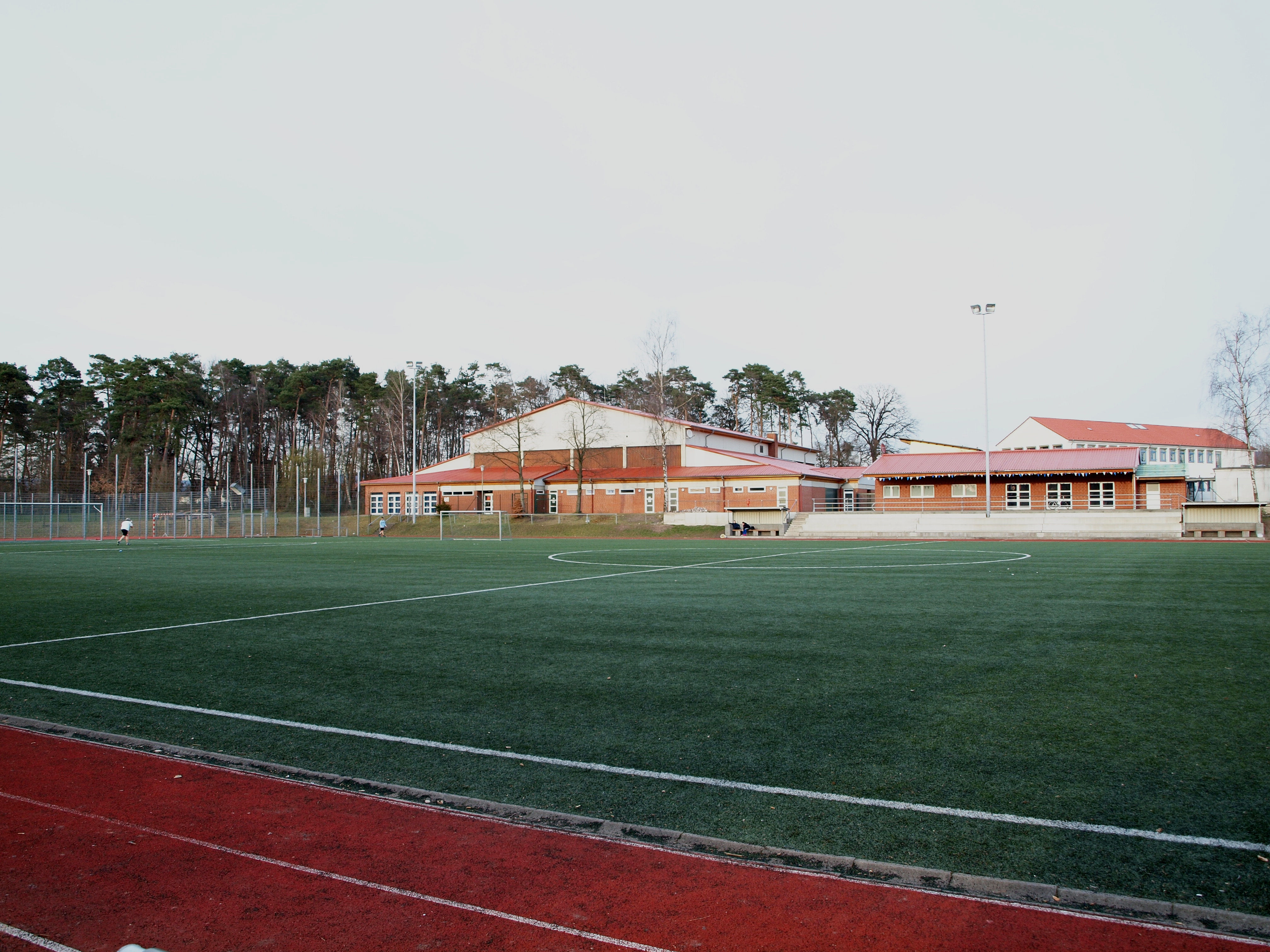
Sportplatz und Turnhalle am Rennekamp

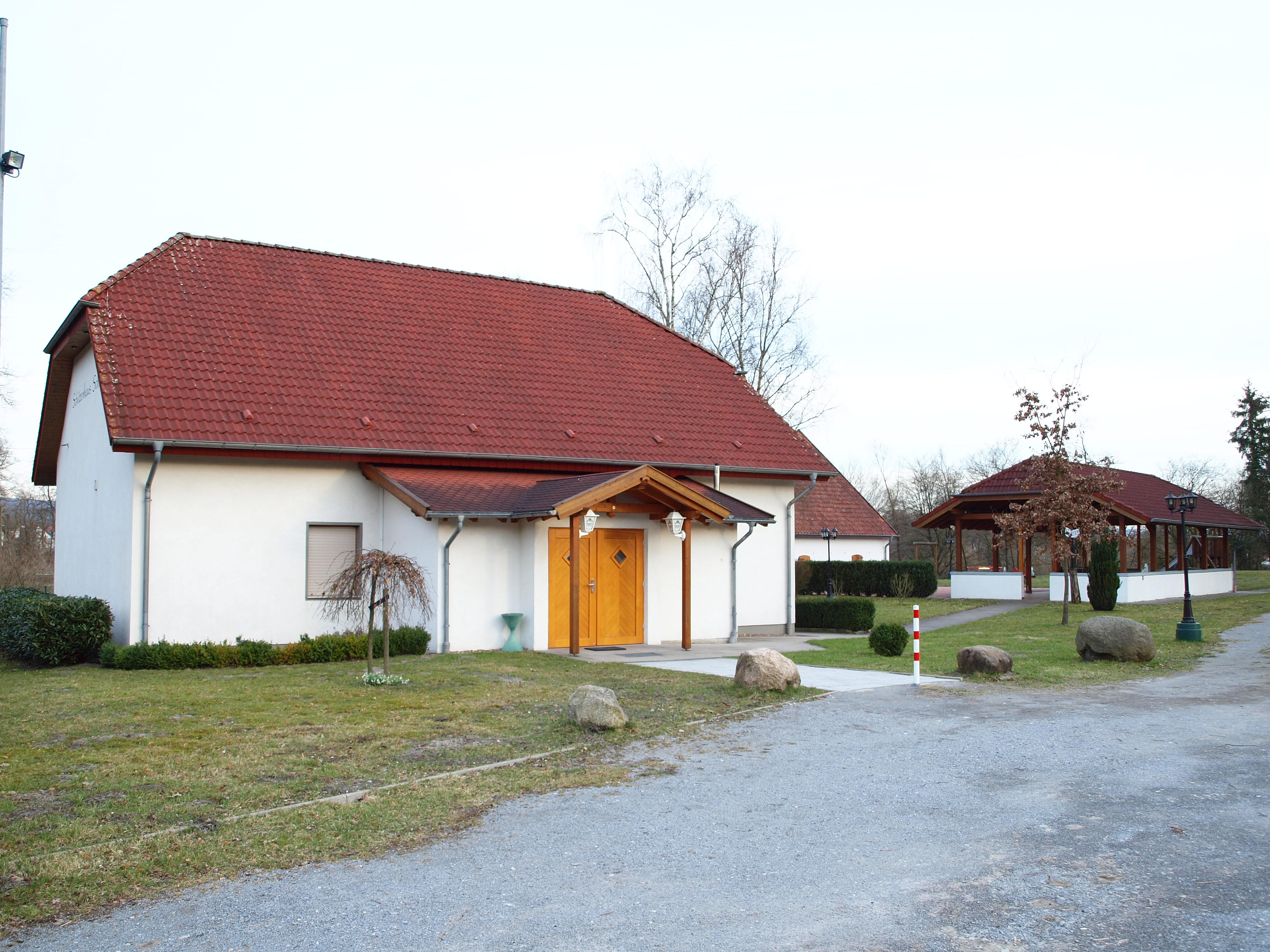
Schützenhaus an der Mühlenstraße

Das Freibad in Schlangen bietet ein 50-Meter-Becken, je einen Sprungtürme in den Höhen 1 m und 3 m, einen abgetrennten Nichtschwimmerbereich und ein Planschbecken mit Rutsche. Eine Liegewiese und Freizeitangebote wie Tischtennisplatten und Kickertische runden das Angebot ab.
Schlangen verfügt über einen Kunstrasen-Sportplatz mit einer 400-Meter-Laufbahn und einem Vereinsheim.
In allen drei Ortsteilen der Gemeinde gibt es je einen allgemeinen Sportverein. Seit 2011 sind die Vereine SSV Oesterholz und TSV Kohlstädt zu dem Verein Sportfreunde Oesterholz-Kohlstädt e. V. fusioniert. Über das Gemeindegebiet sind drei Reitvereine sowie je ein Angelsportverein, Fußballclub, Kneipp-Verein, Modellflugclub, Motor-Sport-Club, Sportschützengruppe, Handballverein, Tanzkreis und ein Tennis-Club verteilt. Weiterhin gibt es eine DLRG-Ortsgruppe. Die meisten Sportvereine sind im Sportverband Schlangen organisiert. Des Weiteren hat Schlangen drei Steeldartvereine.

### Regelmäßige Veranstaltungen
In jedem ungeraden Jahr findet in Haustenbeck das Haustenbecker Treffen, ein Wiedersehenstreffen alter Haustenbecker und Freunde, statt. Ausgerichtet wird dieses Treffen durch den Heimat- und Verkehrsverein Oesterholz-Haustenbeck. Ferner findet jedes Jahr der „Schlänger Markt“ statt.

### Kulinarische Spezialitäten

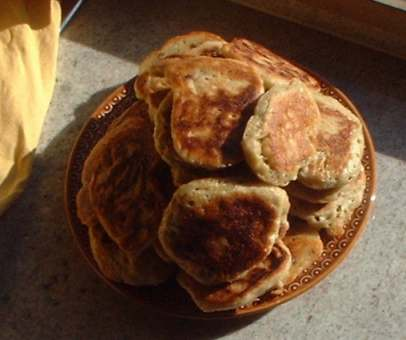
Teller mit lippischem Pickert

Unter Lippischem Pickert versteht man kleine Kuchen aus Hefe, Mehl und Kartoffeln, die mit Korinthen und Rosinen in der Bratpfanne gebacken werden. Der Pickert wird warm gegessen und mit gesalzener Butter, Rübenkraut, Marmelade oder grober Leberwurst bestrichen.

## Wirtschaft und Infrastruktur
Schlangen gehört zum Integrierten ländlichen Entwicklungskonzept Südlippe, einem Verbund der Gemeinden Blomberg, Horn-Bad Meinberg, Lügde, Schieder-Schwalenberg und Schlangen.

### Verkehr
Schlangen liegt an der Bundesstraße 1, über die im Südwesten Paderborn und im Nordosten über das Lipperland Hildesheim erreichbar ist. In Richtung Norden ist Detmold über den Pass Gauseköte auf der L 937 erreichbar. Im Osten führt die K 98 Richtung Veldrom im Stadtgebiet von Horn-Bad Meinberg. Die Verkehrsverbindung in Richtung Westen ist eingeschränkt. Sie führt über den Truppenübungsplatz Senne und ist nur zeitweise geöffnet.
Nächstgelegene Bahnhöfe sind die Fernbahnhöfe Paderborn in etwa 15 km und Altenbeken in rund 16 km Entfernung. Der Regionalbahnhof Horn-Bad Meinberg an der Bahnstrecke Herford–Altenbeken befindet sich etwa 13 km entfernt.
Schlangen ist mit Regionalbussen der Linie R 50 Paderborn – Bad Lippspringe – Schlangen – Paderborn und der Linie R 51 Paderborn – Bad Lippspringe – Schlangen – Oesterholz – Kohlstädt – Horn täglich erreichbar. Nach Paderborn besteht werktags ein 15-Minuten-Takt.
Der nächste Flughafen ist der 32 km entfernte Flughafen Paderborn/Lippstadt.
Durch das Gemeindegebiet von Schlangen verläuft der Fernwanderweg Hermannsweg als des Hermannshöhen-Weges sowie die Radfernwege Römerroute und Senne-Radweg.

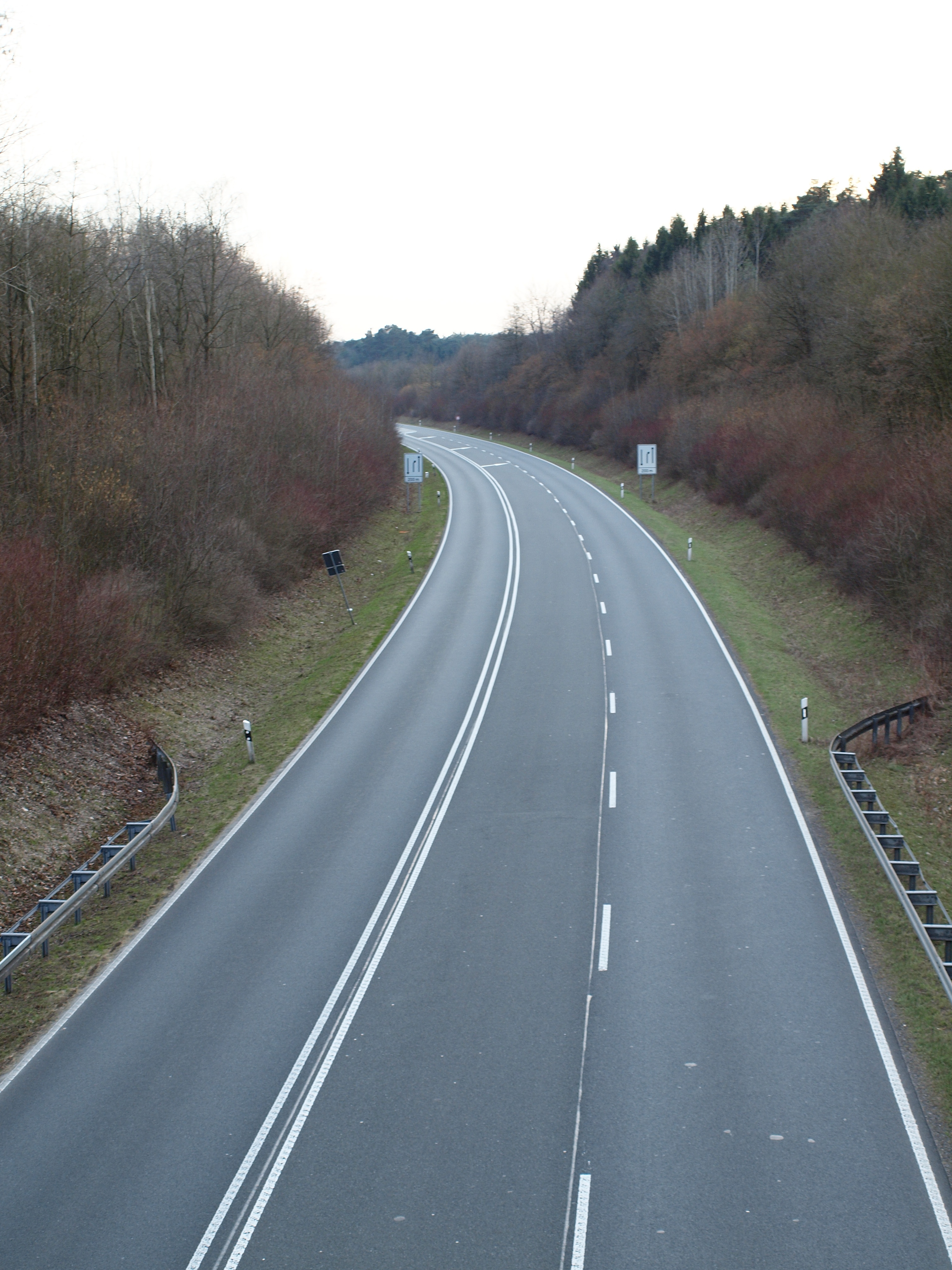
Bundesstraße 1 nahe Schlangen
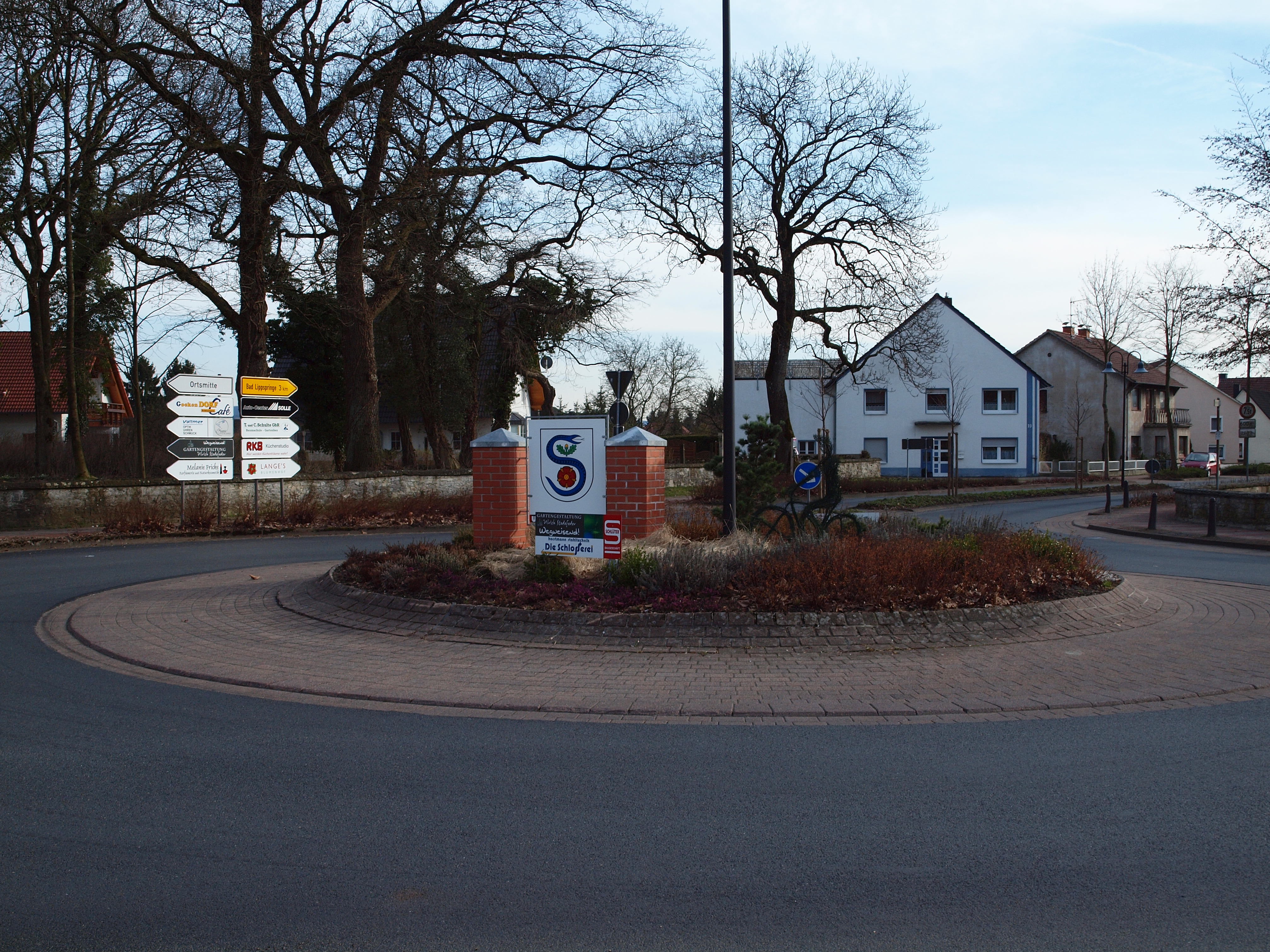
Kreisverkehr zwischen Schützenstraße und Paderborner Straße
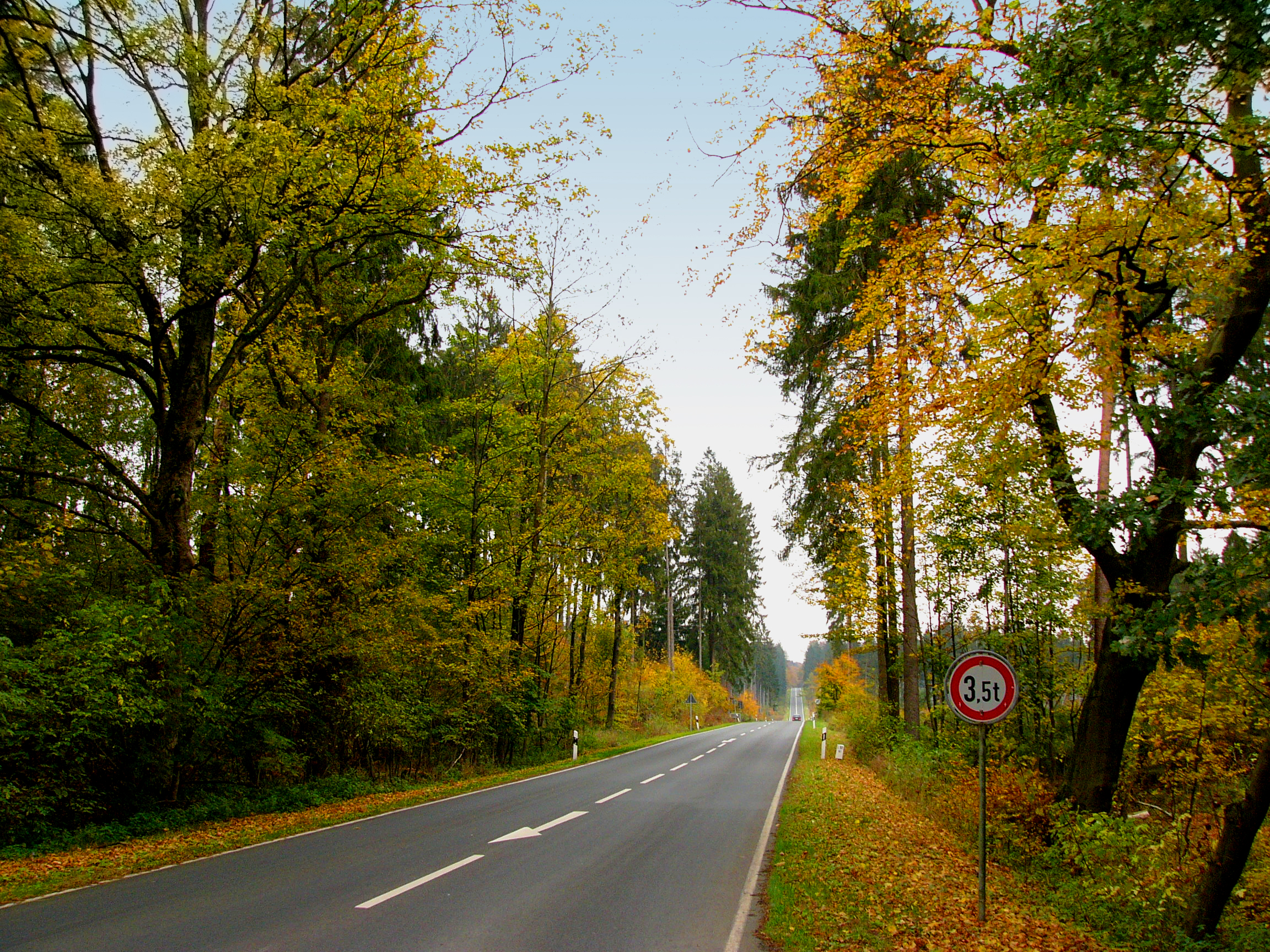
Straße von Schlangen Richtung Gauseköte
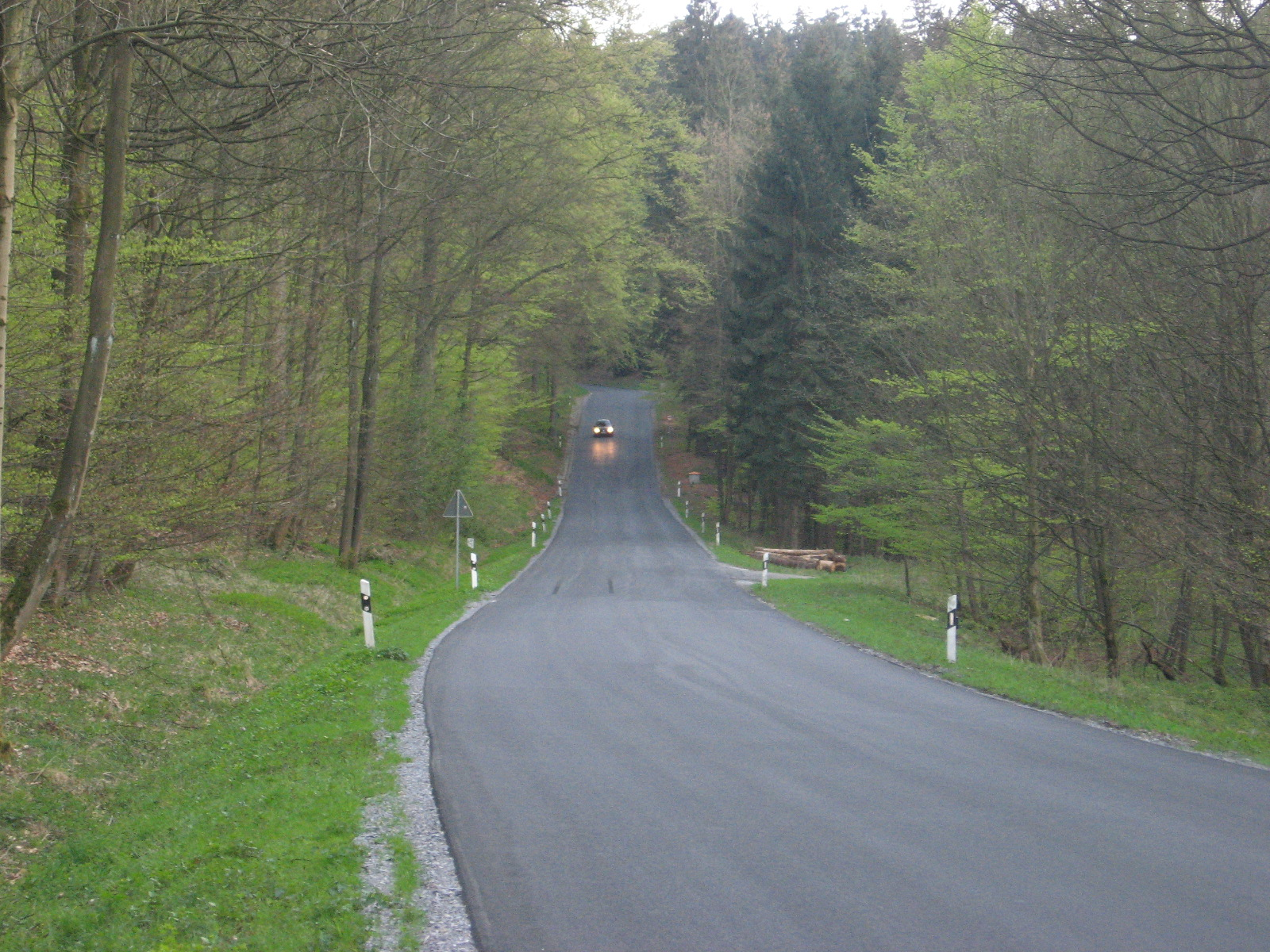
Die Gauseköte

### Medien
In Schlangen sind zwei lokale Tageszeitungen vertreten: Die Lippische Landes-Zeitung, die mit der Neuen Westfälischen aus Bielefeld kooperiert, und das Westfälische Volksblatt / Schlänger Zeitung als Kopfblatt des Westfalen-Blattes.
Monatlich ist seit 2022 SennePlus als Zeitschrift für die Gemeinde Schlangen, die Stadt Bad Lippspringe und die Gemeinde Hövelhof erhältlich. Im SennePlus erscheinen regelmäßig Aufsätze zur Ortsgeschichte von Schlangen.
SennePlus versteht sich als Nachfolger des vor einiger Zeit eingestellten Schlänger Boten. Ebenfalls monatlich erscheinen die Bad Lippspringer Nachrichten als regionale Zeitschrift Bad Lippspringes sowie für die Gemeinde Schlangen mit Oesterholz-Haustenbeck und Kohlstädt und dem Paderborner Nordosten.
Schlangen gehört zum Berichtsgebiet des WDR-Studios in Bielefeld und des Lokalsenders Radio Lippe.

### Öffentliche Einrichtungen

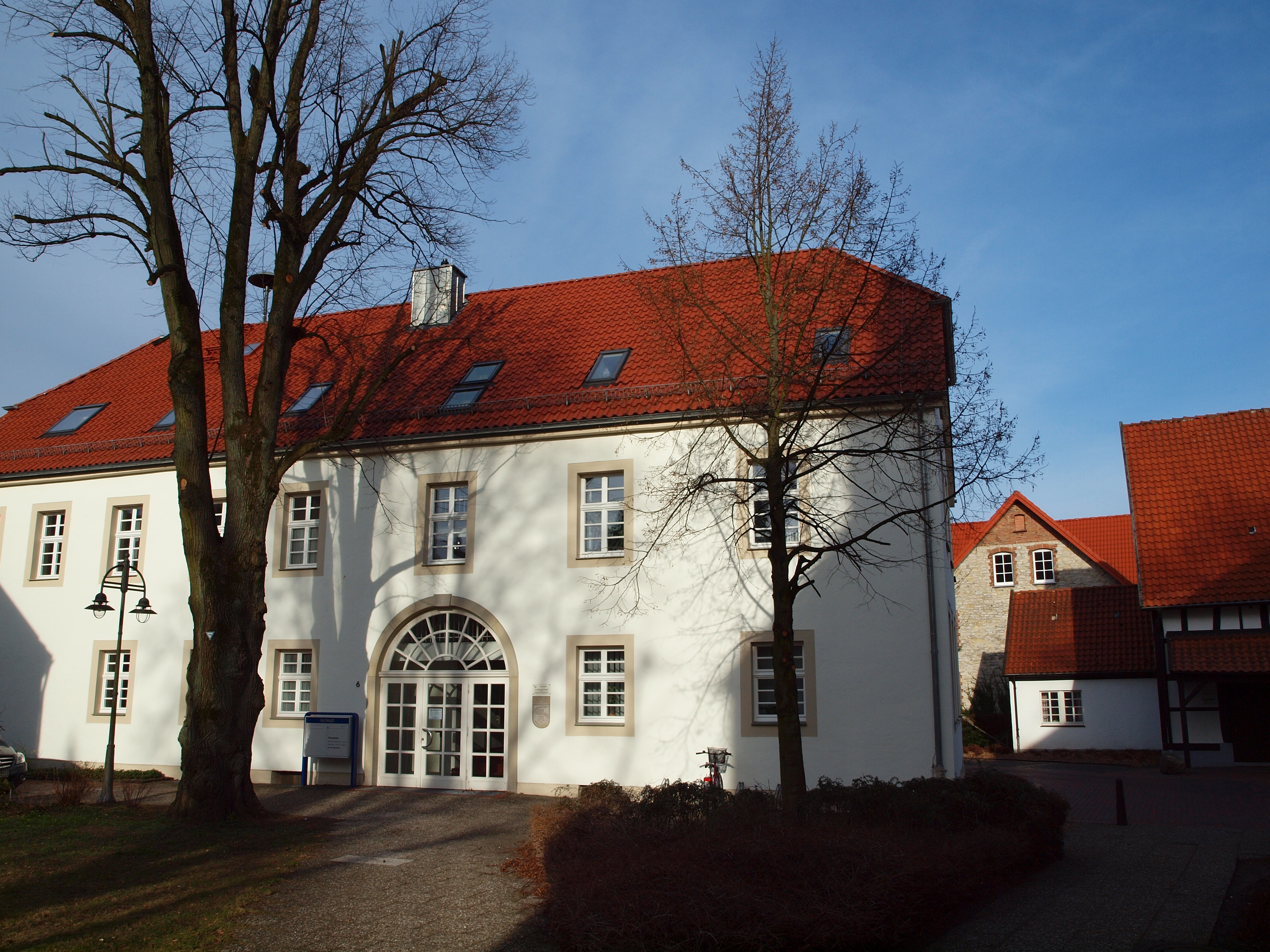
Rathaus und Bauamt (rechts)

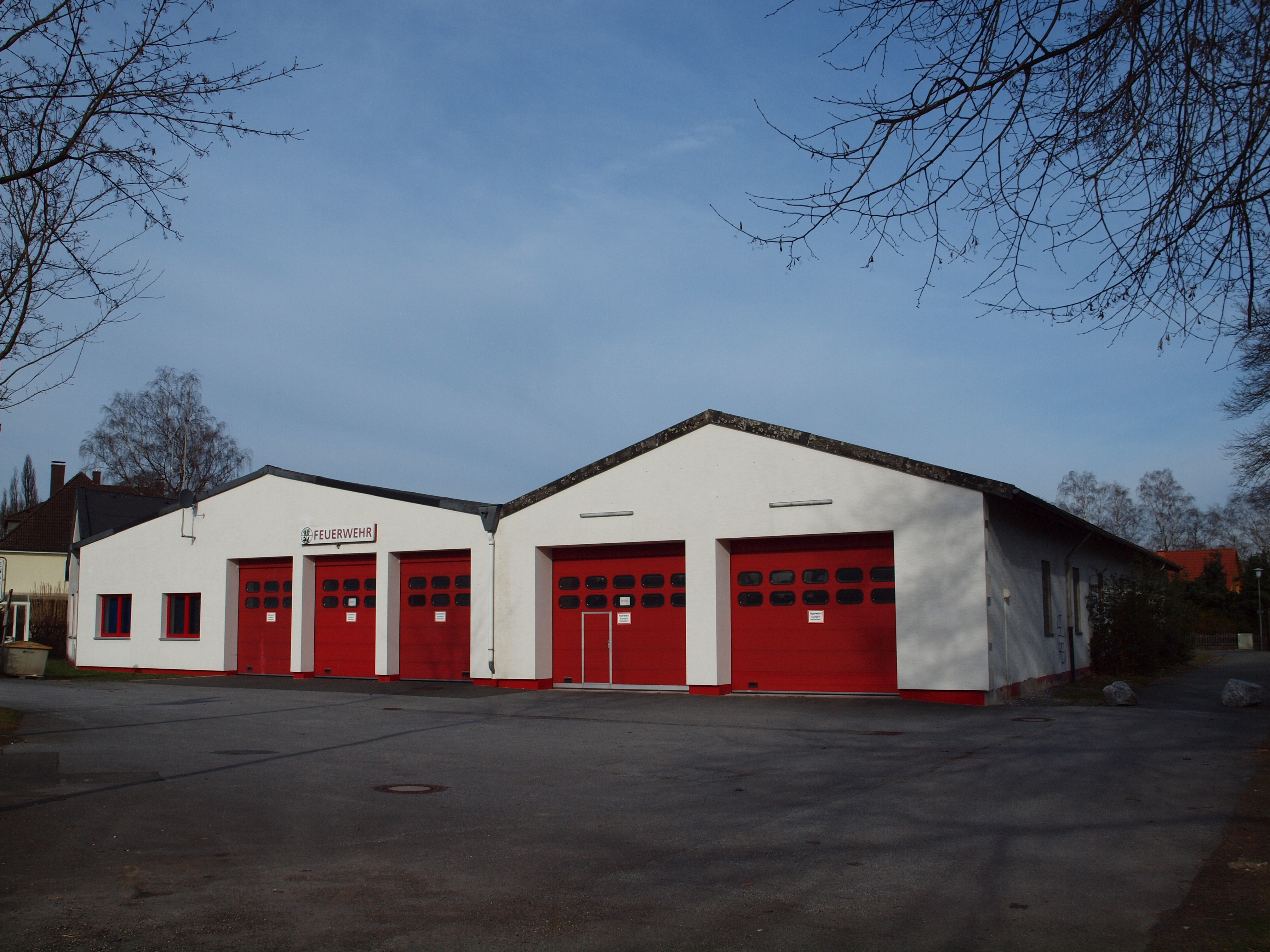
Ehemaliges Straßenbahndepot, heute Feuerwehrhaus

Die Freiwillige Feuerwehr Schlangen gliedert sich in drei Löschzüge und -gruppen. Zur Ausbildung der Jugend besteht eine Jugendfeuerwehr. Weiterhin führt die Feuerwehr einen eigenen Musikzug. Alle Löschgruppen in den Ortsteilen verfügen über je ein Hilfeleistungslöschgruppenfahrzeug und ein Mannschaftstransportfahrzeug. Der Löschzug in der Hauptwache verfügt darüber hinaus über ein Tanklöschfahrzeug, einen Gerätewagen-Logistik und Einsatzleitwagen.
Die Gemeindewerke Schlangen ist das Wasserversorgungsunternehmen für die Gemeinde. Sie führen auch die Eigenbetriebe zur Abwasserbeseitigung und das Freibad.
Seit 1938 gibt es eine Gemeindebücherei. Sie verfügt über etwa 11.300 Medien, darunter nicht nur Bücher, sondern auch etwa 240 Spiele und Kinderkassetten.
Die Gemeinde betreibt den Jugendtreff Hot Domino in der alten Musikschule. Es gibt regelmäßige Angebote für Kinder und Jugendliche.

### Bildung
Die Gemeinde Schlangen ist Träger von zwei Grundschulen. Für weitere Schulformen müssen die Angebote der umliegenden Städte genutzt werden. Im Jahr 2007 war die Gemeinde noch Träger von drei Schulformen. An diesen Schulen der Gemeinde wurden mit 43 Lehrkräften insgesamt 628 Schüler unterrichtet, davon 72,3 % an den Grundschulen und 27,7 % an der Hauptschule.
Bis Ende 2004 führte die Gemeinde auch eine Musikschule, die zum 1. Januar 2005 an einen privaten Träger abgegeben wurde. Für die Erwachsenenbildung gibt es die Volkshochschule Detmold, die sich auch über Horn-Bad Meinberg und Schlangen erstreckt.

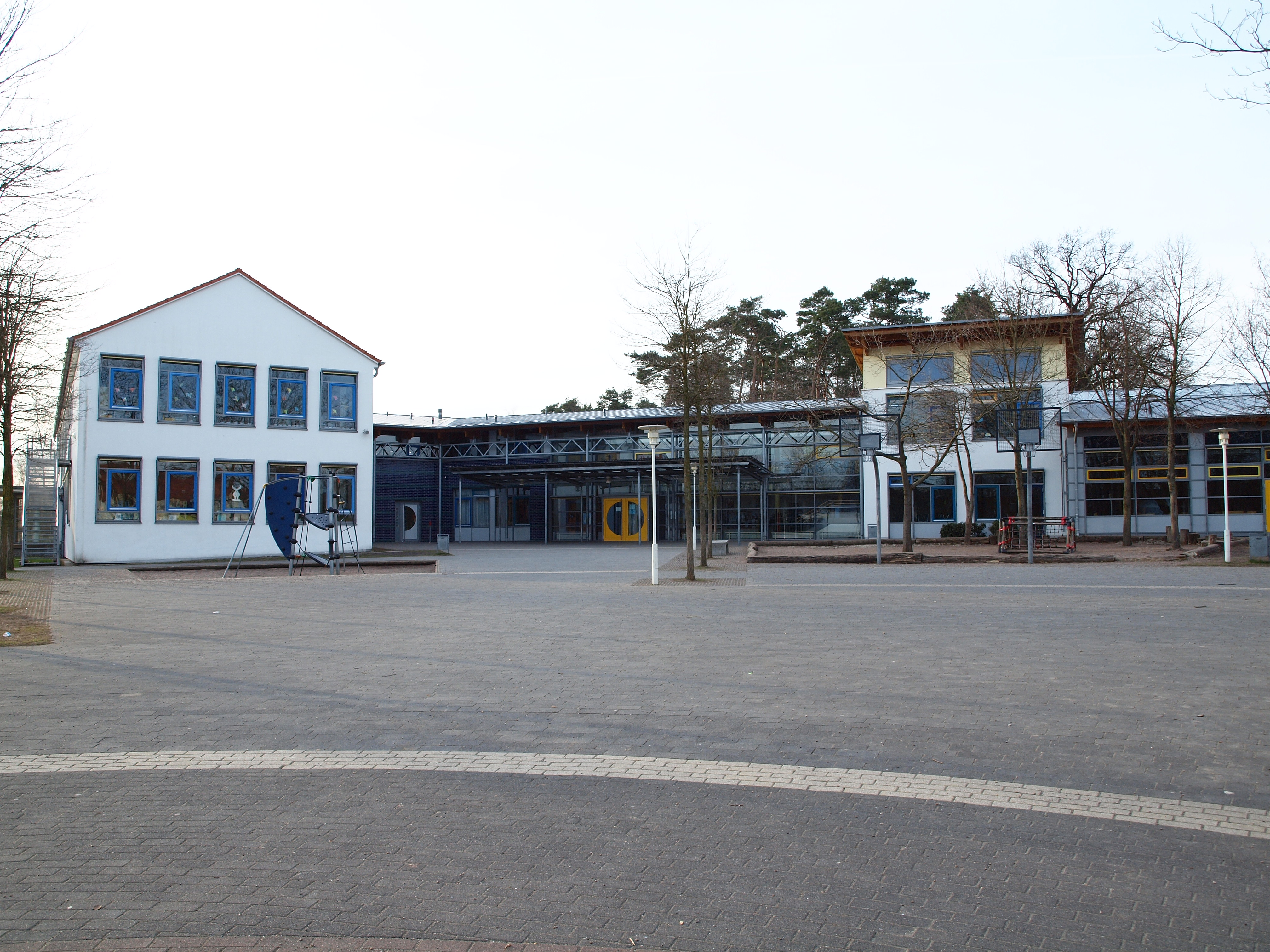
Grundschule mit Bücherei
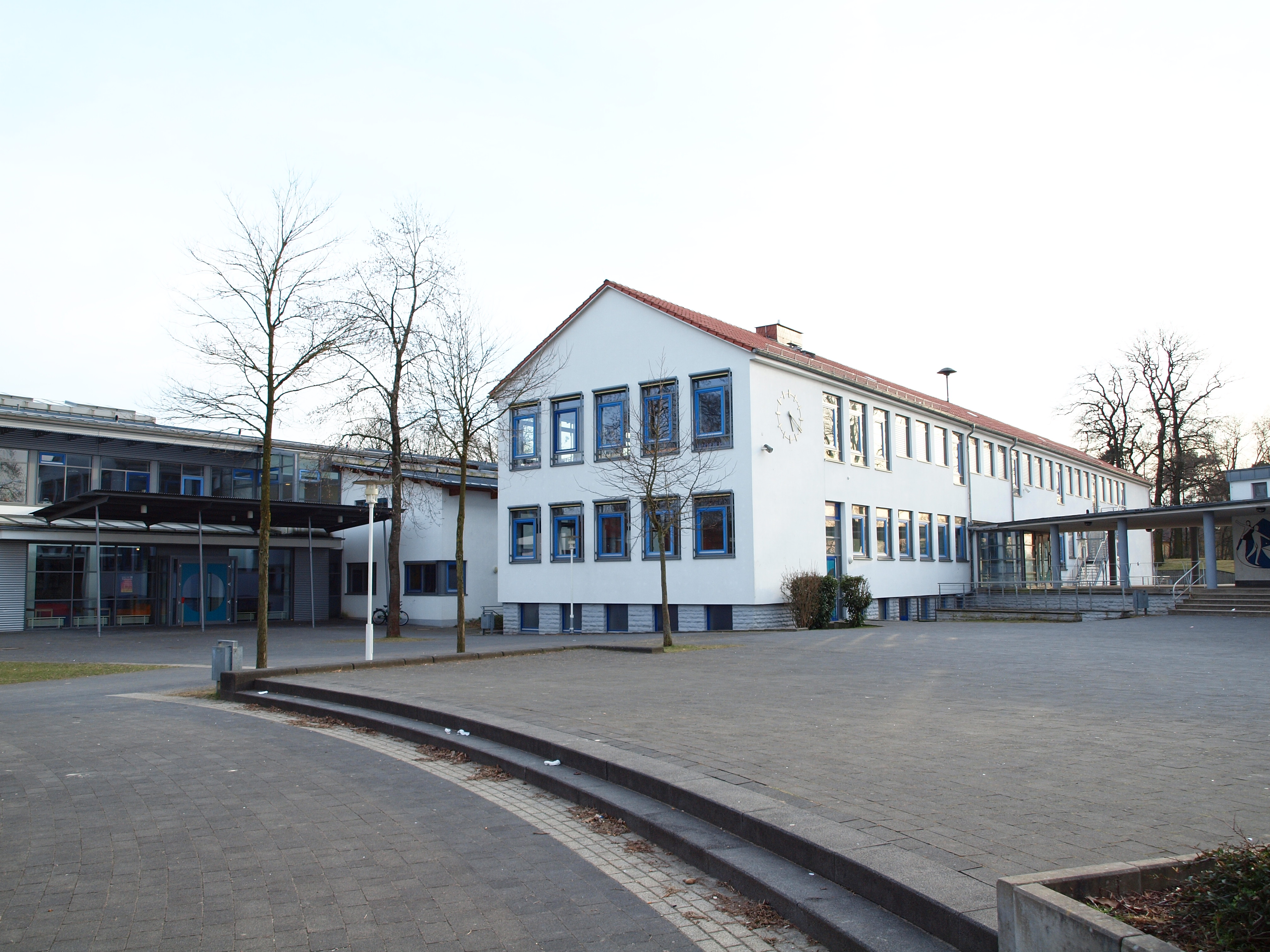
Hauptschule
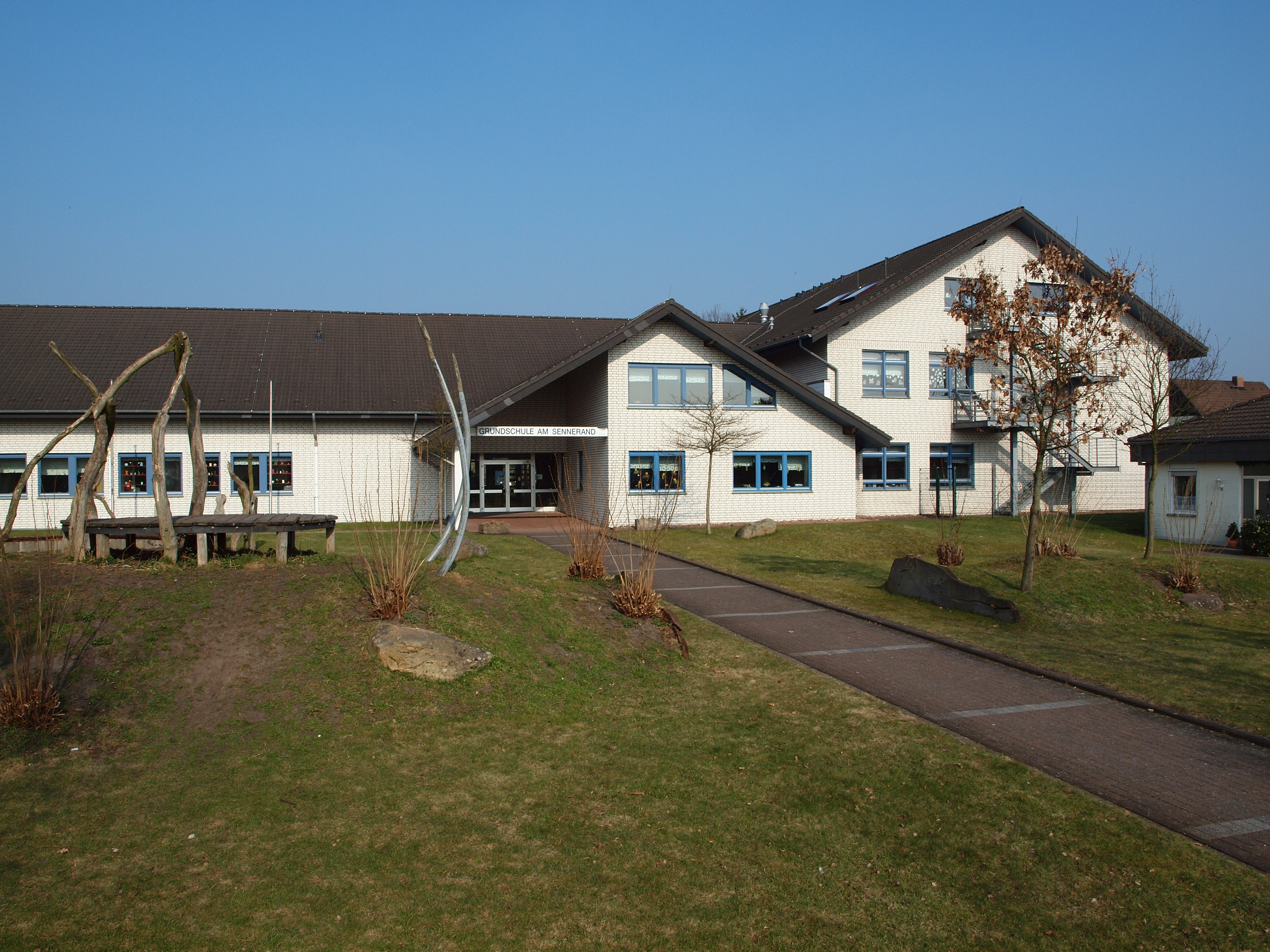
Grundschule am Sennerand in Oesterholz-Haustenbeck
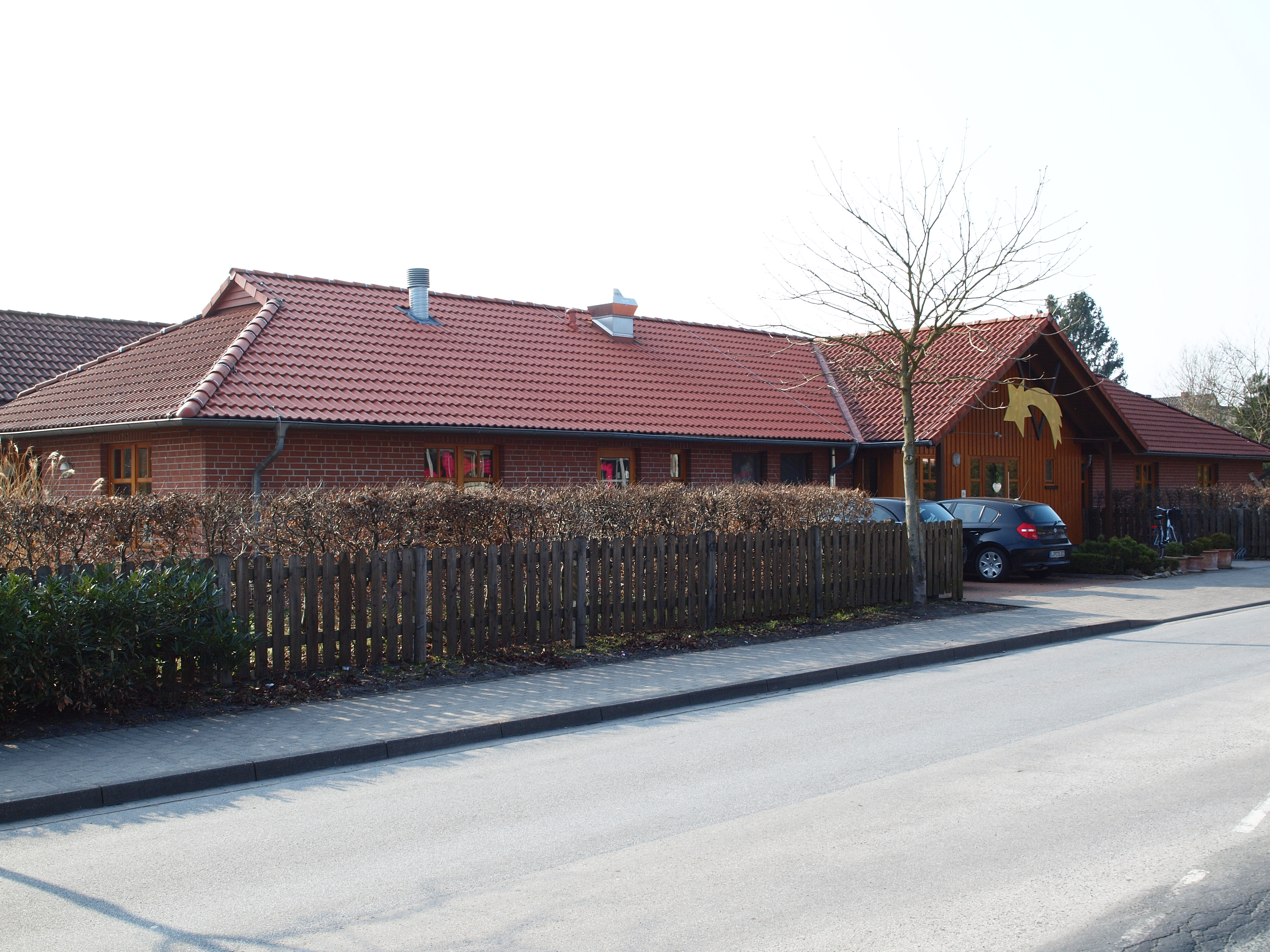
Kindergarten Sternschnuppe in Oesterholz-Haustenbeck
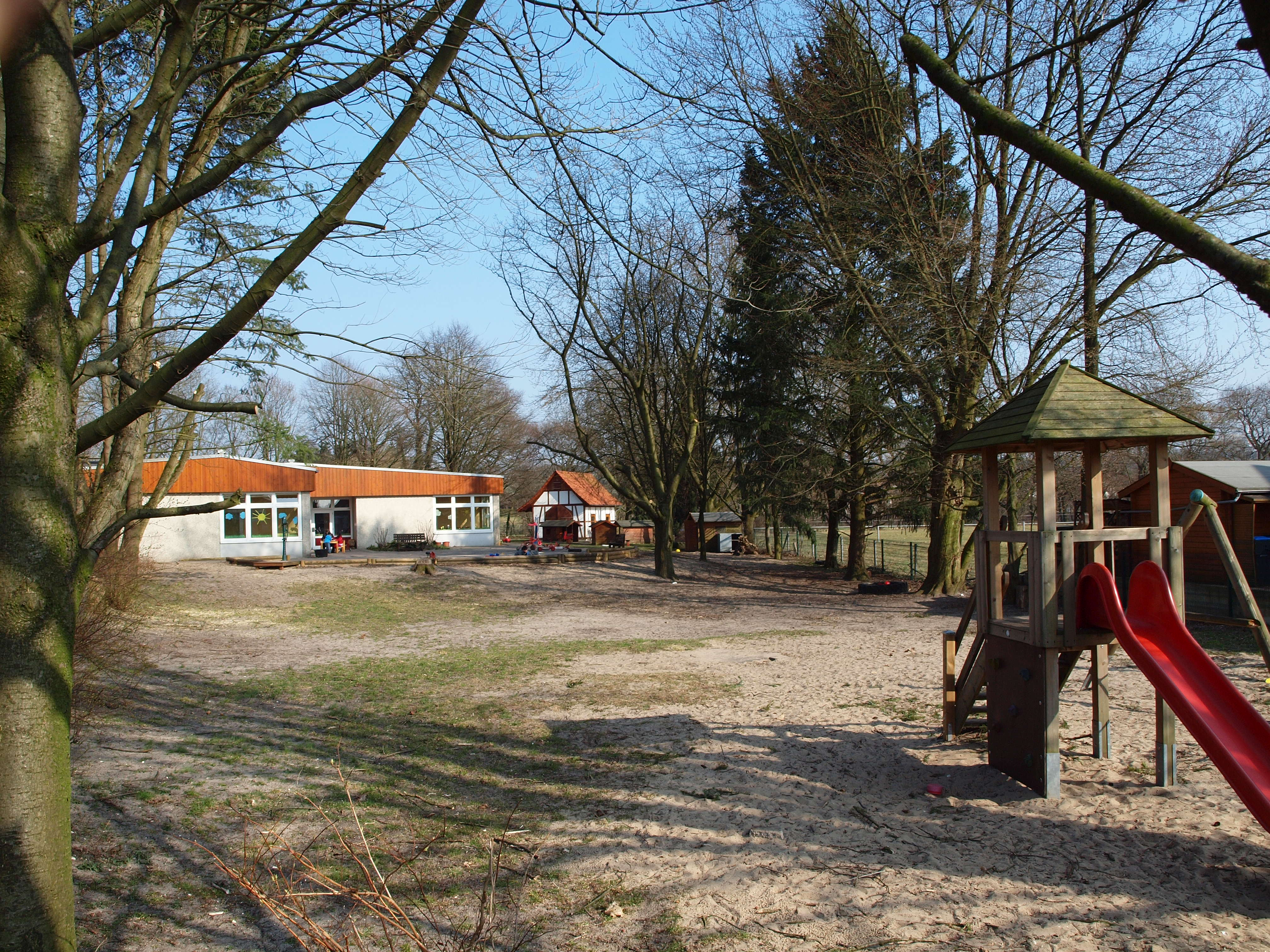
Kindergarten in der Gartenstraße

### Ansässige Unternehmen
210 Unternehmen sind in Schlangen gemeldet, die insgesamt 1646 Arbeitnehmer beschäftigen. Der Löwenanteil von etwa 61 % (= 1007 Personen) arbeitet im produzierenden Gewerbe. Schwerpunkt ist hier die Möbelindustrie und das holzverarbeitende Gewerbe. 23 % (= 373 Personen) arbeiten im Dienstleistungssektor. Weitere 16 % (= 256 Personen) sind im Handel und Gewerbe beschäftigt. Die übrigen 10 Arbeitnehmer sind in Land- und Forstwirtschaft angestellt.
In Schlangen ist die Volksbank Schlangen ansässig.

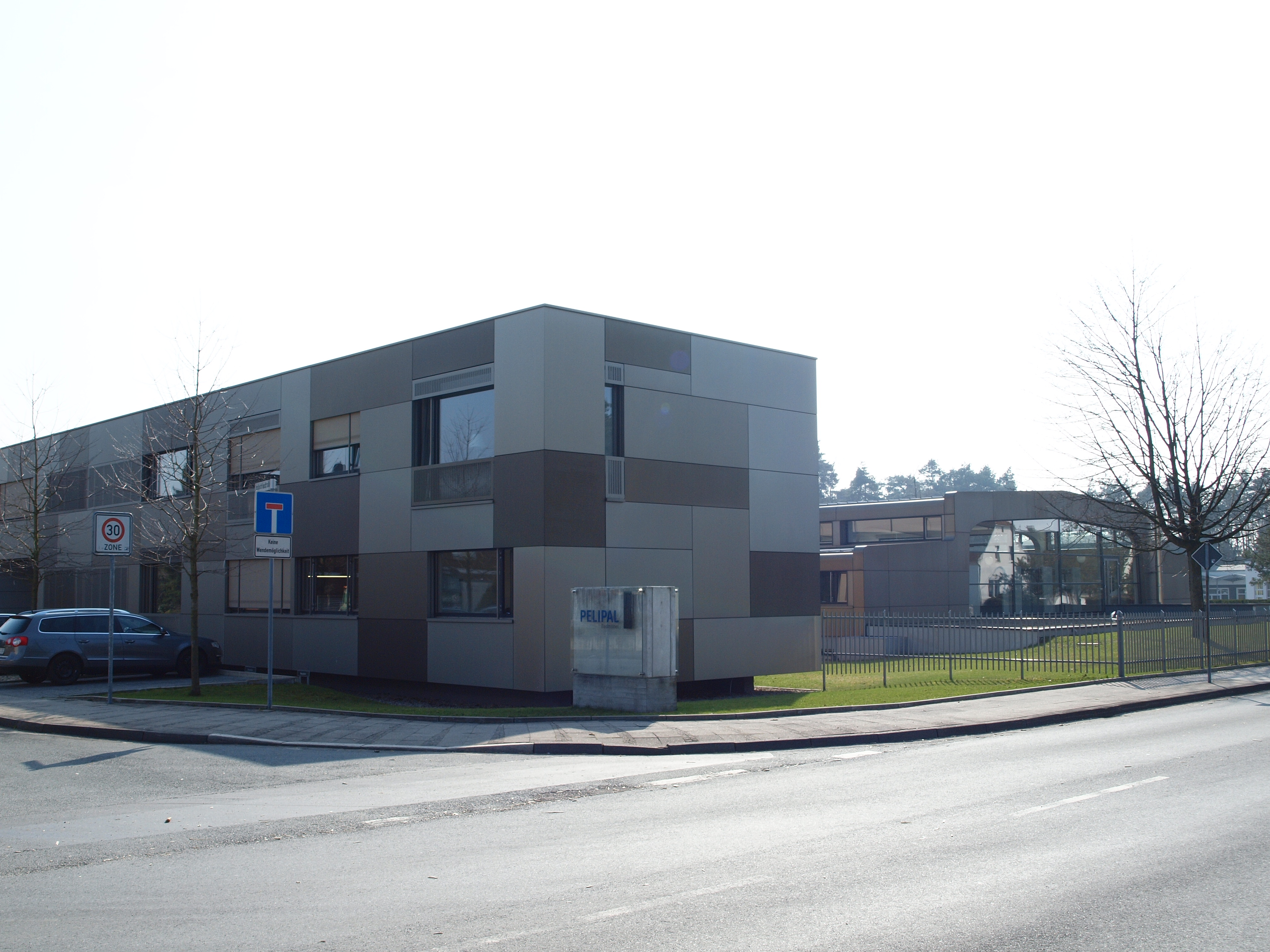
Gebäude der Möbelfirma Pelipal
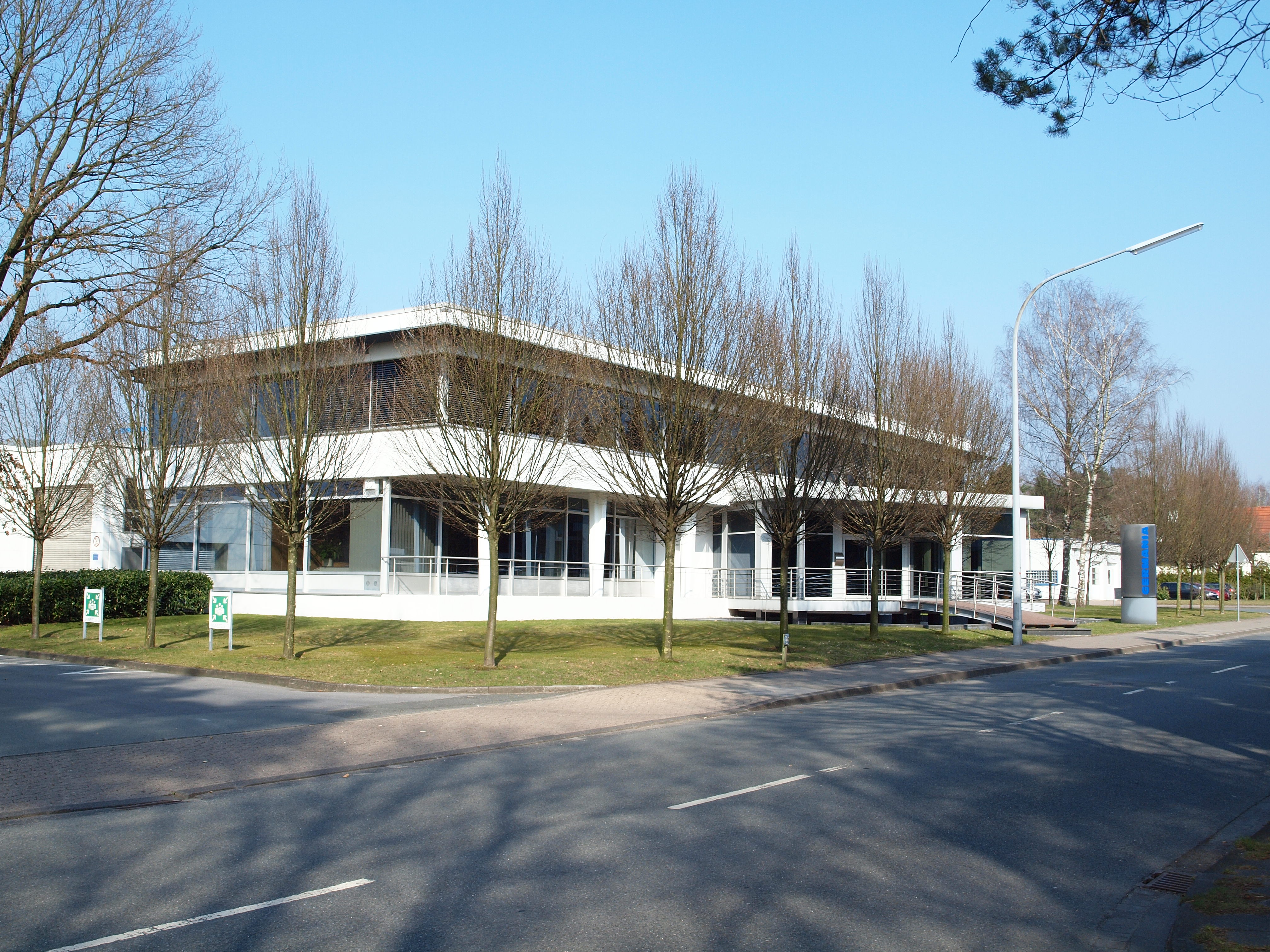
Empfangsgebäude der Möbelfirma Germania
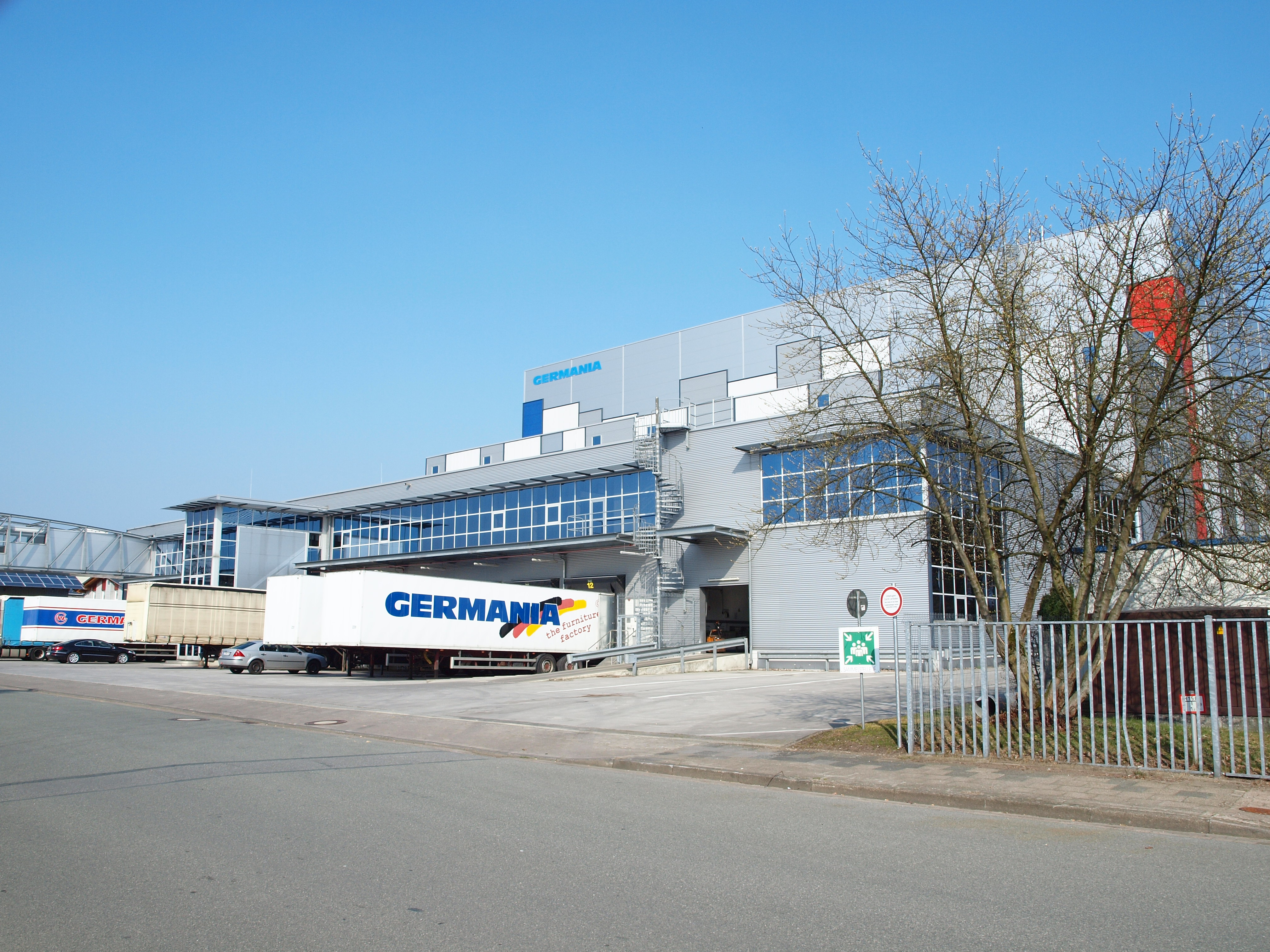
Hochregallager der Möbelfirma Germania

## Persönlichkeiten

### Persönlichkeiten, die mit der Gemeinde in Verbindung stehen
- Hermann Wulff (um 1535–1599), Baumeister und Maurermeister aus Lemgo, Erbauer des Jagdschlosses Oesterholz, von dem nur geringe Reste erhalten sind
- Mette Deppe († 1586), Opfer der Hexenverfolgung in Schlangen, als Zaubersche in Detmold mit dem Feuer hingerichtet
- Anton Nesen (1582–1640), deutscher Rechtswissenschaftler
- Ferdinand Ludwig August Merckel (1808–1893), Baumeister des Historismus, erbaute ein Pfarrhaus in Haustenbeck
- Karl Volckhausen (1822–1899), von 1867 bis 1873 Chefredakteur der Frankfurter Zeitung, geboren in Haustenbeck[46]
- Elfriede Rotermund (1884–1966), Schriftstellerin, wurde in Schlangen geboren
- Fritz Fleege-Althoff (1886–1945), Professor an der Handelshochschule Königsberg. Das von ihm verfasste Buch „Die lippischen Wanderarbeiter“ ist nach wie vor ein Standardwerk der Heimatliteratur
- Walter Frevert (1897–1962), Förster, verbrachte einen Teil seiner Jugend auf „Haus Gierken“ in Schlangen
- Gottfried Hilgerdenaar (1925–2015), Seemann
- Rolf Schönlau (* 1950), Schriftsteller, wuchs in Schlangen auf und lebt dort
- Thorsten Becker (* 1980), Fußballprofi (SC Paderborn 07), spielte bis 1992 bei Fortuna Schlangen, wohin er 2011 als Spieler und designierter Trainer der Spielzeit 2011/2012 zurückkehrte
- Isolde Frepoli (* 1962), Bildhauerin, lebt seit 1993 in Schlangen